# 1957
Portal Geschichte | Portal Biografien | Aktuelle Ereignisse | Jahreskalender | Tagesartikel

◄ |
19. Jahrhundert |
20. Jahrhundert
| 21. Jahrhundert

◄ |
1920er |
1930er |
1940er |
1950er
| 1960er | 1970er | 1980er | ►

◄◄ |
◄ |
1953 |
1954 |
1955 |
1956 |
1957
| 1958 | 1959 | 1960 | 1961 | ► | ►►
Staatsoberhäupter · Wahlen · Nekrolog  · Literaturjahr · Musikjahr · Filmjahr · Rundfunkjahr · Sportjahr
| Januar | Januar | Januar | Januar | Januar | Januar | Januar | Januar |
| Kw     | Mo     | Di     | Mi     | Do     | Fr     | Sa     | So     |
| ------ | ------ | ------ | ------ | ------ | ------ | ------ | ------ |
| 1      |        | 1      | 2      | 3      | 4      | 5      | 6      |
| 2      | 7      | 8      | 9      | 10     | 11     | 12     | 13     |
| 3      | 14     | 15     | 16     | 17     | 18     | 19     | 20     |
| 4      | 21     | 22     | 23     | 24     | 25     | 26     | 27     |
| 5      | 28     | 29     | 30     | 31     |        |        |        |

| Februar | Februar | Februar | Februar | Februar | Februar | Februar | Februar |
| Kw      | Mo      | Di      | Mi      | Do      | Fr      | Sa      | So      |
| ------- | ------- | ------- | ------- | ------- | ------- | ------- | ------- |
| 5       |         |         |         |         | 1       | 2       | 3       |
| 6       | 4       | 5       | 6       | 7       | 8       | 9       | 10      |
| 7       | 11      | 12      | 13      | 14      | 15      | 16      | 17      |
| 8       | 18      | 19      | 20      | 21      | 22      | 23      | 24      |
| 9       | 25      | 26      | 27      | 28      |         |         |         |

| März | März | März | März | März | März | März | März |
| Kw   | Mo   | Di   | Mi   | Do   | Fr   | Sa   | So   |
| ---- | ---- | ---- | ---- | ---- | ---- | ---- | ---- |
| 9    |      |      |      |      | 1    | 2    | 3    |
| 10   | 4    | 5    | 6    | 7    | 8    | 9    | 10   |
| 11   | 11   | 12   | 13   | 14   | 15   | 16   | 17   |
| 12   | 18   | 19   | 20   | 21   | 22   | 23   | 24   |
| 13   | 25   | 26   | 27   | 28   | 29   | 30   | 31   |

| April | April | April | April | April | April | April | April |
| Kw    | Mo    | Di    | Mi    | Do    | Fr    | Sa    | So    |
| ----- | ----- | ----- | ----- | ----- | ----- | ----- | ----- |
| 14    | 1     | 2     | 3     | 4     | 5     | 6     | 7     |
| 15    | 8     | 9     | 10    | 11    | 12    | 13    | 14    |
| 16    | 15    | 16    | 17    | 18    | 19    | 20    | 21    |
| 17    | 22    | 23    | 24    | 25    | 26    | 27    | 28    |
| 18    | 29    | 30    |       |       |       |       |       |

| Mai | Mai | Mai | Mai | Mai | Mai | Mai | Mai |
| Kw  | Mo  | Di  | Mi  | Do  | Fr  | Sa  | So  |
| 18  |     |     | 1   | 2   | 3   | 4   | 5   |
| 19  | 6   | 7   | 8   | 9   | 10  | 11  | 12  |
| 20  | 13  | 14  | 15  | 16  | 17  | 18  | 19  |
| 21  | 20  | 21  | 22  | 23  | 24  | 25  | 26  |
| 22  | 27  | 28  | 29  | 30  | 31  |     |     |
| --- | --- | --- | --- | --- | --- | --- | --- |

| Juni | Juni | Juni | Juni | Juni | Juni | Juni | Juni |
| Kw   | Mo   | Di   | Mi   | Do   | Fr   | Sa   | So   |
| ---- | ---- | ---- | ---- | ---- | ---- | ---- | ---- |
| 22   |      |      |      |      |      | 1    | 2    |
| 23   | 3    | 4    | 5    | 6    | 7    | 8    | 9    |
| 24   | 10   | 11   | 12   | 13   | 14   | 15   | 16   |
| 25   | 17   | 18   | 19   | 20   | 21   | 22   | 23   |
| 26   | 24   | 25   | 26   | 27   | 28   | 29   | 30   |

| Juli | Juli | Juli | Juli | Juli | Juli | Juli | Juli |
| Kw   | Mo   | Di   | Mi   | Do   | Fr   | Sa   | So   |
| ---- | ---- | ---- | ---- | ---- | ---- | ---- | ---- |
| 27   | 1    | 2    | 3    | 4    | 5    | 6    | 7    |
| 28   | 8    | 9    | 10   | 11   | 12   | 13   | 14   |
| 29   | 15   | 16   | 17   | 18   | 19   | 20   | 21   |
| 30   | 22   | 23   | 24   | 25   | 26   | 27   | 28   |
| 31   | 29   | 30   | 31   |      |      |      |      |

| August | August | August | August | August | August | August | August |
| Kw     | Mo     | Di     | Mi     | Do     | Fr     | Sa     | So     |
| ------ | ------ | ------ | ------ | ------ | ------ | ------ | ------ |
| 31     |        |        |        | 1      | 2      | 3      | 4      |
| 32     | 5      | 6      | 7      | 8      | 9      | 10     | 11     |
| 33     | 12     | 13     | 14     | 15     | 16     | 17     | 18     |
| 34     | 19     | 20     | 21     | 22     | 23     | 24     | 25     |
| 35     | 26     | 27     | 28     | 29     | 30     | 31     |        |

| September | September | September | September | September | September | September | September |
| Kw        | Mo        | Di        | Mi        | Do        | Fr        | Sa        | So        |
| --------- | --------- | --------- | --------- | --------- | --------- | --------- | --------- |
| 35        |           |           |           |           |           |           | 1         |
| 36        | 2         | 3         | 4         | 5         | 6         | 7         | 8         |
| 37        | 9         | 10        | 11        | 12        | 13        | 14        | 15        |
| 38        | 16        | 17        | 18        | 19        | 20        | 21        | 22        |
| 39        | 23        | 24        | 25        | 26        | 27        | 28        | 29        |
| 40        | 30        |           |           |           |           |           |           |

| Oktober | Oktober | Oktober | Oktober | Oktober | Oktober | Oktober | Oktober |
| Kw      | Mo      | Di      | Mi      | Do      | Fr      | Sa      | So      |
| ------- | ------- | ------- | ------- | ------- | ------- | ------- | ------- |
| 40      |         | 1       | 2       | 3       | 4       | 5       | 6       |
| 41      | 7       | 8       | 9       | 10      | 11      | 12      | 13      |
| 42      | 14      | 15      | 16      | 17      | 18      | 19      | 20      |
| 43      | 21      | 22      | 23      | 24      | 25      | 26      | 27      |
| 44      | 28      | 29      | 30      | 31      |         |         |         |

| November | November | November | November | November | November | November | November |
| Kw       | Mo       | Di       | Mi       | Do       | Fr       | Sa       | So       |
| -------- | -------- | -------- | -------- | -------- | -------- | -------- | -------- |
| 44       |          |          |          |          | 1        | 2        | 3        |
| 45       | 4        | 5        | 6        | 7        | 8        | 9        | 10       |
| 46       | 11       | 12       | 13       | 14       | 15       | 16       | 17       |
| 47       | 18       | 19       | 20       | 21       | 22       | 23       | 24       |
| 48       | 25       | 26       | 27       | 28       | 29       | 30       |          |

| Dezember | Dezember | Dezember | Dezember | Dezember | Dezember | Dezember | Dezember |
| Kw       | Mo       | Di       | Mi       | Do       | Fr       | Sa       | So       |
| -------- | -------- | -------- | -------- | -------- | -------- | -------- | -------- |
| 48       |          |          |          |          |          |          | 1        |
| 49       | 2        | 3        | 4        | 5        | 6        | 7        | 8        |
| 50       | 9        | 10       | 11       | 12       | 13       | 14       | 15       |
| 51       | 16       | 17       | 18       | 19       | 20       | 21       | 22       |
| 52       | 23       | 24       | 25       | 26       | 27       | 28       | 29       |
| 1        | 30       | 31       |          |          |          |          |          |

| Januar | Januar | Januar | Januar | Januar | Januar | Januar | Januar |
| Kw     | Mo     | Di     | Mi     | Do     | Fr     | Sa     | So     |
| ------ | ------ | ------ | ------ | ------ | ------ | ------ | ------ |
| 1      |        | 1      | 2      | 3      | 4      | 5      | 6      |
| 2      | 7      | 8      | 9      | 10     | 11     | 12     | 13     |
| 3      | 14     | 15     | 16     | 17     | 18     | 19     | 20     |
| 4      | 21     | 22     | 23     | 24     | 25     | 26     | 27     |
| 5      | 28     | 29     | 30     | 31     |        |        |        |

| Februar | Februar | Februar | Februar | Februar | Februar | Februar | Februar |
| Kw      | Mo      | Di      | Mi      | Do      | Fr      | Sa      | So      |
| ------- | ------- | ------- | ------- | ------- | ------- | ------- | ------- |
| 5       |         |         |         |         | 1       | 2       | 3       |
| 6       | 4       | 5       | 6       | 7       | 8       | 9       | 10      |
| 7       | 11      | 12      | 13      | 14      | 15      | 16      | 17      |
| 8       | 18      | 19      | 20      | 21      | 22      | 23      | 24      |
| 9       | 25      | 26      | 27      | 28      |         |         |         |

| März | März | März | März | März | März | März | März |
| Kw   | Mo   | Di   | Mi   | Do   | Fr   | Sa   | So   |
| ---- | ---- | ---- | ---- | ---- | ---- | ---- | ---- |
| 9    |      |      |      |      | 1    | 2    | 3    |
| 10   | 4    | 5    | 6    | 7    | 8    | 9    | 10   |
| 11   | 11   | 12   | 13   | 14   | 15   | 16   | 17   |
| 12   | 18   | 19   | 20   | 21   | 22   | 23   | 24   |
| 13   | 25   | 26   | 27   | 28   | 29   | 30   | 31   |

| April | April | April | April | April | April | April | April |
| Kw    | Mo    | Di    | Mi    | Do    | Fr    | Sa    | So    |
| ----- | ----- | ----- | ----- | ----- | ----- | ----- | ----- |
| 14    | 1     | 2     | 3     | 4     | 5     | 6     | 7     |
| 15    | 8     | 9     | 10    | 11    | 12    | 13    | 14    |
| 16    | 15    | 16    | 17    | 18    | 19    | 20    | 21    |
| 17    | 22    | 23    | 24    | 25    | 26    | 27    | 28    |
| 18    | 29    | 30    |       |       |       |       |       |

| Mai | Mai | Mai | Mai | Mai | Mai | Mai | Mai |
| Kw  | Mo  | Di  | Mi  | Do  | Fr  | Sa  | So  |
| 18  |     |     | 1   | 2   | 3   | 4   | 5   |
| 19  | 6   | 7   | 8   | 9   | 10  | 11  | 12  |
| 20  | 13  | 14  | 15  | 16  | 17  | 18  | 19  |
| 21  | 20  | 21  | 22  | 23  | 24  | 25  | 26  |
| 22  | 27  | 28  | 29  | 30  | 31  |     |     |
| --- | --- | --- | --- | --- | --- | --- | --- |

| Juni | Juni | Juni | Juni | Juni | Juni | Juni | Juni |
| Kw   | Mo   | Di   | Mi   | Do   | Fr   | Sa   | So   |
| ---- | ---- | ---- | ---- | ---- | ---- | ---- | ---- |
| 22   |      |      |      |      |      | 1    | 2    |
| 23   | 3    | 4    | 5    | 6    | 7    | 8    | 9    |
| 24   | 10   | 11   | 12   | 13   | 14   | 15   | 16   |
| 25   | 17   | 18   | 19   | 20   | 21   | 22   | 23   |
| 26   | 24   | 25   | 26   | 27   | 28   | 29   | 30   |

| Juli | Juli | Juli | Juli | Juli | Juli | Juli | Juli |
| Kw   | Mo   | Di   | Mi   | Do   | Fr   | Sa   | So   |
| ---- | ---- | ---- | ---- | ---- | ---- | ---- | ---- |
| 27   | 1    | 2    | 3    | 4    | 5    | 6    | 7    |
| 28   | 8    | 9    | 10   | 11   | 12   | 13   | 14   |
| 29   | 15   | 16   | 17   | 18   | 19   | 20   | 21   |
| 30   | 22   | 23   | 24   | 25   | 26   | 27   | 28   |
| 31   | 29   | 30   | 31   |      |      |      |      |

| August | August | August | August | August | August | August | August |
| Kw     | Mo     | Di     | Mi     | Do     | Fr     | Sa     | So     |
| ------ | ------ | ------ | ------ | ------ | ------ | ------ | ------ |
| 31     |        |        |        | 1      | 2      | 3      | 4      |
| 32     | 5      | 6      | 7      | 8      | 9      | 10     | 11     |
| 33     | 12     | 13     | 14     | 15     | 16     | 17     | 18     |
| 34     | 19     | 20     | 21     | 22     | 23     | 24     | 25     |
| 35     | 26     | 27     | 28     | 29     | 30     | 31     |        |

| September | September | September | September | September | September | September | September |
| Kw        | Mo        | Di        | Mi        | Do        | Fr        | Sa        | So        |
| --------- | --------- | --------- | --------- | --------- | --------- | --------- | --------- |
| 35        |           |           |           |           |           |           | 1         |
| 36        | 2         | 3         | 4         | 5         | 6         | 7         | 8         |
| 37        | 9         | 10        | 11        | 12        | 13        | 14        | 15        |
| 38        | 16        | 17        | 18        | 19        | 20        | 21        | 22        |
| 39        | 23        | 24        | 25        | 26        | 27        | 28        | 29        |
| 40        | 30        |           |           |           |           |           |           |

| Oktober | Oktober | Oktober | Oktober | Oktober | Oktober | Oktober | Oktober |
| Kw      | Mo      | Di      | Mi      | Do      | Fr      | Sa      | So      |
| ------- | ------- | ------- | ------- | ------- | ------- | ------- | ------- |
| 40      |         | 1       | 2       | 3       | 4       | 5       | 6       |
| 41      | 7       | 8       | 9       | 10      | 11      | 12      | 13      |
| 42      | 14      | 15      | 16      | 17      | 18      | 19      | 20      |
| 43      | 21      | 22      | 23      | 24      | 25      | 26      | 27      |
| 44      | 28      | 29      | 30      | 31      |         |         |         |

| November | November | November | November | November | November | November | November |
| Kw       | Mo       | Di       | Mi       | Do       | Fr       | Sa       | So       |
| -------- | -------- | -------- | -------- | -------- | -------- | -------- | -------- |
| 44       |          |          |          |          | 1        | 2        | 3        |
| 45       | 4        | 5        | 6        | 7        | 8        | 9        | 10       |
| 46       | 11       | 12       | 13       | 14       | 15       | 16       | 17       |
| 47       | 18       | 19       | 20       | 21       | 22       | 23       | 24       |
| 48       | 25       | 26       | 27       | 28       | 29       | 30       |          |

| Dezember | Dezember | Dezember | Dezember | Dezember | Dezember | Dezember | Dezember |
| Kw       | Mo       | Di       | Mi       | Do       | Fr       | Sa       | So       |
| -------- | -------- | -------- | -------- | -------- | -------- | -------- | -------- |
| 48       |          |          |          |          |          |          | 1        |
| 49       | 2        | 3        | 4        | 5        | 6        | 7        | 8        |
| 50       | 9        | 10       | 11       | 12       | 13       | 14       | 15       |
| 51       | 16       | 17       | 18       | 19       | 20       | 21       | 22       |
| 52       | 23       | 24       | 25       | 26       | 27       | 28       | 29       |
| 1        | 30       | 31       |          |          |          |          |          |

Mit dem Sputnik-Satelliten begann 1957 das Zeitalter der Raumfahrt. Gleichzeitig ist er auch Ausdruck der Systemkonkurrenz zwischen USA und Sowjetunion, die sich auch in der Eisenhower-Doktrin niederschlägt.
Währenddessen wird mit den Römischen Verträgen der bedeutendste Grundstein der europäischen Einigung gelegt.

## Politik und Weltgeschehen

### Internationale Beziehungen
In Reaktion auf die Sueskrise im Jahr zuvor verkündet US-Präsident Dwight D. Eisenhower in einer Rede vor dem Kongress am 5. Januar die Eisenhower-Doktrin, wonach die USA alle Länder im Nahen Osten mit allen zur Verfügung stehenden Mitteln verteidigen werden, falls diese einer Aggression des internationalen Kommunismus anheimfallen sollten.
Die Konfrontation der Supermächte gewinnt in diesem Jahr erneut an Brisanz, als die Sowjetunion am 26. August den Start ihrer ersten Interkontinentalrakete bekannt gibt und Wochen später, am 5. Oktober, den ersten künstlichen Erdsatelliten, genannt Sputnik, in die Erdumlaufbahn bringt. Damit ist klar, dass die sowjetischen Truppen künftig an jeden beliebigen Punkt der Erde Atomsprengköpfe transportieren können. Diese Tatsache und das Gefühl der Unterlegenheit löst vor allem in den USA und der übrigen westlichen Welt den Sputnikschock aus.

### Europa
Am 25. März 1957 wird die Europäische Wirtschaftsgemeinschaft mit der Unterzeichnung der Römischen Verträge durch Belgien, Frankreich, Italien, Luxemburg, die Niederlande und die Bundesrepublik Deutschland gegründet, zur Förderung der gemeinsamen Wirtschaftspolitik im Rahmen der europäischen Integration.

### Algerien
In Algerien kann die französische Armee in der Schlacht von Algier enorme Erfolge gegen die aufständische FLN erzielen. Die Konfrontation wird zum Wendepunkt des seit 1954 geführten Algerienkrieges: Das brutale Vorgehen der Fremdenlegion und der Fallschirmjäger und die systematische Verletzung der Menschenrechte wie Massenverhaftungen, Folter und Verschwindenlassen schockiert nicht nur die französische Öffentlichkeit, sondern führt zu einer weltweiten Sympathisierung mit den algerischen Nationalisten, die als Vorkämpfer für die Befreiung vom Kolonialismus und Imperialismus angesehen werden.

### USA
In den USA kommt es im September, drei Jahre nach der offiziellen Aufhebung der Rassentrennung durch den Obersten Gerichtshof der Vereinigten Staaten, in den Südstaaten zu einer schwerwiegenden Konfrontation, als der Gouverneur des Bundesstaates Arkansas, Orval Faubus, neun schwarze Schüler am Betreten der Central High School in der Hauptstadt Little Rock mittels Nationalgarde hindert. Präsident Eisenhower stellt darauf die Autorität des Bundes wieder her, indem er dem Gouverneur von Arkansas die Befehlsgewalt über sämtliche Polizei- und Armeeeinheiten entzieht und Soldaten der 101. Luftlandedivision entsendet, um den Schulbesuch der schwarzen Schüler zu ermöglichen.

## Ereignisse

### Politik und Weltgeschehen
- 1. Januar: Hans Streuli wird Bundespräsident der Schweiz.
- 1. Januar: Der durch den Vertrag von Luxemburg ermöglichte Beitritt des Saarlandes zur Bundesrepublik Deutschland wird wirksam.
- 1. Januar: In der DDR tritt eine neue Straßenverkehrsordnung in Kraft.
- 1. Januar: In der Bundesrepublik Deutschland werden die Beiträge zur Arbeitslosenversicherung von 3 auf 2 % gesenkt.
- 1. Januar: Die Rentenreform tritt in Kraft. Die Rentenversicherung wurde zu einem auf dem Generationenvertrag beruhenden lohnbezogenen und beitragsbezogenen Versicherungssystem ausgebaut.
- 1. Januar: Erste Ausstrahlung der Nachrichtensendung Zeit im Bild durch den ORF
- 5. Januar: US-Präsident Dwight D. Eisenhower verkündet vor dem amerikanischen Kongress die nach ihm benannte Eisenhower-Doktrin.
- 5. Januar: Die ersten drei Divisionen der Bundeswehr werden unter das Kommando der NATO gestellt.
- 10. Januar: Harold Macmillan wird als Nachfolger des tags zuvor infolge der Suezkrise zurückgetretenen Anthony Eden britischer Premierminister.
- 16. Januar: Das Kabinett der Bundesregierung (Deutschland) beschließt einstimmig, dem geplanten Gemeinsamen Markt der sechs Montanstaaten und der Europäischen Atomgemeinschaft beizutreten.
- 26. Januar: Jammu und Kashmir werden durch Inkrafttreten der Landesverfassung, die dies vorsieht, ein Bundesstaat Indiens.
- 28. Januar: General a. D. Reinhard Gehlen wird zum ersten Präsidenten des Bundesnachrichtendienstes (BND) ernannt.
- 14. Februar: Kulturabkommen zwischen der Bundesrepublik Deutschland und Japan. In Kraft seit dem 10. Oktober 1957.
- 18. Februar: Beginn der Schauprozesse in Budapest gegen Beteiligte am Volksaufstand in Ungarn vom Oktober 1956.
- 19. Februar: Sprengstoffanschlag auf den schwarzen Jazz-Trompeter Louis Armstrong in Knoxville/Tennessee durch Befürworter der Rassentrennung in den Vereinigten Staaten.
- 20. Februar: In Paris beschließen die Regierungschefs und Außenminister der sechs Staaten der Montanunion, einen Gemeinsamen Markt und eine Europäische Atomgemeinschaft (EURATOM) zu errichten.
- 27. Februar: „Hundert-Blumen-Kampagne“: In der Volksrepublik China hält Mao Zedong seine Rede Zur Frage der richtigen Behandlung von Widersprüchen im Volk.
- 28. Februar: In Kairo beschließen die Staatschefs von Ägypten, Jordanien, Syrien und Saudi-Arabien eine Politik der „aktiven Neutralität“ und erteilen damit Einmischung durch andere Staaten, wie sie in der Eisenhower-Doktrin angestrebt wird, eine Absage.
- Februar: Thailändische Studenten demonstrieren gegen ihrer Meinung nach durch das Regime von Plaek Phibunsongkhram gefälschte Wahlen.
- 6. März: Die Goldküste und Britisch-Togoland werden als Republik Ghana von Großbritannien unabhängig.
- 7. März: Der US-amerikanische Kongress stimmt mit 350 gegen 60 Stimmen für die Eisenhower-Doktrin vom 5. Januar.
- 8. März: Ghana wird Mitglied bei den Vereinten Nationen.
- 15. März: Die Vereinigten Staaten geben bekannt, dass ihre in der Bundesrepublik Deutschland stationierten Truppen über Kernwaffen verfügen.
- 19. März: Im Vereinigten Königreich wird eine lange umstrittene Strafrechtsreform verabschiedet, die eine Verhängung der Todesstrafe nur noch für bestimmte Vergehen vorsieht.
- 20. März: Vor einem Pariser Militärgericht wird gegen Jean-Jacques Servan-Schreiber, Chefredakteur von L’Express und ehemaliger Leutnant der französischen Armee, ein Verfahren eröffnet, da dieser in einem Buch und mehreren Artikeln die Zustände in der französischen Kolonie Algerien kritisiert hat.
- 25. März: Gründung der EWG und der Europäischen Atomgemeinschaft durch die Mitglieder der 1951 gegründeten Montanunion
- 26. März: Bestätigung des Bundesverfassungsgerichtes über die Weitergeltung des Reichskonkordats
- 1. April: Die ersten Wehrpflichtigen der Bundeswehr beginnen ihren Wehrdienst.
- 12. April: „Göttinger Erklärung“ der Göttinger 18, darunter Otto Hahn, Max Born und Werner Heisenberg, gegen die atomare Bewaffnung der Bundeswehr.
- 5. Mai: Adolf Schärf (SPÖ) wird zum österreichischen Bundespräsidenten gewählt.
- 8. Mai: Kulturabkommen zwischen der Bundesrepublik Deutschland und der Türkei. In Kraft seit dem 9. Juni 1958
- 10. Mai: Durch das Bundesverfassungsgericht wird festgestellt, dass der § 175 ordnungsgemäß zustande gekommen ist und nicht gegen das Grundgesetz für die Bundesrepublik Deutschland verstößt.
- 10. Mai: Erste Nationalversammlung im französischen Treuhandgebiet Ost-Kamerun
- 19. Mai: In der Bundesrepublik Deutschland wird die Geschwindigkeit in Ortschaften auf 50 km/h begrenzt.
- 19. Mai: Die Gesamtdeutsche Volkspartei (GVP) löst sich zugunsten der SPD auf.
- 21. Mai: Durch das Bundesverfassungsgericht wird festgestellt, dass West-Berlin ein Land der Bundesrepublik ist und deshalb dort auch das Grundgesetz gilt.
- 29. Mai: Im Grenzverkehr zwischen der Bundesrepublik Deutschland und Österreich wird kein Reisepass mehr benötigt.
- 18. Juni: Verkündung des Gesetzes über die Gleichberechtigung von Mann und Frau auf dem Gebiet des bürgerlichen Rechts in der Bundesrepublik Deutschland.
- 23. Juli: Beim Torfabbau wird im oberbayerischen Peiting eine Kiefernkiste gefunden, in der sich statt eines erhofften Schatzes die später Rosalinde genannte Moorleiche aus der Zeit um 1100 befindet.
- 25. Juli: Tunesien wird Republik und Habib Bourguiba wird zum ersten Präsidenten gewählt.
- 29. Juli: Gründung der Internationalen Atomenergie-Organisation (IAEA)
- 26. August: Die Sowjetunion gibt den ersten Start einer Interkontinentalrakete bekannt.
- 30. August: Der frühere Transportminister Tafawa Balewa wird der erste nigerianische Premierminister. Er steht einer schwachen Zentralregierung vor, die von den drei nigerianischen Bundesstaaten (Nord, West und Ost) gestellt wird. Balewa führt die Kolonie 1960 in die Unabhängigkeit.
- 1. September: In der Bundesrepublik Deutschland wird gesetzlich für alle Fahrzeuge innerorts das Tempolimit von 50 km/h verbindlich.
- 2. September: In Little Rock, Arkansas, USA lässt der Gouverneur Nationalgardisten aufmarschieren, um neun schwarzen Schülern, aus Gründen der Rassentrennung, den Zutritt zur örtlichen Schule zu verwehren.
- 15. September: Bei der Bundestagswahl erreichen die Unionsparteien mit 50,2 Prozent der Zweitstimmen die absolute Mehrheit.
- 17. September: Malaysia wird Mitglied bei den Vereinten Nationen.
- 17. September: Feldmarschall Sarit Thanarat übernimmt nach einem Staatsstreich die Macht in Thailand.
- 21. September: Nach dem Tod seines Vaters, König Haakon VII., wurde Olav V. zum König von Norwegen.
- 24. September: Vom US-Präsidenten Dwight D. Eisenhower entsandte Soldaten der 101. US-Luftlandedivision ermöglichen den Little Rock Nine im Bundesstaat Arkansas den Besuch der Central High School in Little Rock.
- 24. September: Die Schlacht von Algier endet mit einem militärischen Sieg Frankreichs unter Jacques Massu und Yves Godard.
- 2. Oktober: Der polnische Außenminister Adam Rapacki präsentiert der UN-Vollversammlung den Rapacki-Plan, der eine begrenzte Demilitarisierung Mitteleuropas und die Bildung einer atomwaffenfreien Zone vorsieht.
- 3. Oktober: Willy Brandt wird als Nachfolger des verstorbenen Otto Suhr zum Regierenden Bürgermeister von Berlin gewählt.
- 4. Oktober: Die Sowjetunion startet vom Weltraumbahnhof Baikonur aus den kugelförmigen Satelliten Sputnik und löst dadurch im Westen den so genannten Sputnikschock aus.
- 8. Oktober: In Bayern zerbricht die Viererkoalition. Ministerpräsident Wilhelm Hoegner (SPD) tritt zurück und fortan regiert die CSU das Land.
- 15. Oktober: Mit der Aufnahme diplomatischer Beziehungen erkennt Jugoslawien die Deutsche Demokratische Republik an.
- 19. Oktober: Nach Anerkennung der Deutschen Demokratischen Republik bricht die Bundesrepublik Deutschland ihre diplomatischen Beziehungen zu Jugoslawien gemäß der Hallstein-Doktrin ab.
- 27. Oktober: Gründung des Bundes der Vertriebenen in Deutschland
- 1. November: Die Frankfurter Prostituierte Rosemarie Nitribitt wird ermordet in ihrer Wohnung aufgefunden. Dem Callgirl werden Beziehungen zu Prominenten in Wirtschaft und Politik nachgesagt.
- 5. November: Das Allgemeine Kriegsfolgengesetz regelt ab sofort Rechts- und Entschädigungsprobleme, die durch Kriegs- und Nachkriegsereignisse sowie die Niederlage des Deutschen Reiches entstanden sind.
- 9. November: Handelsabkommen zwischen der Bundesrepublik Deutschland und Kolumbien
- 14. November: Im Lindauer Abkommen werden die Kompetenzen der deutschen Bundesländer für den Abschluss völkerrechtlicher Verträge und die Transformation der vom Bund mit Völkerrechtssubjekten geschlossenen Verträge geregelt.
- 15. November: Der Spion Rudolf Iwanowitsch Abel wird in den USA vor Gericht in allen drei Anklagepunkten – Ausspähen beziehungsweise Übermitteln von Verteidigungsinformationen an die UdSSR sowie ungenehmigter Agententätigkeit – für schuldig befunden und zu langjährigen Haftstrafen verurteilt.
- 13. November: In seinem Wiener Appell fordert Otto Hahn die Einstellung der weltweiten Atomwaffenversuche.
- 17. November: 35.000 Südtiroler fordern auf Schloss Sigmundskron eine neue Autonomie.
- 11. Dezember: In der DDR wird von nun an ungesetzliches Verlassen ihres Territoriums als Republikflucht bestraft.
- 13. Dezember: Freundschafts-, Handels- und Schifffahrtsvertrag zwischen der Dominikanischen Republik und der Bundesrepublik Deutschland
- 28. Dezember: Über den Bulgarischen Rundfunk in Sofia plädiert Otto Hahn für eine internationale Entspannungspolitik und eine allgemeine weltweite atomare Abrüstung.
- Max Brauer (SPD) löst in Koalition mit der FDP die Regierung von Kurt Sieveking ab und wird erneut Erster Bürgermeister von Hamburg.

### Wirtschaft
- 1. Januar: Mit Stand 1. Januar 1957 gibt das Deutsche Reisebüro (DER) in Verbindung mit dem Ministerium für Handel und Versorgung und der Deutschen Post-Werbung erstmals einen Hotelführer für die Deutsche Demokratische Republik einschließlich des Ostsektors von Groß-Berlin heraus.
- 3. Januar: Die US-amerikanische Hamilton Watch Company bietet die erste elektrisch angetriebene Armbanduhr Kunden zum Kauf an.
- 1. April: Die indische Rupie wird auf das Dezimalsystem umgestellt.
- 4. Juli: Das bundesdeutsche Gesetz gegen Wettbewerbsbeschränkungen wird verabschiedet.
- 1. August: Die Deutsche Bundesbank löst die Bank deutscher Länder als Zentralbank ab.
- 4. September: Ford stellt die neue Marke Edsel vor, die sich zu einem legendären Flop entwickelt und 1960 eingestellt wird.
- 5. Oktober: Zwischen den Umspannwerken Ludwigsburg-Hoheneck und Rommerskirchen wird die erste 380-kV-Hochspannungsleitung Deutschlands in Betrieb genommen.
- 15. Dezember: Die Stadt München erreicht eine Million Einwohner.

### Wissenschaft und Technik
- 1. Januar: Österreich startet die regelmäßige Fernsehausstrahlung.
- 12. Januar: Mit der Davis-Station wird Australiens südlichste Forschungsstation in der Antarktis errichtet.
- 17. Januar: Der Öltanker Caroline Oetker wird in der Deutschen Werft ausgedockt – mit 32.700 t Tragfähigkeit der größte Schiffsneubau, der bislang in der Bundesrepublik entwickelt und gebaut wurde.
- 18. Januar: Drei US-amerikanischen Langstreckenbombern vom Typ Boeing B-52 gelingt es in Rekordzeit, die Erde ohne Zwischenlandung zu umfliegen.
- 19. Januar: Das erste nach Kriegsende in Deutschland konstruierte Flugzeug, ein einmotoriger Hochdecker vom Typ Dornier Do 27, wird an den Bundesverteidigungsminister übergeben.
- 25. Januar: Erster Startversuch der US-amerikanischen Thor, der weltweit ersten Mittelstreckenrakete.
- 1. Februar: Auf einem Prüfstand der Firma NSU gelingt der erste Testlauf eines Wankelmotors.
- 6. Februar: Inbetriebnahme der elektrifizierten Bundesbahnstrecke in Österreich von Rosenbach (Kärnten) über den Karawankentunnel bis Jesenice (Jugoslawien).
- 11. März: Die Deutsche Versuchsanstalt für Luftfahrt nimmt das erste, ausschließlich für meteorologische Einsätze bestimmte Radargerät auf dem Flughafen Essen-Mülheim in Betrieb.
- 1. Juli: Beginn des Internationalen Geophysikalischen Jahres (IGY) (Ende: 31. Dezember 1958)
- 5. September: Bund und Länder gründen den Wissenschaftsrat mit Sitz in Köln.
- 1. Oktober: Thalidomid (Contergan) wird von der Chemie Grünenthal GmbH in Stolberg auf den Markt gebracht.
- 4. Oktober: Die Sowjetunion bringt mit dem Sputnik den ersten künstlichen Satelliten in die Erdumlaufbahn.
- 31. Oktober: In Garching bei München geht als erster bundesdeutscher Kernreaktor der Forschungsreaktor München in Betrieb.
- 3. November: Mit Sputnik 2 fliegt die russische Hündin Laika in den Erdorbit
- 2. Dezember: Der erste halb-kommerzielle Leichtwasserreaktor geht in Shippingport, Pennsylvania in Betrieb.

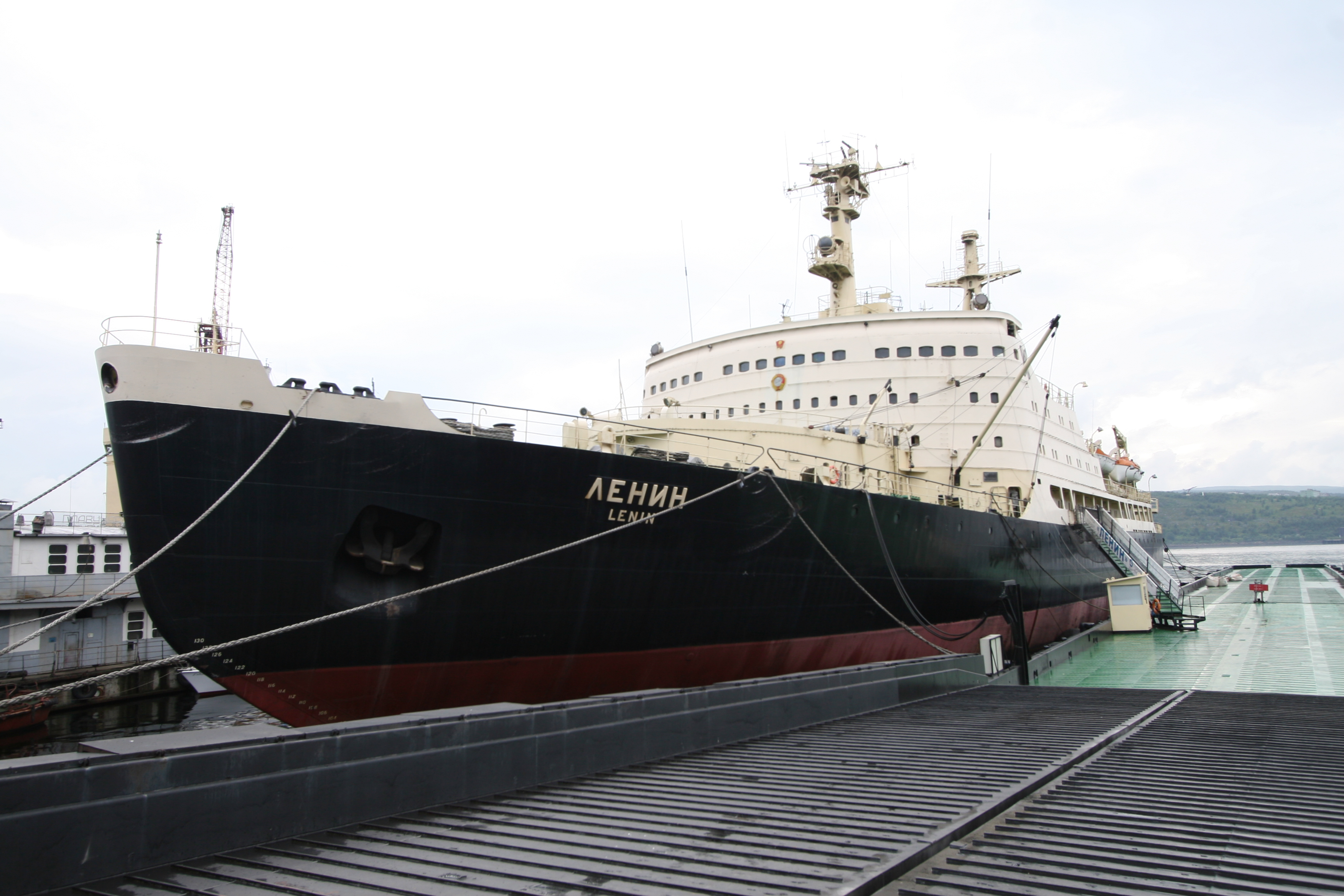
Atomeisbrecher Lenin

- 5. Dezember: In der Sowjetunion findet der Stapellauf des Atomeisbrechers Lenin statt.
- 6. Dezember: Der erste Startversuch eines US-Satelliten schlägt fehl, die Rakete explodiert auf dem Versuchsstand.
- 16. Dezember: Der erste Atomreaktor der DDR wird in Rossendorf bei Dresden in Betrieb genommen.
- 20. Dezember: Erstflug einer Boeing 707
- 20. Dezember: Die European Nuclear Energy Agency wird gegründet, um ein gemeinsames Nuklearforschungsprogramm europäischer Staaten zu erarbeiten.
- 28. Dezember: James Bowman, USA, erreicht mit seinem Hubschrauber Cessna Prototyp YH-41 eine Höhe von 9.076 Metern – Weltrekord.
- Der dänische Mediziner Jens Christian Skou entdeckt die Natrium-Kalium-Ionenpumpe.

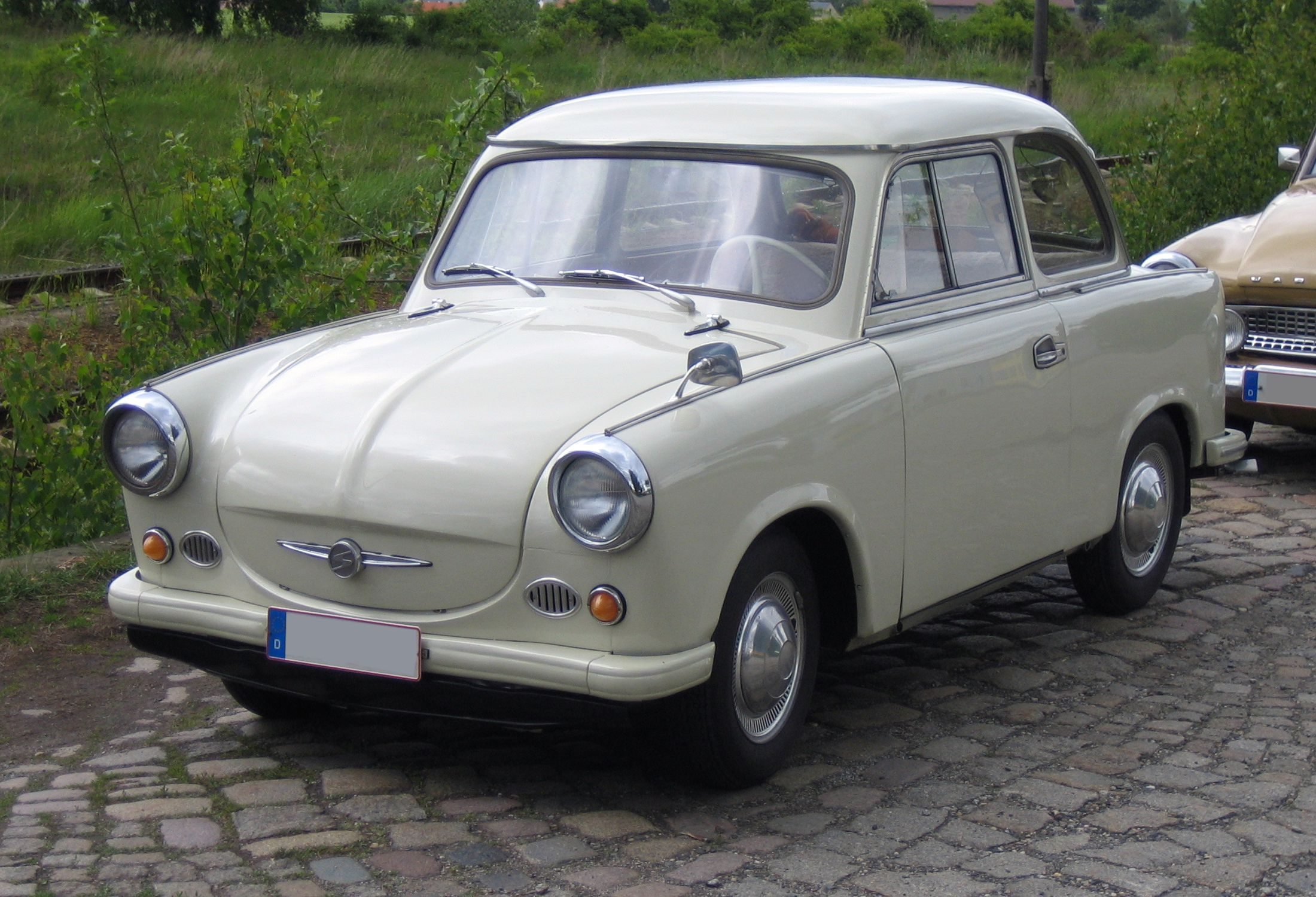
Trabant P 50

- Beim VEB Sachsenring wird der erste Trabant, die Nullserie des Trabant P 50 gebaut.
- Magirus-Deutz liefert das damals größte Tanklöschfahrzeug der Welt nach Uruguay: Der Rundhauber-Sattelzug fasste 8000 Liter Löschwasser, 800 Liter Schaummittel und rund 900 Kilogramm Kohlensäure zur Erstickung von Bränden.

### Kultur
- 1. Januar: Im Pariser Louvre wirft ein Besucher einen Stein auf das Bild der Mona Lisa. Leonardo da Vincis Bild wird leicht beschädigt.
- 15. Januar: In Japan hat Kurosawas auf Shakespeares Macbeth basierender Film Kumonosu-jō (Das Schloss im Spinnwebwald) Premiere.
- 16. Januar: In Liverpool wird der Cavern Club, eine der Wiegen der Beatmusik, eröffnet.
- 20. Januar: Am Staatstheater am Gärtnerplatz in München wird das Musical Katharina Knie von Mischa Spoliansky (nach dem gleichnamigen Seiltänzerstück von Carl Zuckmayer) uraufgeführt.
- 25. Januar: Uraufführung von Erich Kästners Die Schule der Diktatoren in München.
- 26. Januar: Uraufführung der Oper Dialogues des Carmélites (Gespräche der Karmelitinnen) von Francis Poulenc am Teatro alla Scala di Milano
- 31. Januar: Der nach dem gleichnamigen Drama Rose Bernd von Gerhart Hauptmann benannte Film des Regisseurs Wolfgang Staudte (mit Maria Schell in der Titelrolle) wird in Hannover uraufgeführt.
- 19. Februar: Eröffnung der bedeutenden Ausstellung des russischen Malers Wassily Kandinsky in der Münchner Städtischen Galerie. Die Sammlung mit vielen bislang nicht ausgestellten Bildern ist ein Geschenk von Gabriele Münter der Lebensgefährtin Kandinskys, an die Stadt München.
- 8. März: In München hat der Film „Der Untertan“ des Regisseurs Wolfgang Staudte Premiere, verfilmt nach dem gleichnamigen Roman von Heinrich Mann.
- 1. April: Das BBC-Fernsehmagazin Panorama strahlt als Aprilscherz die Mockumentary Spaghetti Harvest über die angebliche Spaghetti-Ernte im Schweizer Kanton Tessin aus
- 13. April: Welturaufführung des Films Die zwölf Geschworenen
- 29. April: Eröffnung der Bundesgartenschau 1957 in Köln
- 9. Mai: Uraufführung der komischen Oper Der Revisor von Werner Egk bei den Schwetzinger Festspielen
- 9. Mai: Uraufführung der Oper The Visitors von Carlos Chávez Ramírez in New York
- 8. Juni: Uraufführung der lyrischen Tragödie Bluthochzeit von Wolfgang Fortner in Köln
- 7. Juli: Auf einem Kirchenfest in Liverpool begegnen sich zum ersten Mal John Lennon und Paul McCartney. Als Beatles werden sie mit George Harrison und Ringo Starr die bekannteste Rockband der Musikgeschichte.
- 23. Juli: Uraufführung des Melodrams A Tale of Two Cities von Arthur Benjamin an der Londoner Sadler’s Wells Opera
- 25. Juli: Die Stiftung Preußischer Kulturbesitz entsteht als Körperschaft des öffentlichen Rechts.
- 28. Juli: Im norditalienischen Cosio d’Arroscia wird die Situationistische Internationale, eine Vereinigung avantgardistischer Künstler, gegründet.
- 3. August: Anlässlich der Funkausstellung in Frankfurt am Main wird die erste Sendung Zum Blauen Bock mit Otto Höpfner von der ARD ausgestrahlt.
- 11. August: Uraufführung der Oper Die Harmonie der Welt von Paul Hindemith am Münchner Staatstheater
- 17. August: Uraufführung der Neufassung der auf drei Akte erweiterten Opera buffa Die Schule der Frauen von Rolf Liebermann im Rahmen der Salzburger Festspiele
- 24. September: Uraufführung des Tanzdramas Maratona von Hans Werner Henze in Berlin
- 26. September: Uraufführung des Musicals West Side Story von Leonard Bernstein am New Yorker Winter Garden Theatre
- September: Erste deutsch-amerikanische Steubenparade in New York
- 2. Oktober: In den Kinos Großbritanniens läuft der Kriegsfilm The Bridge on the River Kwai (Die Brücke am Kwai) an, dessen Filmmusik in der Folge mit dem March from the River Kwai und dem gepfiffenen Colonel Bogey March zum Ohrwurm wird.
- 12. Oktober: Uraufführung der Neufassung der Operette Hopsa von Paul Burkhard in Wiesbaden
- 22. November: Der US-amerikanische Sänger Harry Belafonte gelangt als erster Schwarzer auf Rang 1 der britischen Hitparade. Seine Interpretation des Weihnachtsliedes Mary’s Boy Child des Afroamerikaners Jester Joseph Hairston bleibt dort sieben Wochen.
- Die Künstlergruppe ZERO wird gegründet.
- Gründung des Nationalmuseum für westliche Kunst in Tokyo.
- Max Frisch veröffentlicht im Suhrkamp Verlag seinen Roman Homo Faber. Ein Bericht.
- Im Suhrkamp Verlag erscheint der erste Roman von Martin Walser, Ehen in Philippsburg.
- Ernst Jüngers Roman Gläserne Bienen erscheint im Ernst Klett Verlag.
- Pnin, der vierte Roman in englischer Sprache des russisch-amerikanischen Schriftstellers Vladimir Nabokov, erscheint im New Yorker Verlag Viking Press.

### Religion
- 23. Februar: Das Bistum Essen entsteht mit der Zirkumskriptionsbulle Germanicae gentis durch Papst Pius XII. Errichtet ist es am 1. Januar 1958.
- 19. März: Papst Pius XII. gestattet die Feier von Abendmessen, die einer seiner Vorgänger, Papst Pius V., im Jahr 1566 unter Androhung der Suspension verboten hatte. Das Gebot der eucharistischen Nüchternheit wird in diesem Zusammenhang gelockert.
- 21. April: In der Enzyklika Fidei Donum ruft Papst Pius XII. die europäischen Bischöfe auf, Priestermangel in Afrika, Asien und Südamerika durch Entsenden von Priestern zu beheben.
- 8. September: Film, Funk und Fernsehen sind das Thema in der Enzyklika Miranda prorsus von Papst Pius XII.

### Sport
- 5. Januar: Jackie Robinson, der als erster Schwarzer in der Geschichte des Baseballs in den Major Leagues zum Einsatz gekommen war, beendet seine Karriere.
- Januar: In den USA werden die ersten kommerziell hergestellten Frisbees vertrieben.
- 13. Januar bis 8. September: Austragung der 8. Formel-1-Weltmeisterschaft
- 5. Februar: In Sonthofen wird die Sportschule der Bundeswehr eröffnet.
- 2. März: In Colorado Springs gewinnt das kanadische Paar Barbara Wagner/Robert Paul die Weltmeisterschaften im Eiskunstlauf, vor den Deutschen Meistern Marika Kilius/Franz Ningel.
- 5. März: Die schwedische Nationalmannschaft wird in Moskau Eishockey-Weltmeister mit 4:4 Toren gegen Titelverteidiger UdSSR.
- 27. April: Wassili Smyslow besiegt Michail Botwinnik und wird so siebter Schachweltmeister.
- 9. Juni: Erstbesteigung des Broad Peak, des zwölfthöchsten Berges der Erde durch Hermann Buhl, Marcus Schmuck, Fritz Wintersteller und Kurt Diemberger
- 8. September: Der Argentinier Juan Manuel Fangio gewinnt zum vierten Mal in Folge die Weltmeisterschaft der Formel 1, womit Fangio nun fünffacher Formel-1-Weltmeister ist. Dieser Rekord wird erst im Jahr 2002 von Michael Schumacher eingestellt und im Jahr 2003 gebrochen.
- 29. Dezember: der FC Bayern München gewinnt seinen ersten DFB-Pokal im Rosenaustadion.

Einträge von Leichtathletik-Weltrekorden befinden sich unter der jeweiligen Disziplin unter Leichtathletik.

### Katastrophen und Unfälle
- 2. Januar: Bei einer Unglückswelle von insgesamt acht Flugzeugabstürzen in den USA, Frankreich und Italien sterben vom 1. auf den 2. Januar 39 Menschen, 70 werden verletzt.
- 3. Juni: 15 Rekruten kommen beim Iller-Unglück zu Tode; Konsequenz ist die Gründung des Soldatenhilfswerks am 18. Oktober
- 27. Juni: Erdbeben unbekannter Stärke in Russland, etwa 1.200 Tote
- 2. Juli: Erdbeben der Stärke 7,4 im Iran, etwa 1.200 Tote
- 21. September: 80 Seeleute sterben beim Untergang der Viermastbark Pamir
- 27. September: Ausbruch des Vulkans Capelinhos auf der Azoreninsel Faial
- 29. September: Nukleare Havarie in der Kerntechnischen Anlage Majak (Russland): Kyschtym-Unfall
- 10. Oktober: Es kommt zum Brand im Nuklearkomplex Windscale/England (umbenannt in Sellafield) und zur Freisetzung von radioaktiven  Substanzen
- 13. Dezember: Erdbeben der Stärke 7,3 im Iran, 1.130 Tote

Kleinere Unglücksfälle sind in den Unterartikeln von Katastrophe und in der Liste von Katastrophen aufgeführt.

### Trivia
- 6. Februar: In Portugal wird Männern das Schwimmen in Badehosen erlaubt, nachdem vorher nur Badeanzüge zugelassen waren. Zweiteilige Badeanzüge für Frauen bleiben weiterhin verboten.

## Geboren

### Januar
- 01. Januar: Jennifer Edwards, US-amerikanische Schauspielerin
- 03. Januar: Mark Atkins, australischer Musiker und Künstler
- 03. Januar: Bojan Križaj, slowenischer Skirennläufer
- 04. Januar: Patty Loveless, US-amerikanische Country-Sängerin
- 05. Januar: Karl Allgöwer, deutscher Fußballspieler
- 06. Januar: Anne Dejean, französische Molekularbiologin
- 07. Januar: Nicholson Baker, US-amerikanischer Schriftsteller
- 07. Januar: Christian Constantin, Schweizer Unternehmer und Architekt
- 07. Januar: Hank Häberle, deutscher Country-Musiker († 2007)
- 07. Januar: Andreas Staribacher, österreichischer Politiker
- 08. Januar: Carmina Brenner, deutsche Politikerin und Behördenleiterin
- 08. Januar: Dwight Clark, US-amerikanischer American-Football-Spieler und -Funktionär († 2018)
- 08. Januar: Andreas Koziol, deutscher Schriftsteller († 2023)
- 09. Januar: Dirk Metz, Staatssekretär in der Hessischen Staatskanzlei
- 10. Januar: Franz Fitzke, deutscher Journalist
- 11. Januar: Darryl Dawkins, US-amerikanischer Basketballspieler († 2015)
- 11. Januar: Himuro Saeko, japanische Schriftstellerin († 2008)
- 11. Januar: Yslaire, belgischer Comiczeichner
- 12. Januar: John Lasseter, US-amerikanischer Trickfilm-Regisseur
- 12. Januar: António Vitorino, EU-Kommissar für Justiz und Inneres
- 12. Januar: Audronė Žigaitytė-Nekrošienė, litauische Komponistin, Musikpädagogin, -kritikerin und -journalistin
- 13. Januar: Karin Kneffel, deutsche Malerin
- 13. Januar: Lorrie Moore, US-amerikanische Schriftstellerin
- 13. Januar: Daniel Osvaldo Scioli, argentinischer Vizepräsident
- 13. Januar: Colin Winski, US-amerikanischer Rockabilly-Sänger († 2007)
- 14. Januar: David Bergen, kanadischer Schriftsteller
- 15. Januar: Michael Ausserwinkler, österreichischer Mediziner und Politiker
- 16. Januar: Ian Atkins, englischer Fußballspieler und -trainer
- 16. Januar: Reinhard Eugen Bösch, Abgeordneter zum österreichischen Nationalrat
- 16. Januar: Ricardo Darín, argentinischer Schauspieler
- 17. Januar: Nancy Argenta, kanadische Sopranistin
- 17. Januar: Bernd Hitzler, Bürgermeister, MdL
- 17. Januar: Brigitte Kiesow, deutsche Ruderin
- 18. Januar: Hans Caspar von der Crone, Schweizer Rechtswissenschaftler
- 18. Januar: Roman Schwaller, schweizerischer Tenorsaxophonist
- 19. Januar: Roger Ashton-Griffiths, britisch-kanadischer Schauspieler und Filmemacher
- 19. Januar: Peter Aude, dänischer Schauspieler
- 19. Januar: Michel Périn, französischer Rallyebeifahrer
- 20. Januar: Roland Bernhard, deutscher Jurist und Landrat
- 20. Januar: Jürgen Elsässer, deutscher Journalist und politischer Aktivist
- 20. Januar: Andy Sheppard, englischer Jazzsaxophonist
- 20. Januar: Michael Veith, deutscher Skirennläufer
- 21. Januar: Rainer Laupichler, deutscher Schauspieler
- 22. Januar: David S. Addington, US-amerikanischer Jurist und Regierungsbeamter
- 22. Januar: Mike Bossy, kanadischer Eishockeyspieler († 2022)
- 22. Januar: Michel Cusson, kanadischer Komponist
- 22. Januar: Andrzej Udalski, polnischer Astrophysiker und Astronom
- 23. Januar: Caroline von Hannover, Tochter von Fürst Rainier III. von Monaco und Fürstin Gracia Patricia
- 23. Januar: Paul Steiner, deutscher Fußballspieler
- 24. Januar: Klaus Fiehe, deutscher Musiker und Hörfunkmoderator
- 24. Januar: Ramón Martín Huerta, mexikanischer Politiker († 2005)
- 24. Januar: Gabriel Valverde, argentinischer Komponist
- 25. Januar: Luis Garavito, kolumbianischer Serienmörder († 2023)
- 26. Januar: Masamicz Amano, japanischer Komponist
- 27. Januar: Janick Gers, britischer Rockmusiker
- 27. Januar: Klaus Heuser, deutscher Musiker und Produzent
- 27. Januar: Frank Miller, US-amerikanischer Schriftsteller, Comic- und Drehbuchautor
- 28. Januar: Wassyl Archypenko, ukrainischer Hürdenläufer
- 28. Januar: Samih Sawiris, ägyptischer Unternehmer
- 28. Januar: Frédérique Spigt, niederländische Sängerin, Schauspielerin und Malerin
- 29. Januar: Gregor Aas, deutscher Forstwissenschaftler
- 29. Januar: Jennifer A. Hillman, amerikanische Juristin, Hochschullehrerin und Mitglied am Appellate Body der Welthandelsorganisation
- 29. Januar: Manuela Groß, deutsche Eiskunstläuferin, Olympiamedaillengewinnerin
- 29. Januar: David Murry, US-amerikanischer Automobilrennfahrer
- 30. Januar: Polly Horvath, nordamerikanische Schriftstellerin
- 30. Januar: Janiva Magness, US-amerikanische Blues-, Soul- und Americana-Sängerin
- 30. Januar: Payne Stewart, US-amerikanischer Golfspieler († 1999)
- 31. Januar: Ronald Åhman, schwedischer Fußballspieler
- 31. Januar: Klaus Merkel, deutscher Kameramann

### Februar
- 01. Februar: Andreas Anderegg, Schweizer Boxer
- 01. Februar: Walter Schachner, österreichischer Fußballspieler und -trainer
- 01. Februar: Rudolf Schauss, österreichischer Fußballspieler († 2016)
- 02. Februar: Matthias Assmann, deutscher Leichtathlet
- 02. Februar: Saʿd al-Faqīh, saudi-arabischer Dissident
- 03. Februar: Ulrich Karger, deutscher Schriftsteller und Religionslehrer
- 03. Februar: Guy Martin, französischer Drei-Sterne-Koch
- 03. Februar: Marlon Riggs, US-amerikanischer Filmproduzent, Autor und Dichter († 1994)
- 04. Februar: Don Davis, US-amerikanischer Komponist
- 05. Februar: Azouz Begag, französischer Schriftsteller, Soziologe und Politiker
- 05. Februar: Silke Hinrichsen, deutsche Politikerin († 2012)
- 05. Februar: Jüri Tamm, estnischer Hammerwerfer und Politiker († 2021)
- 06. Februar: Matthew Best, britischer Dirigent († 2025)
- 06. Februar: Andrea Bürgin, Schweizer Schauspielerin
- 06. Februar: Simon Phillips, britischer Schlagzeuger
- 06. Februar: Ralph Thiekötter, deutscher Tonmeister
- 07. Februar: Dominic Asquith, britischer Diplomat
- 07. Februar: Tatjana Bunjak, sowjetische Ruderin
- 07. Februar: Lioba Happel, deutsche Schriftstellerin
- 08. Februar: Jean-Marc Bellocq, französischer Langstreckenläufer
- 08. Februar: Imogen Kogge, deutsche Schauspielerin
- 08. Februar: Mohammed Valli Moosa, südafrikanischer Politiker
- 09. Februar: Astrid Baumann, deutsche Juristin
- 09. Februar: Jaco Van Dormael, belgischer Regisseur, Autor
- 09. Februar: John Kardinal Ribat, Erzbischof von Port Moresby
- 10. Februar: Regina Ammicht Quinn, deutsche Theologin, Germanistin und Hochschullehrerin
- 10. Februar: Olivier Anken, schweizerischer Eishockeytorwart
- 10. Februar: Stephan Balkenhol, deutscher Bildhauer
- 10. Februar: Steffen Flath, deutscher Politiker
- 10. Februar: Mijou Kovacs, österreichisch-französische Schauspielerin
- 12. Februar: Hiltrud Döhmen, deutsche Ruderin
- 13. Februar: Malcolm Heath, britischer Gräzist († 2025)
- 14. Februar: Marina Arrate Palma, chilenische Dichterin und Psychologin
- 14. Februar: Tommy Campbell, US-amerikanischer Jazzschlagzeuger
- 14. Februar: Soile Isokoski, finnische Sopranistin
- 15. Februar: Heribert Klein, deutscher Journalist und Organist († 2005)
- 16. Februar: LeVar Burton, US-amerikanischer Schauspieler
- 16. Februar: MAKSA, deutsch-russische Malerin († 2012)
- 16. Februar: Rainer Podeswa, deutscher Physiker, Betriebswirt und Politiker
- 17. Februar: Loreena McKennitt, kanadische Musikerin und Komponistin
- 18. Februar: Marita Koch, Leichtathletin in der DDR Marita Koch

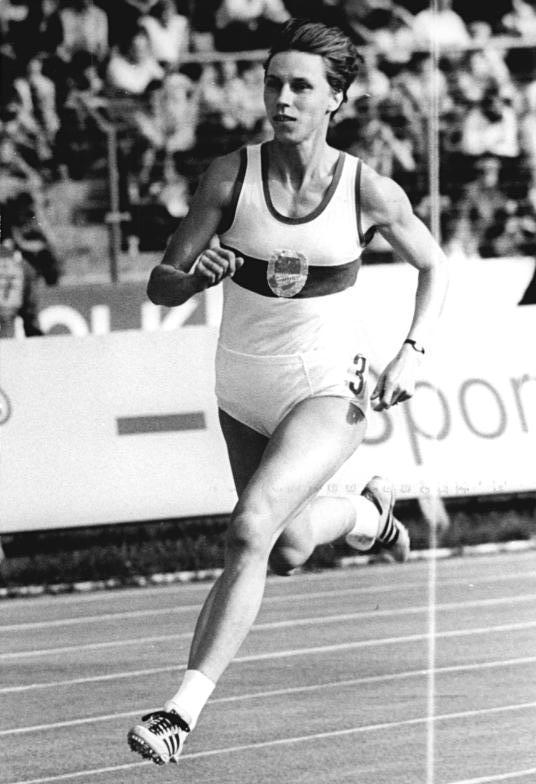
Marita Koch

- 18. Februar: Vanna White, US-amerikanische „Glücksradfee“
- 19. Februar: Ray Winstone, britischer Schauspieler
- 19. Februar: Rainer Wieland, deutscher Europaabgeordneter
- 19. Februar: Falco, österreichischer Sänger, Musiker († 1998)
- 19. Februar: Wolfgang Lück, deutscher Mathematiker
- 20. Februar: Mario Grech, maltesischer Bischof und Kardinal
- 20. Februar: Martha Lavey, US-amerikanische Schauspielerin und Theaterintendantin († 2017)
- 21. Februar: Raymond Roche, französischer Motorradrennfahrer
- 22. Februar: Ursula Hantl-Unthan, deutsche Juristin
- 23. Februar: Andreas Schockenhoff, deutscher Politiker, MdB († 2014)
- 24. Februar: İsa Yunis oğlu Qəmbər, aserbaidschanischer Politiker
- 24. Februar: Philippe Vandevelde, belgischer Comiczeichner († 2019)
- 26. Februar: Joe Mullen, US-amerikanischer Eishockeyspieler und -trainer
- 27. Februar: Adrian Smith, britischer Rockmusiker
- 27. Februar: Wiktor Markin, sowjetischer Leichtathlet und Olympiasieger
- 28. Februar: Jan Ceulemans, belgischer Fußballspieler
- 28. Februar: Peter Heine, deutscher Jurist

### März
- 01. März: Pete Athans, US-amerikanischer Bergsteiger
- 01. März: Peter Zelinka, tschechoslowakischer Biathlet († 2021)
- 02. März: Heinrich Schafmeister, deutscher Schauspieler
- 03. März: Atli Eðvaldsson, isländischer Fußballspieler und -trainer († 2019)
- 03. März: Vasile Oprea, rumänischer Handballspieler und -trainer
- 03. März: Nicholas Shakespeare, britischer Schriftsteller
- 04. März: Holger Altmeppen, deutscher Jurist und Hochschullehrer
- 05. März: Henning Krautmacher, deutscher Sänger („Höhner“)
- 05. März: Dietmar Wischmeyer, deutscher Komiker, Autor und Kolumnist
- 06. März: Klaus Kaiser, deutscher Politiker
- 06. März: Gilles Tschudi, Schweizer Schauspieler und Theaterregisseur
- 07. März: Maurizio Arrivabene, italienischer Manager und Motorsportfunktionär
- 07. März: Robert Harris, britischer Journalist, Sachbuchautor und Schriftsteller
- 08. März: Clive Burr, britischer Musiker († 2013)
- 08. März: Billy Childs, US-amerikanischer Jazzpianist und Komponist
- 08. März: Kathleen Gertrud Ferrier, niederländische Politikerin
- 08. März: Herbert Pöck, österreichischer Eishockeyspieler und -trainer
- 08. März: Axel A. Weber, ehem. Präsident der Deutschen Bundesbank
- 09. März: Mauro Bonifacio, italienischer Komponist, Dirigent und Musikpädagoge
- 09. März: Oliver Stritzel, deutscher Schauspieler und Sprecher
- 10. März: Mino Cinelu, französischer Jazz- und Pop-Schlagzeuger
- 10. März: Barbara Fenner, deutsche Fernseh- und Theaterschauspielerin, Hörspielautorin und Journalistin
- 10. März: Hans-Peter Friedrich, deutscher Politiker Hans-Peter Friedrich

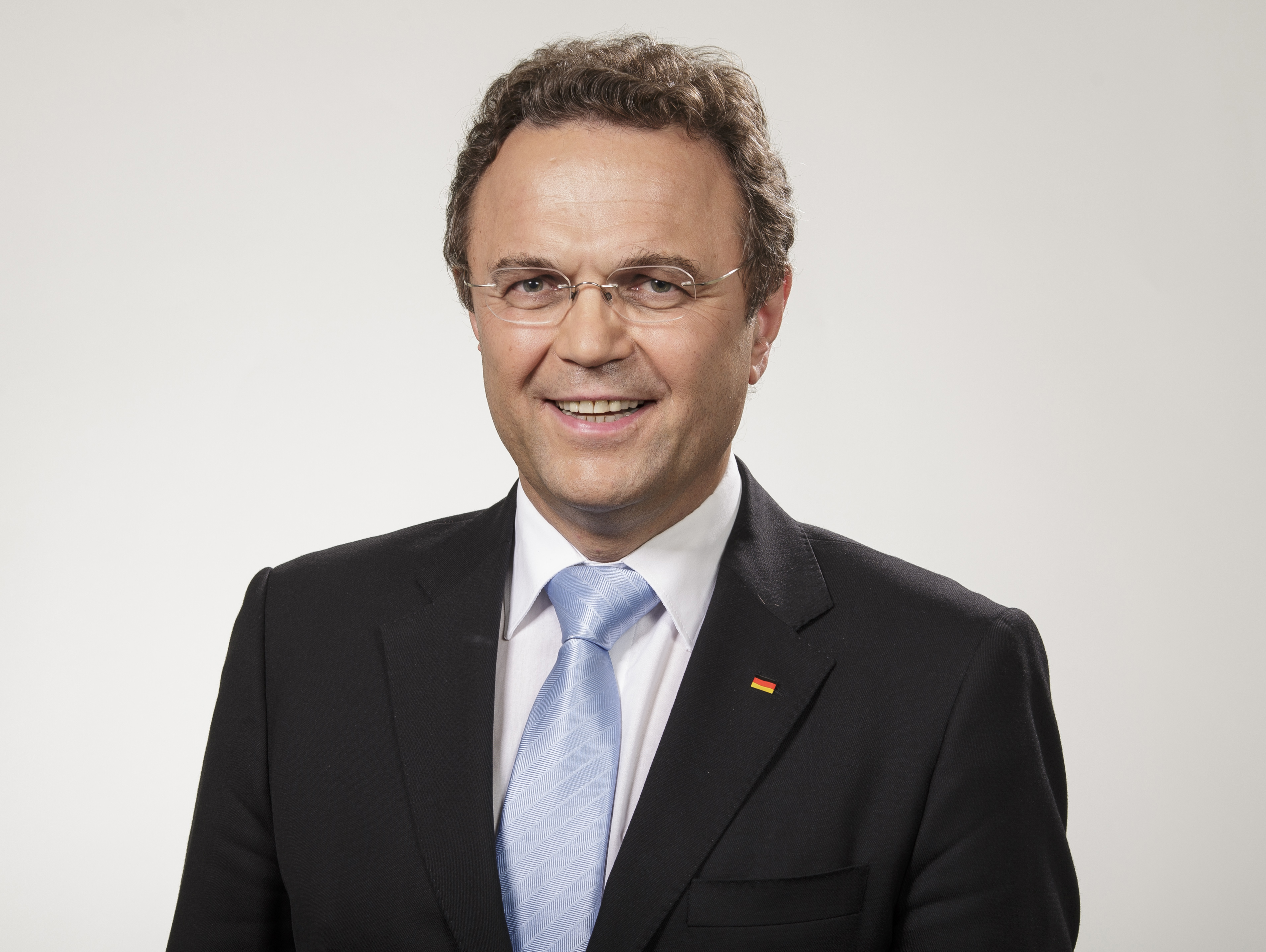
Hans-Peter Friedrich

- 10. März: Ian McNuff, britischer Ruderer
- 10. März: Shannon Tweed, kanadische Schauspielerin und Fotomodell
- 10. März: Osama bin Laden, saudi-arabischer Terrorist († 2011) Osama bin Laden

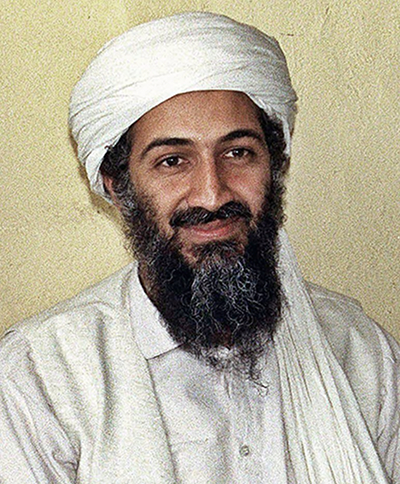
Osama bin Laden

- 11. März: Rupert Ahrens, Präsident der GPRA, dem Verband der PR-Agenturen in Deutschland
- 11. März: Qasem Soleimani, iranischer Generalmajor († 2020)
- 12. März: Patrick Battiston, französischer Fußballspieler
- 12. März: Marlon Jackson, US-amerikanischer Sänger und Musiker, Gründungsmitglied der Jackson Five
- 13. März: Marcellino Lucchi, italienischer Motorradrennfahrer
- 14. März: Franco Frattini, italienischer Politiker und EU-Kommissar († 2022)
- 14. März: Martin Lohmann, deutscher römisch-katholischer Publizist
- 14. März: Pasquale Passarelli, deutscher Ringer
- 14. März: Tad Williams, US-amerikanischer Schriftsteller Tad Williams

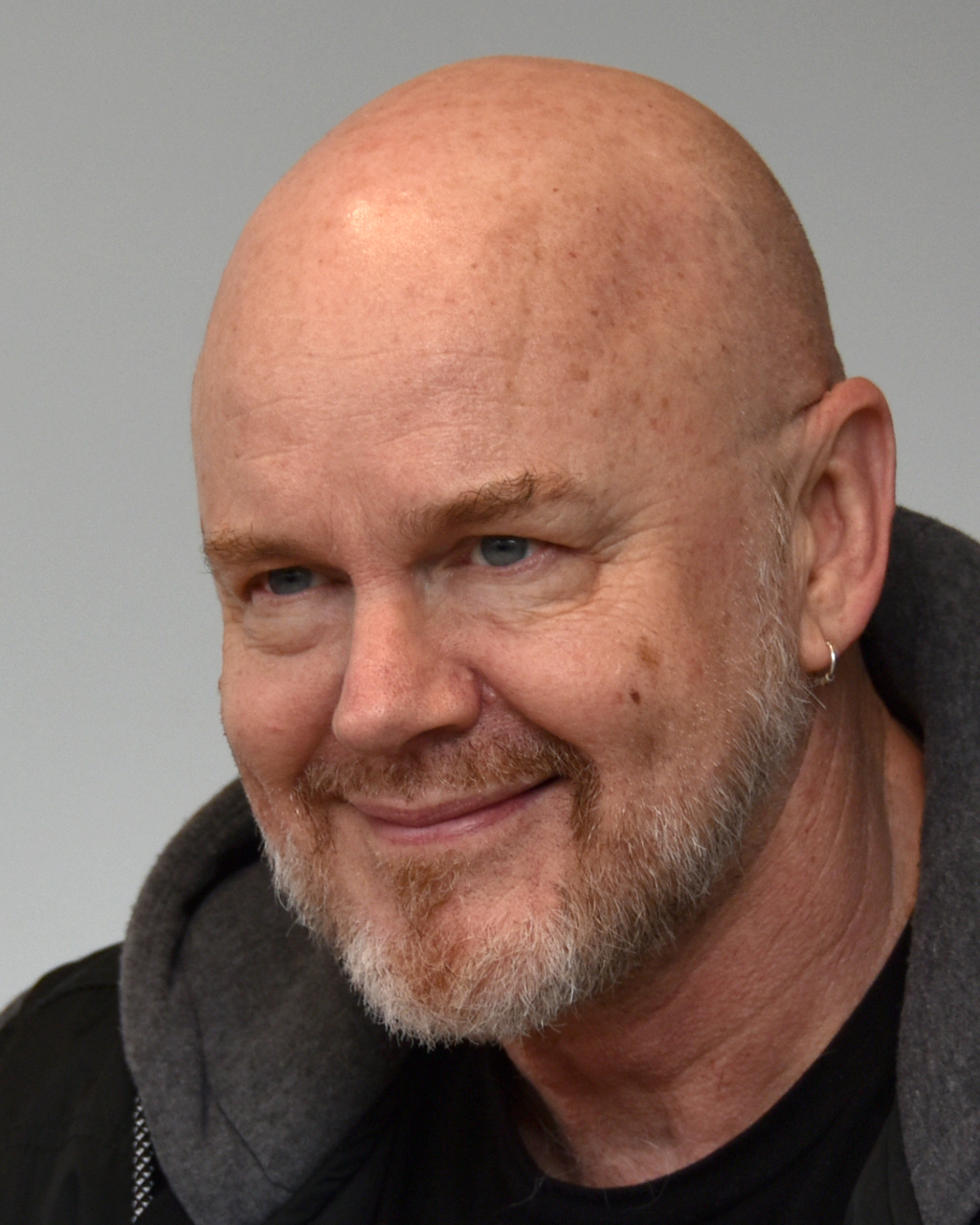
Tad Williams

- 15. März: Joaquim de Almeida, portugiesisch-US-amerikanischer Schauspieler
- 15. März: Juan José Ibarretxe, spanischer Politiker
- 15. März: Göran Johansson, schwedischer Ruderer († 2021)
- 15. März: Henni Nachtsheim, deutscher Musiker, Comedian, Schriftsteller und Schauspieler
- 15. März: Kevin Tarte, US-amerikanischer Sänger
- 16. März: Dirk Rauin, deutscher Handballspieler und -trainer
- 18. März: Roland Adrowitzer, österreichischer Fernseh-Journalist
- 18. März: Doğan Akhanlı, deutscher Schriftsteller († 2021)
- 19. März: Øystein Sevåg, norwegischer New-Age-Musiker
- 20. März: Spike Lee, US-amerikanischer Schauspieler und Filmregisseur Spike Lee

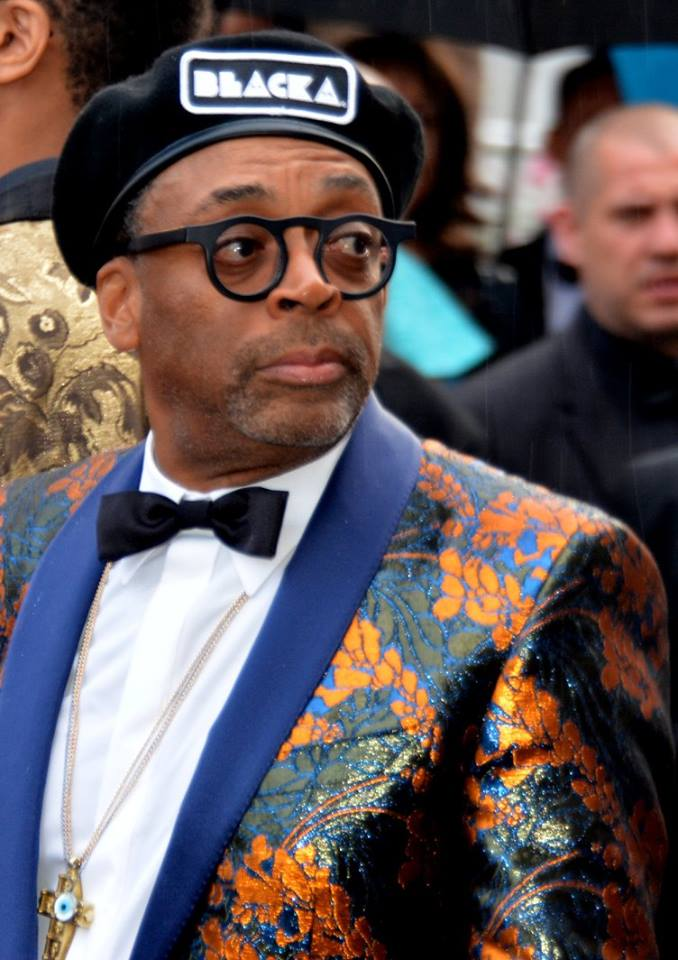
Spike Lee

- 21. März: Youssef Rzouga, tunesischer Dichter
- 22. März: Jean-Luc Blanchemain, französischer Automobilrennfahrer
- 23. März: Akira Asada, japanischer Philosoph und Ökonom
- 23. März: John Bachar, US-amerikanischer Kletterer († 2009)
- 23. März: Lucio Gutiérrez, ecuadorianischer Ex-Militär und Politiker, Präsident von Ecuador (2003–2005)
- 23. März: Amanda Plummer, US-amerikanische Schauspielerin
- 23. März: Michael Scheickl, österreichischer Komponist
- 24. März: László I. Kish, Schweizer Schauspieler
- 24. März: Martin Kolbe, deutscher Musiker
- 24. März: Thomas Krokowski, deutscher Handballspieler
- 24. März: Sílvia Munt, spanische Schauspielerin, Drehbuchautorin und Regisseurin
- 24. März: Siegbert Schmeißer, deutscher Radrennfahrer
- 25. März: Iván Bächer, ungarischer Schriftsteller und Journalist († 2013)
- 26. März: Aktan Abdykalykow, kirgisischer Regisseur
- 26. März: Dorrit Klotzbücher, deutsche Juristin
- 26. März: Paul Morley, englischer Musikjournalist
- 26. März: Manfred Wolf, ehemaliger deutsch-kanadischer Eishockeyspieler
- 27. März: Clark Ross, kanadischer Komponist, Gitarrist und Musikpädagoge
- 27. März: Joachim Vetter, deutscher Jurist
- 28. März: John Murray Anderson, kanadischer Eishockeystürmer
- 28. März: Peter Asmussen, dänischer Schriftsteller, Dramatiker und Drehbuchautor († 2016)
- 28. März: Imogen Kimmel, deutsche Regisseurin und Autorin
- 28. März: Holger Meitinger, deutscher Eishockeyspieler
- 29. März: Helmut Zerlett, deutscher Musiker, Komponist und Produzent
- 29. März: Christopher Lambert, US-amerikanischer Schauspieler
- 30. März: Dave Stryker, US-amerikanischer Jazzgitarrist
- 30. März: Mona Seefried, österreichische Schauspielerin
- 31. März: Patrick G. Forrester, US-amerikanischer Astronaut
- 31. März: Alan Duncan, britischer Politiker

### April
- 01. April: Winfried Winofsky, deutsch-kanadischer Eishockeyspieler
- 02. April: Caroline Dean, britische Botanikerin und Molekularbiologin
- 02. April: Marian Respondek, polnischer Fußballspieler († 2014)
- 03. April: Yves Chaland, französischer Zeichner und Comicbuchautor († 1990)
- 03. April: Christoph Grimm, deutscher Jurist und Politiker
- 03. April: Shpendi Sollaku, als Noé bekannter albanischer Schriftsteller
- 03. April: Johanna Walser, deutsche Schriftstellerin und Übersetzerin
- 04. April: Andreas Austilat, deutscher Journalist und Autor
- 04. April: Joaquín „El Chapo“ Guzmán, mexikanischer Drogenhändler, Chef des Sinaloa-Kartells
- 04. April: Aki Kaurismäki, finnischer Regisseur
- 04. April: Peter Kurth, deutscher Schauspieler
- 04. April: Franz Untersteller, deutscher Politiker (Bündnis 90/Die Grünen), Landesminister
- 05. April: Sebastian Adayanthrath, indischer Bischof
- 05. April: Andreas Borcherding, deutscher Schauspieler und Synchronsprecher
- 05. April: Katherine Harris, US-amerikanische Politikerin
- 05. April: Armin Rühl, deutscher Schlagzeuger
- 05. April: Witold Tomczak, polnischer Politiker († 2025)
- 05. April: Frank Vogel, deutscher Politiker
- 06. April: Maurizio Damilano, italienischer Leichtathlet und Olympiasieger
- 07. April: Andrea L’Arronge, deutsche Schauspielerin und Synchronsprecherin
- 08. April: Jimmy Ashworth, britischer Marathonläufer
- 08. April: Alberto Vera Aréjula, spanischer Weihbischof
- 08. April: Andrea Ypsilanti, deutsche Politikerin
- 09. April: Severiano Ballesteros, spanischer Profigolfer († 2011)
- 09. April: André Manoukian, französischer Jazzpianist, Komponist, Arrangeur und Produzent
- 10. April: Birgit Heinecke, deutsche Handballspielerin
- 11. April: Juan Carlos Arteche, spanischer Fußballspieler († 2010)
- 11. April: Jim Lauderdale, US-amerikanischer Country-Sänger und Songwriter
- 12. April: Wolfgang Baasch, deutscher Politiker
- 12. April: Vince Gill, US-amerikanischer Country-Musiker
- 12. April: Alex Lauzon, österreichischer Autor und Pokerspieler
- 12. April: Tabaré Aguerre, uruguayischer Politiker und Agrar-Ingenieur
- 12. April: Wolfhard Pencz, deutscher Klarinettist und Hochschullehrer
- 14. April: Lothaire Bluteau, kanadischer Schauspieler
- 14. April: Michail Pletnjow, russischer Pianist, Dirigent und Komponist
- 14. April: Tricia Smith, kanadische Ruderin und Sportfunktionärin
- 15. April: Evelyn Ashford, US-amerikanische Leichtathletin
- 16. April: Schamil Abbjassow, kirgisischer Weit- und Dreispringer
- 16. April: Thomas Heitz, deutscher Jurist und ehemaliger Richter am Bundesverwaltungsgericht
- 16. April: Oleksandr Sintschenko, ukrainischer Politiker und stellvertretender Parlamentspräsident († 2010)
- 17. April: Marc Aillet, französischer Bischof von Bayonne
- 17. April: Teri Austin, kanadische Schauspielerin und Tierschützerin
- 17. April: Afrika Bambaataa, US-amerikanischer Rapper
- 17. April: Dwane Casey, US-amerikanischer Basketballtrainer
- 17. April: Nick Hornby, britischer Schriftsteller
- 18. April: Marc Duez, belgischer Automobilrennfahrer
- 18. April: John Hartshorne, britischer Automobilrennfahrer
- 19. April: Mukesh Ambani, indischer Unternehmer Mukesh Ambani

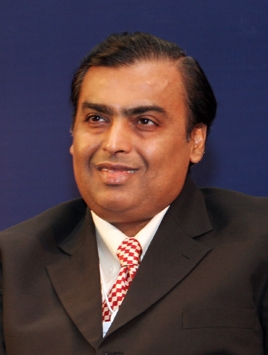
Mukesh Ambani

- 19. April: Ian Edmondson, US-amerikanischer Freestyle-Skier
- 19. April: Tony Martin, britischer Rock-Sänger
- 19. April: Lilli Gruber, Südtiroler Journalistin und Politikerin
- 20. April: Richard Attipoe, togoischer Politiker und Minister († 2007)
- 20. April: Kristin Clemet, norwegische Politikerin
- 20. April: Christian Rätsch, deutscher Altamerikanist und Ethnologe († 2022)
- 21. April: Monika Auer, italienische Rennrodlerin
- 21. April: Cor Mutsers, niederländischer Gitarrist
- 21. April: Herbert Wetterauer, deutscher Künstler
- 22. April: Glenn Monroig, puerto-ricanischer Cantautor
- 22. April: Donald Tusk, polnischer Politiker und Mitbegründer der Partei Platforma Obywatelska Donald Tusk

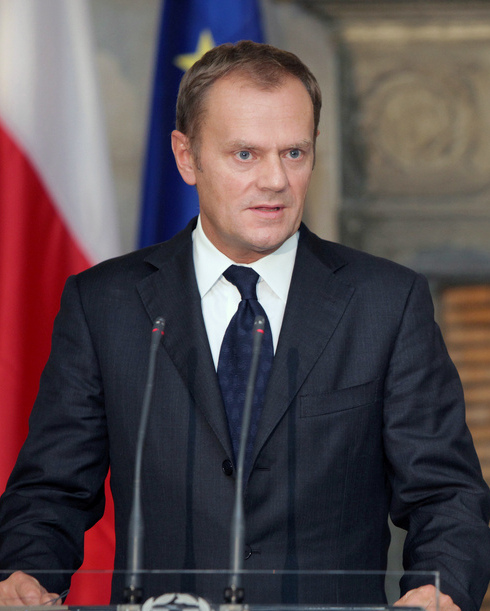
Donald Tusk

- 23. April: Peter Nebelo, deutscher Politiker († 2023)
- 23. April: Dominique Horwitz, deutscher Schauspieler
- 23. April: Neville Brody, britischer Grafikdesigner, Typograf und Art Director
- 24. April: Bamir Topi, albanischer Politiker
- 25. April: Joseph Aucoin, US-amerikanischer Vizeadmiral
- 25. April: Cor Euser, niederländischer Automobilrennfahrer
- 26. April: Georg Kofler, Südtiroler Manager
- 27. April: Michael Henke, deutscher Fußballspieler und -trainer
- 28. April: Hans-Hermann Heidner, deutscher Jurist und Richter am Bundesfinanzhof
- 28. April: Wilma Landkroon, niederländische Sängerin
- 28. April: Thomas Madl, deutscher Politiker
- 28. April: Magdolna Rokob, ungarische Filmeditorin
- 28. April: Benny Schnier, deutscher Schlagersänger, Schauspieler und Moderator
- 28. April: Christopher Young, US-amerikanischer Komponist
- 29. April: Alberto Alesina, italienischer Wirtschaftswissenschaftler († 2020)
- 29. April: Daniel Day-Lewis, englischer Schauspieler Daniel Day-Lewis

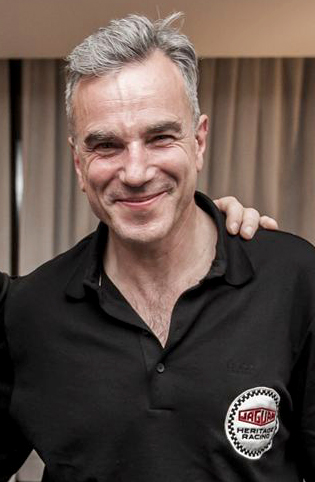
Daniel Day-Lewis

- 29. April: Timothy Treadwell, US-amerikanischer Umweltschützer († 2003)
- 30. April: Darko Anić, französischer Schachspieler und -lehrer
- 30. April: Iwan Atanassow, bulgarischer Eishockeyspieler
- 30. April: Giuseppe Sannino, italienischer Fußballspieler und -trainer

### Mai
- 02. Mai: Dominic Lee Pudwill Gorie, US-amerikanischer Astronaut
- 02. Mai: Markus Stockhausen, deutscher Trompeter und Komponist
- 03. Mai: William Clay Ford Junior, Vorsitzender und Generaldirektor der Ford Motor Company
- 03. Mai: Claus Hormel, deutscher Handballspieler
- 04. Mai: Peter Koch, deutscher Radrennfahrer
- 04. Mai: Kathy Kreiner, kanadische Skirennläuferin
- 05. Mai: Clemens Martin Auer, österreichischer Politiker
- 05. Mai: John Ortberg, US-amerikanischer Psychologe, Theologe, Pastor, Referent und Autor
- 05. Mai: Werner Rambow, deutscher Kommunalpolitiker († 2017)
- 05. Mai: Johannes Schaedlich, deutscher Jazz-Bassist und Komponist
- 06. Mai: Gabriele Fograscher, deutsche Politikerin und MdB
- 06. Mai: George Tintor, kanadischer Ruderer († 2021)
- 07. Mai: Karen Lynne Deal, US-amerikanische Dirigentin
- 08. Mai: Bill Cowher, US-amerikanischer American-Football-Spieler
- 08. Mai: Bernd Krauss, deutsch-österreichischer Fußballspieler und -trainer
- 08. Mai: Hans-Joachim Meisch, deutscher Radsportler
- 08. Mai: Marie Myriam, französische Sängerin portugiesischer Abstammung
- 09. Mai: Paolo Barzman, französisch-US-amerikanischer Regisseur
- 09. Mai: Fulvio Collovati, italienischer Fußballspieler
- 10. Mai: André Dosé, Schweizer Manager und Verwaltungspräsident der Grasshoppers
- 10. Mai: Frank Dammann, deutscher Handballspieler († 2017)
- 10. Mai: Charlotte Fox, US-amerikanische Bergsteigerin († 2018)
- 10. Mai: Sid Vicious, britischer Punkrock-Musiker († 1979)
- 10. Mai: Steve Mahre, US-amerikanischer Skirennläufer
- 10. Mai: Phil Mahre, US-amerikanischer Skirennläufer
- 11. Mai: Manfred Hausleitner, österreichischer Schlagzeuger
- 11. Mai: Peter North, US-amerikanischer Schauspieler und Pornodarsteller
- 12. Mai: Johanna Bittenbinder, deutsche Schauspielerin
- 12. Mai: Aribert Günzler, deutscher Pianist, Dirigent, Autor und Komponist
- 13. Mai: Erika Adensamer, österreichische Politikerin
- 13. Mai: Andrea Klump, deutsche Ex-Terroristin
- 13. Mai: Kōji Suzuki, japanischer Schriftsteller
- 13. Mai: Mark Heap, britischer Schauspieler
- 13. Mai: Stefano Tacconi, italienischer Fußballspieler und Politiker
- 14. Mai: Daniela Dessì, italienische Opernsängerin, Sopranistin († 2016)
- 14. Mai: Gaby Hauptmann, deutsche Schriftstellerin
- 14. Mai: Oliver Simon, deutscher Sänger († 2013)
- 15. Mai: Jürgen Kucharczyk, deutscher Politiker und MdB
- 16. Mai: Joan Benoit, US-amerikanische Marathonläuferin
- 16. Mai: Thomas Hirschhorn, schweizerischer Installationskünstler
- 17. Mai: Wilfried Hannes, deutscher Fußballspieler
- 17. Mai: Peter Høeg, dänischer Schriftsteller
- 17. Mai: Anthony Reid, britischer Automobilrennfahrer
- 18. Mai: Frank Plasberg, deutscher Journalist und Fernsehmoderator Frank Plasberg

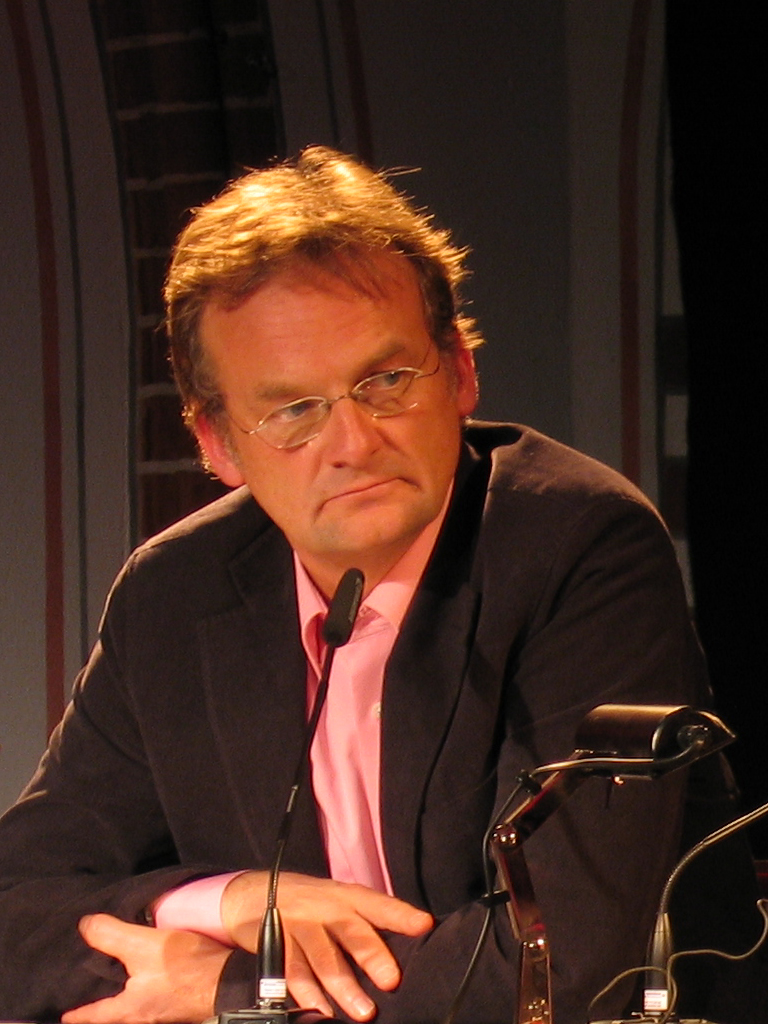
Frank Plasberg

- 18. Mai: Michael Cretu, rumänischer Musikproduzent
- 18. Mai: Sascha Zeus, deutscher Radiomoderator, Comedian und Autor
- 19. Mai: Danuta Jazłowiecka, polnische Politikerin
- 19. Mai: Bill Laimbeer, US-amerikanischer Basketballspieler
- 20. Mai: Segenet Kelemu, äthiopische Phytopathologin
- 20. Mai: Ernst Palmberger, deutscher Unternehmer und Automobilrennfahrer
- 21. Mai: Christoph Rihs, Schweizer Künstler
- 21. Mai: Renée Soutendijk, niederländische Schauspielerin
- 22. Mai: Hege Schøyen, norwegische Schauspielerin und Sängerin
- 23. Mai: Patrick Gonin, französischer Automobilrennfahrer
- 23. Mai: Lars Sponheim, norwegischer liberaler Venstre-Politiker
- 24. Mai: Angelika Beer, deutsche Politikerin, MdB
- 24. Mai: Walter Moers, deutscher Zeichner und Texter
- 25. Mai: Éder Aleixo, brasilianischer Fußballspieler
- 25. Mai: Thomas Schmidt, deutscher Hörfunkmoderator († 2019)
- 26. Mai: ʿAla' al-Aswani, ägyptischer Schriftsteller und Zahnarzt
- 26. Mai: Margareta Wolf, deutsche Politikerin
- 26. Mai: Ulrike Lunacek, österreichische Politikerin
- 26. Mai: Olivia Pascal, deutsche Schauspielerin
- 26. Mai: Klaus Pruenster, österreichischer Musiker
- 26. Mai: Uğur Yücel, türkischer Schauspieler, Kabarettist und Filmproduzent
- 27. Mai: Dag Terje Andersen, norwegischer Politiker
- 27. Mai: Wolfgang Augustyn, deutscher Kunsthistoriker und Redakteur
- 27. Mai: Siouxsie Sioux, britische Sängerin, Musikerin und Songwriterin
- 28. Mai: Jörg Arnold, deutscher Jurist
- 28. Mai: Paul van Buitenen, europäischer Beamter
- 28. Mai: Frank Schätzing, deutscher Schriftsteller
- 29. Mai: Peter R. Adam, deutscher Filmeditor († 2023)
- 29. Mai: Lynne Arriale, US-amerikanische Jazz-Pianistin und Hochschullehrerin
- 29. Mai: Ted Levine, US-amerikanischer Schauspieler
- 29. Mai: Mohsen Makhmalbaf, iranischer Filmregisseur und Autor
- 29. Mai: Jean-Christophe Yoccoz, französischer Mathematiker († 2016)
- 30. Mai: Oxana Bilosir, ukrainische Sängerin und Politikerin, Kulturministerin der Ukraine
- 30. Mai: Hans-Jürgen Boysen, deutscher Fußballtrainer
- 30. Mai: Avshalom Cyrus Elitzur, israelischer Physiker und Philosoph
- 30. Mai: Peter Niklas Wilson, deutscher Jazzbassist und Musikwissenschaftler († 2003)
- 31. Mai: Gabriel Barylli, österreichischer Schriftsteller, Schauspieler und Regisseur
- 31. Mai: Jim Craig, US-amerikanischer Eishockeyspieler

### Juni
- 01. Juni: Carlos Duarte, venezolanischer Komponist und Pianist († 2003)
- 01. Juni: Ferid Rragami, albanischer Fußballspieler
- 02. Juni: Moune Barius, deutsche Filmeditorin
- 02. Juni: Gregory A. Boyd, US-amerikanischer baptistischer Theologe, Pastor, Autor und Redner
- 02. Juni: Sara Douglass, australische Autorin († 2011)
- 02. Juni: Werner Ehrhardt, deutscher Violinist und Dirigent
- 03. Juni: Mark Chung, deutscher Musiker und Musikverleger
- 03. Juni: Ingrid Eberle, österreichische Skirennläuferin
- 03. Juni: Peter de Villiers, südafrikanischer Rugbytrainer
- 04. Juni: Manfred Beckmann, deutscher Fechter
- 04. Juni: Norbert Nachtweih, deutscher Fußballspieler
- 05. Juni: Thomas Kling, deutscher Lyriker († 2005)
- 06. Juni: Alfred Arbinger, deutscher Fußballspieler und -trainer
- 06. Juni: Stefano Braschi, italienischer Fußballschiedsrichter
- 06. Juni: Christian Rach, deutscher Koch
- 07. Juni: Rainer Ackermann, deutscher Fußballspieler
- 07. Juni: Juan Luis Guerra, dominikanischer Sänger, Gitarrist und Komponist
- 07. Juni: Paddy McAloon, britischer Sänger und Songwriter
- 07. Juni: Rolf Stöckel, deutscher Politiker
- 07. Juni: Fred Vargas, französische Krimi-Autorin
- 07. Juni: Jo Vargas, französische Malerin und Bühnenbildnerin
- 08. Juni: Scott Adams, US-amerikanischer Comiczeichner
- 08. Juni: Dietmar Vettermann, deutscher Politiker und Oberbürgermeister von Zwickau
- 09. Juni: Jürg Beeler, Schweizer Schriftsteller
- 09. Juni: Tobias Meister, deutscher Schauspieler und Synchronsprecher
- 10. Juni: Doris Meyer, deutsche Politikerin († 2012)
- 11. Juni: Sir Geoffrey Doyne Adams KCMG, britischer Diplomat
- 11. Juni: Walter Hauser, Schweizer Schriftsteller und Journalist († 2022)
- 12. Juni: Geri Allen, US-amerikanische Jazz-Pianistin († 2017)
- 12. Juni: Matthias Domaschk, deutscher Bürgerrechtler († 1981)
- 13. Juni: Rolf Brendel, deutscher Schlagzeuger
- 14. Juni: Bradley J. Anderson, US-amerikanischer Kostümbildner († 2000)
- 16. Juni: Jüri Alperten, estnischer Dirigent († 2020)
- 16. Juni: Clio Goldsmith, französische Schauspielerin
- 17. Juni: Joachim Król, deutscher Schauspieler Joachim Król

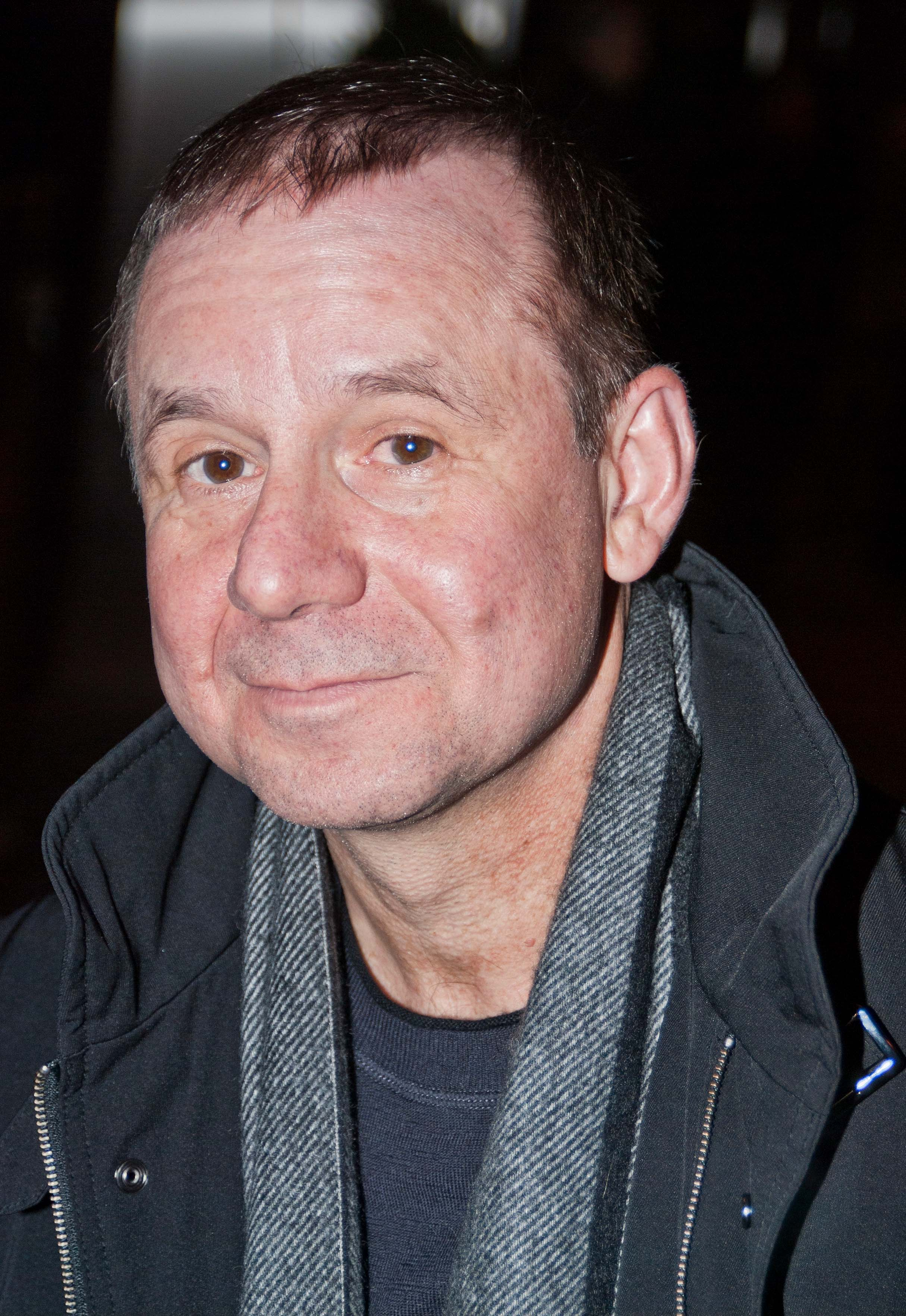
Joachim Król

- 17. Juni: Sabine Röther-Kirschke, deutsche Handballspielerin
- 17. Juni: Stephen Shellen, kanadischer Schauspieler
- 18. Juni: Irene Epple, deutsche Skirennläuferin
- 18. Juni: Richard Powers, US-amerikanischer Schriftsteller
- 19. Juni: Susanne Bredehöft, deutsche Schauspielerin
- 19. Juni: Anna Lindh, schwedische Politikerin († 2003)
- 19. Juni: Susana López Charretón, mexikanische Virologin
- 20. Juni: Elke Hoff, deutsche Politikerin und MdB
- 21. Juni: Lucien DeBlois, kanadischer Eishockeyspieler
- 21. Juni: Luis Antonio Kardinal Tagle, Erzbischof von Manila
- 22. Juni: Arkadi Ghukassjan, Präsident der international nicht anerkannten Republik Bergkarabach
- 22. Juni: Ron Haslam, britischer Motorradrennfahrer
- 22. Juni: Armin Kratzert, deutscher Schriftsteller und Journalist
- 23. Juni: Frances McDormand, US-amerikanische Schauspielerin
- 23. Juni: Jochen Schweizer, deutscher Unternehmer
- 23. Juni: Yale Strom, US-amerikanischer Filmemacher, Musiker, Komponist, Schriftsteller und Fotograf
- 24. Juni: David Abram, US-amerikanischer Kulturökologe, Philosoph und Autor
- 24. Juni: Georges Nicolas Haddad, libanesischer Erzbischof von Banyas
- 24. Juni: Mark Parkinson, US-amerikanischer Politiker
- 24. Juni: John J. Farmer, US-amerikanischer Politiker
- 24. Juni: Angela Roy, deutsche Schauspielerin
- 25. Juni: Ingrid Fischbach, deutsche Politikerin
- 25. Juni: William Goh, Erzbischof von Singapur und Kardinal
- 25. Juni: Doris König, deutsche Rechtswissenschaftlerin, Vizepräsidentin des Bundesverfassungsgerichts
- 25. Juni: Greg Millen, kanadischer Eishockeytorwart († 2025)
- 26. Juni: Ceán Chaffin, US-amerikanische Filmproduzentin
- 26. Juni: Philippe Mabboux, französischer Organist und Komponist
- 26. Juni: Gabriele Pauli, deutsche Politikerin
- 26. Juni: Pietro Paolo Virdis, italienischer Fußballspieler und -trainer
- 27. Juni: Gabriella Dorio, italienische Leichtathletin und Olympiasiegerin
- 27. Juni: Peter Eckhart Reichel, deutscher Autor, Hörspielregisseur und Hörbuchproduzent
- 28. Juni: Ludwig Kronthaler, deutscher Jurist
- 28. Juni: Georgi Parwanow, bulgarischer Staatspräsident
- 28. Juni: Lance Nethery, kanadischer Eishockeytrainer, -spieler und -manager
- 29. Juni: María Conchita Alonso, US-amerikanische Schauspielerin und Sängerin
- 29. Juni: Ronald Dietrich Asmus, US-amerikanischer Diplomat und Politikwissenschaftler († 2011)
- 29. Juni: Patrick Bornhauser, französischer Automobilrennfahrer und Unternehmer
- 29. Juni: Robert Forster, australischer Gitarrist, Sänger und Songwriter
- 30. Juni: Daniel Hugo Cámpora Sivori, argentinischer Schachspieler
- 30. Juni: Andrzej Małysiak, deutsch-polnischer Eishockeyspieler
- 30. Juni: Hans Vermeersch, belgischer Komponist und Dirigent

### Juli
- 01. Juli: Yasuhiro Yamashita, japanischer Judoka
- 02. Juli: Bret „The Hitman“ Hart, kanadischer Profi-Wrestler
- 03. Juli: Hannelore Roedel, deutsche Politikerin
- 03. Juli: Thomas Flierl, deutscher Politiker, Berliner Senator für Wissenschaft, Forschung und Kultur
- 04. Juli: Milan Mokroš, deutscher Eishockeytrainer
- 06. Juli: Pia Hänggi, Schweizer Schauspielerin
- 07. Juli: Rosa Aguilar, spanische Politikerin
- 07. Juli: Dierk Berner, deutscher Immobilienkaufmann und Handballspieler
- 07. Juli: Norbert Michalowsky, deutscher Badmintonspieler († 2025)
- 08. Juli: Gisela Nacken, deutsche Politikerin
- 09. Juli: Ardian Klosi, albanischer Publizist († 2012)
- 09. Juli: Kelly McGillis, US-amerikanische Schauspielerin
- 09. Juli: Marc Almond, britischer Sänger und Songwriter
- 10. Juli: Johannes Arndt, deutscher Historiker
- 10. Juli: Elena Zaremba, russische Opern- und Konzertsängerin
- 11. Juli: Peter Murphy, britischer Musiker
- 11. Juli: Karl-Josef Laumann, Minister für Arbeit, Gesundheit und Soziales von Nordrhein-Westfalen
- 11. Juli: Valentin Herr, deutscher Fußballspieler
- 12. Juli: Götz Alsmann, deutscher Musiker, Entertainer und Musikprofessor Götz Alsmann

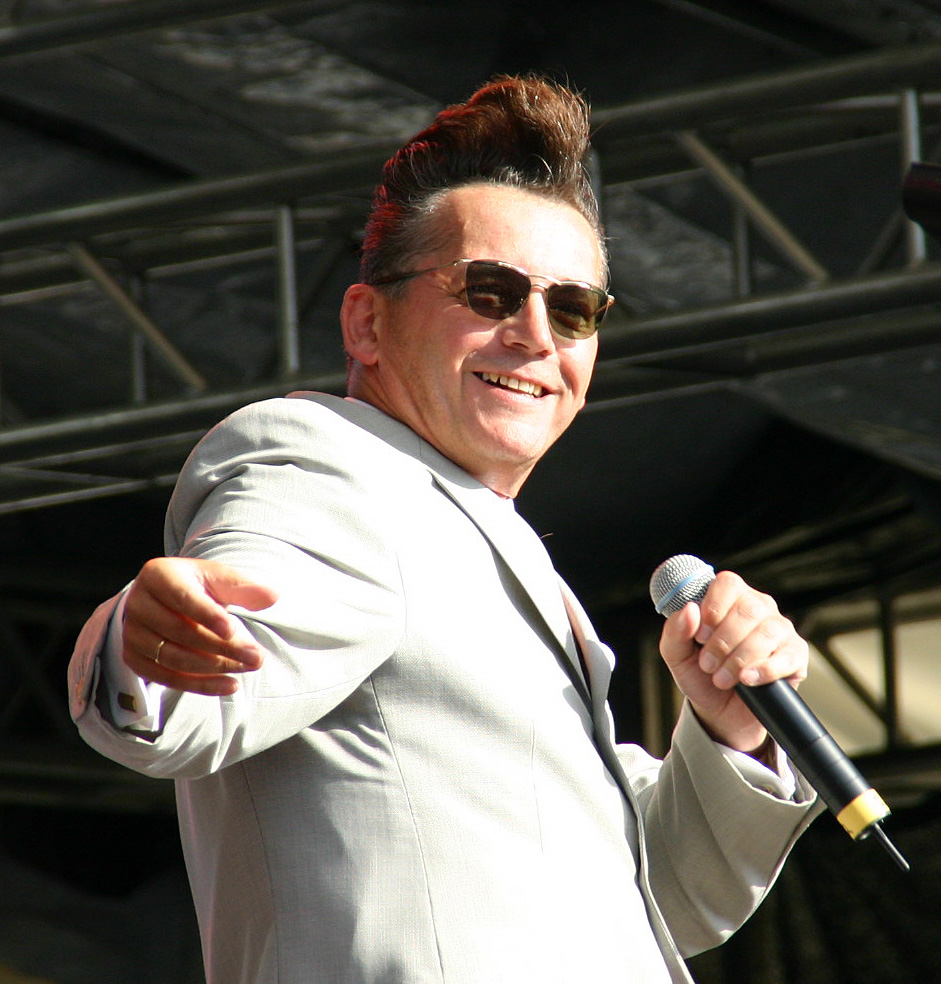
Götz Alsmann

- 12. Juli: Adolfo Urso, italienischer Journalist und Politiker
- 13. Juli: Thierry Boutsen, belgischer Automobilrennfahrer
- 13. Juli: Burkhard Brandt, deutscher Chemiker
- 13. Juli: Cameron Crowe, US-amerikanischer Regisseur und Schauspieler
- 13. Juli: Rinat Dassajew, russischer Fußballspieler
- 13. Juli: Renate Wolf, deutsche Handballspielerin und Handballtrainerin
- 14. Juli: Julian Bethwaite, Konstrukteur von Segeljollen
- 16. Juli: Daniel Glaus, schweizerischer Organist und Komponist
- 16. Juli: Wolfgang Raufelder, deutscher Politiker († 2016)
- 16. Juli: Adam Robak, polnischer Florettfechter
- 16. Juli: Włodzimierz Smolarek, polnischer Fußballspieler († 2012)
- 17. Juli: Vesna Medenica, montenegrinische Richterin
- 18. Juli: José Pedro Correio de Aguiar Branco, portugiesischer Rechtsanwalt und Politiker
- 19. Juli: Bruce Darnell, US-amerikanischer Choreograf und Model
- 19. Juli: Tô Lâm, vietnamesischer Politiker
- 19. Juli: Hermann Scheuringer, österreichischer Germanist
- 20. Juli: Doreen Daume, deutsche Übersetzerin († 2013)
- 21. Juli: Rumjana Gotschewa, bulgarische Schachspielerin
- 21. Juli: Stefan Löfven, schwedischer Politiker, Ministerpräsident
- 22. Juli: Álvaro Corcuera, mexikanischer Priester und Generaloberer († 2014)
- 23. Juli: Rufus Beck, deutscher Theater- und Filmschauspieler
- 23. Juli: Theo van Gogh, niederländischer Filmregisseur, Publizist und Satiriker († 2004)
- 23. Juli: Armin-Paul Hampel, deutscher Journalist und Politiker
- 24. Juli: Shavkat Mirziyoyev, usbekischer Politiker
- 24. Juli: Pam Tillis, US-amerikanische Country-Sängerin
- 25. Juli: Bogdan Musiol, deutscher Bobsportler
- 25. Juli: Steve Podborski, kanadischer Skirennläufer
- 25. Juli: Olivia Silhavy, österreichische Schauspielerin
- 26. Juli: Alexander Hüther, deutscher Gitarrist, Songwriter, Musikverleger und Produzent
- 26. Juli: Eugen Ray, deutscher Leichtathlet († 1986)
- 26. Juli: Nana Visitor, US-amerikanische Schauspielerin
- 27. Juli: Hansi Müller, deutscher Fußballspieler
- 27. Juli: Leon Kalin, slowenischer Handballfunktionär und ehemaliger Handballschiedsrichter
- 28. Juli: Oscar Muller, französischer Fußballspieler († 2005)
- 28. Juli: Scott Pelley, US-amerikanischer Fernsehjournalist
- 28. Juli: Judith von Radetzky, deutsche Schauspielerin
- 29. Juli: Thomas Borer, Schweizer Unternehmensberater und früherer Botschafter in Deutschland
- 29. Juli: Hannes Gschwentner, Landeshauptmann-Stellvertreter von Tirol, Landesparteivorsitzender der SPÖ
- 29. Juli: László Kuncz, ungarischer Wasserballspieler († 2020)
- 29. Juli: Ulrich Tukur, deutscher Schauspieler und Musiker
- 30. Juli: Jochen Cornelius-Bundschuh, deutscher evangelischer Theologe und Landesbischof
- 30. Juli: Sigrun Jakubaschke, deutsche Malerin
- 30. Juli: Guy Lash, deutsch-kanadischer Eishockeyspieler († 2019)
- 30. Juli: Ingo Schmitt, deutscher Europaabgeordneter
- 30. Juli: Detlev Müller-Siemens, deutscher Komponist und Dirigent
- 30. Juli: Berdien Stenberg, niederländische Flötistin
- 31. Juli: John Austin, US-amerikanischer Tennisspieler
- 31. Juli: Klaus Dörre, deutscher Soziologe
- 31. Juli: Gisela Wurm, österreichische Politikerin (SPÖ)
- 00. Juli: Li Dongsheng, chinesischer Unternehmer

### August
- 01. August: Ivan Blecha, Leiter des Instituts für Philosophie an der Universität in Olmütz
- 01. August: Klaus Brähmig, deutscher Politiker
- 01. August: Stefan Gubser, Schweizer Schauspieler
- 01. August: Beate Merk, deutsche Politikerin
- 01. August: Ulrike Weyh, deutsche Kunstturnerin
- 02. August: Helen Bischofberger, liechtensteinische Leichtathletin
- 02. August: Maria Splitt, liechtensteinische Leichtathletin
- 02. August: Thomas Straubhaar, Schweizer Ökonom
- 02. August: Butch Vig, US-amerikanischer Schlagzeuger
- 03. August: Bodo Rudwaleit, deutscher Fußballer
- 04. August: Robert Ernest Andrews, US-amerikanischer Politiker
- 04. August: Olaf Beyer, deutscher Mittelstreckenläufer
- 04. August: Peter Frey, deutscher Journalist, Chefredakteur des ZDF
- 04. August: Stefan Lübbe, deutscher Verleger († 2014)
- 04. August: Franz Pany, Vertriebenenfunktionär († 2021)
- 04. August: Arto Tunçboyacıyan, türkisch-armenischer Schlagzeuger und Bandleader
- 04. August: Alfred Waibel, deutscher Motorradrennfahrer
- 06. August: James McGreevey, US-amerikanischer Politiker, Gouverneur von New Jersey
- 07. August: Harald Effenberg, deutscher Schauspieler
- 07. August: Andrea Gotzmann, deutsche Basketballspielerin und Verbandsfunktionärin
- 07. August: Rainer Leisten, deutscher Logistikwissenschaftler († 2017)
- 08. August: Dieuwertje Blok, niederländische Schauspielerin († 2025)
- 08. August: Esmail Qaʾani, iranischer Generalmajor († 2025)
- 09. August: Paul Frommelt, Skirennfahrer aus Liechtenstein
- 09. August: Melanie Griffith, US-amerikanische Filmschauspielerin Melanie Griffith

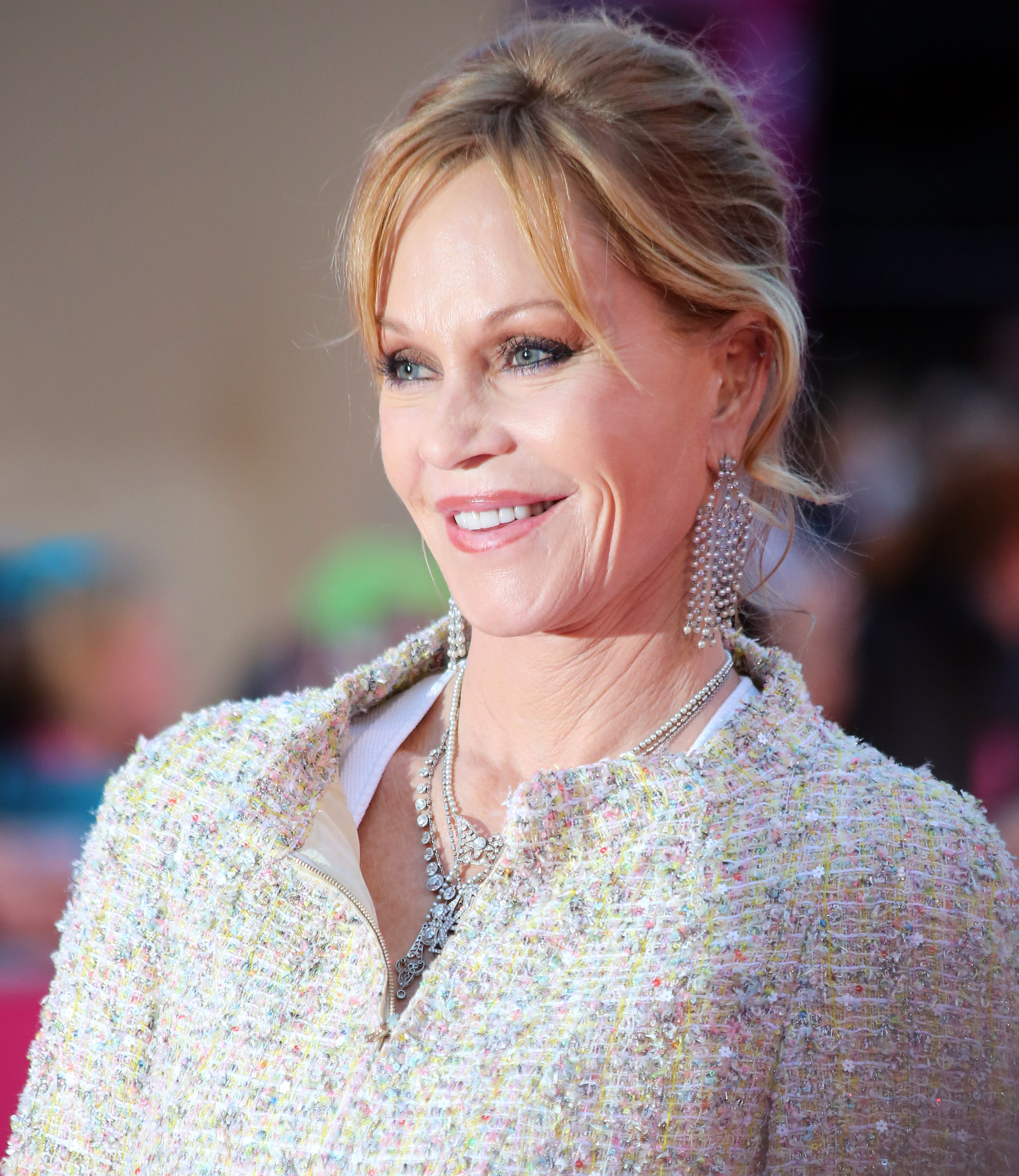
Melanie Griffith

- 09. August: Murat Günak, deutsch-türkischer Automobildesigner
- 09. August: Rolf Haller, deutscher Radrennfahrer
- 09. August: David Hart, niederländischer Unternehmer und Automobilrennfahrer
- 09. August: Klaus Wunder, deutscher Fußballspieler
- 10. August: Ronald Borchers, deutscher Fußballspieler († 2024)
- 11. August: Ian Stuart Donaldson, Sänger und „Kopf“ der neonazistischen Skinband Skrewdriver († 1993)
- 11. August: Jochen Hagt, deutscher Jurist und Kommunalpolitiker
- 11. August: Richie Ramone, US-amerikanischer Schlagzeuger bei den Ramones
- 11. August: Michael Kühntopf, deutsch-schweizerischer Publizist und Autor
- 12. August: Martin Aeschlimann, Schweizer Physiker
- 12. August: Wolfram Paulus, österreichischer Filmregisseur und Drehbuchautor († 2020)
- 13. August: Faisal ad-Dachil, kuwaitischer Fußballspieler
- 13. August: David Crane, US-amerikanischer Drehbuchautor und Filmproduzent
- 13. August: János Szabó, ungarischer Motorradrennfahrer († 2025)
- 14. August: Ulrich Konrad, deutscher Musikwissenschaftler
- 15. August: Per-Gunnar Andersson, schwedischer Automobilrennfahrer
- 15. August: Thomas Böttger, deutscher Komponist und Pianist
- 16. August: Laura Innes, US-amerikanische Schauspielerin und Regisseurin
- 16. August: Christian Tasche, deutscher Schauspieler († 2013)
- 17. August: Rabih Abou-Khalil, libanesischer Oud-Spieler und Jazzmusiker
- 17. August: Robin Cousins, englischer Eiskunstläufer
- 17. August: Boris Nemsic, österreichischer Manager bosnischer Herkunft
- 17. August: Ralf Richter, deutscher Schauspieler

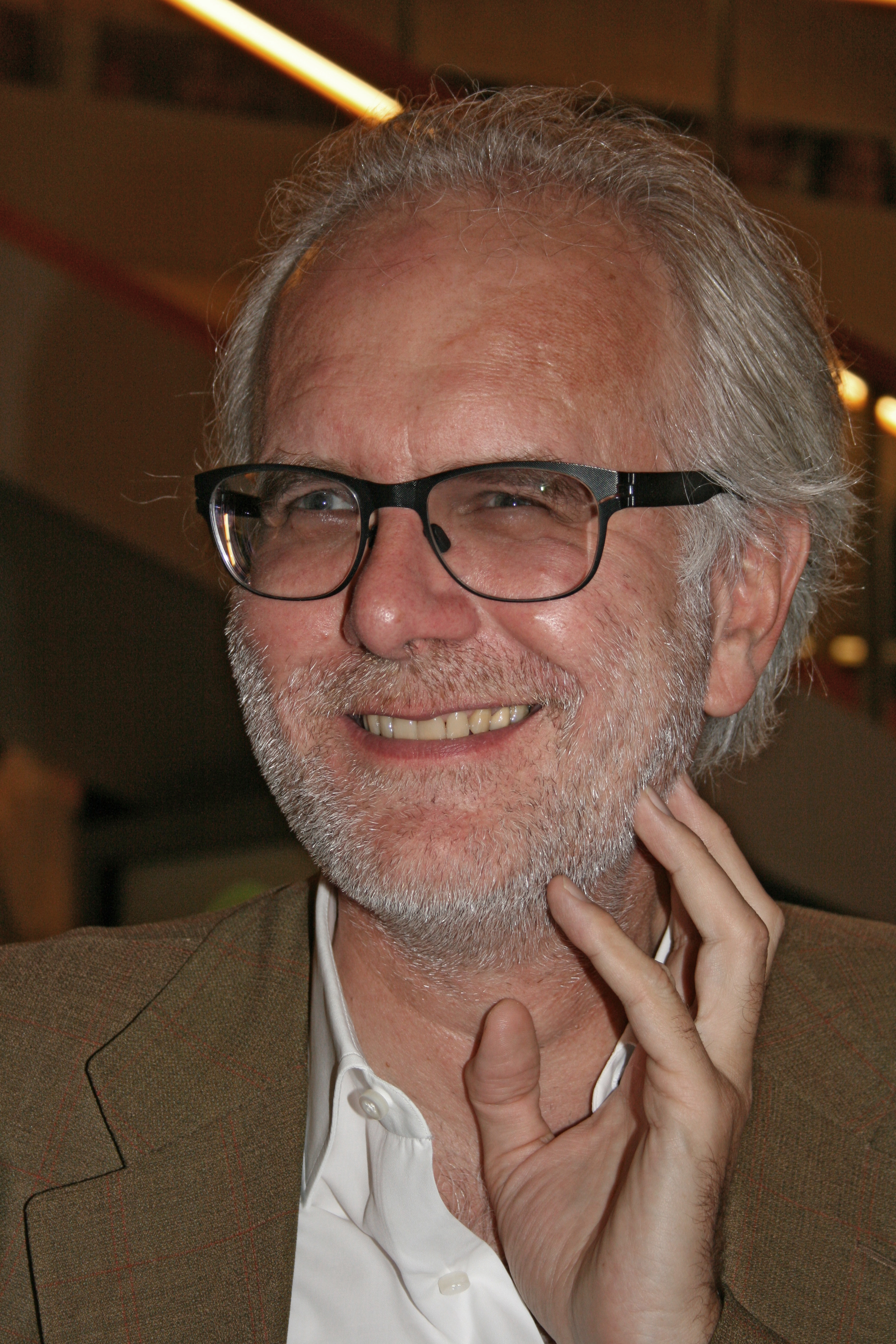
Harald Schmidt

- 18. August: Carole Bouquet, französische Schauspielerin
- 18. August: Tan Dun, chinesischer Komponist und Dirigent
- 18. August: Jadwiga Kotnowska, polnische Flötistin
- 18. August: Harald Schmidt, deutscher Schauspieler, Kabarettist und Moderator Harald Schmidt
- 18. August: Carole Bouquet, französische Schauspielerin
- 19. August: Rudi Bommer, deutscher Fußballspieler und -trainer
- 19. August: Engelbert Hüging, deutscher Tischtennisspieler
- 19. August: Cesare Prandelli, italienischer Fußballspieler und -trainer
- 19. August: Gerda Verburg, niederländische Ministerin
- 20. August: Holger Ansmann, deutscher Politiker
- 20. August: Finlay Calder, schottischer Rugbyspieler
- 20. August: David Heilbroner, US-amerikanischer Dokumentarfilmer
- 21. August: Peter Clarke, britischer Schlagzeuger
- 21. August: John Howe, kanadischer Buchillustrator
- 22. August: Steve Davis, englischer Snooker-Spieler
- 22. August: Hiltrud Breyer, deutsche Politikerin und MdEP
- 23. August: Antonio Meneses, brasilianischer Cellist († 2024)
- 23. August: Heidemaria Onodi, österreichische Politikerin
- 24. August: Stephen Fry, britischer Schriftsteller, Drehbuchautor, Schauspieler und Regisseur Stephen Fry

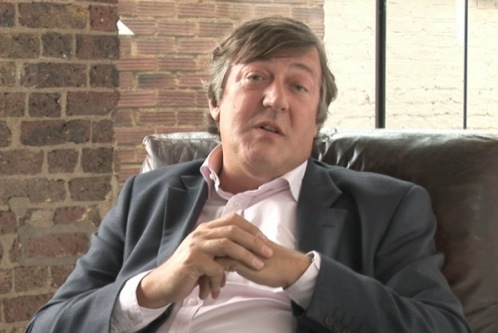
Stephen Fry

- 24. August: Norbert Trieloff, deutscher Fußballer
- 24. August: Jane Wang, englisch-amerikanische Kontrabassistin und Komponistin
- 25. August: Esperanza Martínez-Romero, mexikanische Mikrobiologin und Genomforscherin
- 25. August: Grzegorz Skrzecz, polnischer Boxer († 2023)
- 25. August: Kai Taschner, deutscher Schauspieler und Synchronsprecher
- 26. August: Dominique Dupuy, französischer Automobilrennfahrer
- 26. August: Michael Nötzel, deutscher Politiker und Unternehmer
- 26. August: Christian Schmidt, deutscher Politiker und MdB
- 26. August: Dr. Alban, Pop-Musiker, Rapper und Musikproduzent
- 27. August: Jean-Yves Berteloot, französischer Schauspieler
- 27. August: Konstantin Kokora, sowjetischer Eiskunstläufer († 2025)
- 27. August: Bernhard Langer, deutscher Golfspieler
- 28. August: Ai Weiwei, chinesischer Konzeptkünstler, Bildhauer und Kurator
- 28. August: Óscar Andrade, chilenischer Cantautor
- 28. August: Frank Baumann, Schweizer Komiker, Fernsehmoderator und Werbefachmann
- 28. August: Christoph Konrad, deutscher Europaabgeordneter
- 28. August: Daniel Stern, US-amerikanischer Schauspieler
- 29. August: Dmitri Dmitrijewitsch Swetschnikow, Künstler der abstrakten Malerei
- 29. August: Miki Malör, österreichische Theatermacherin
- 29. August: Grzegorz Ciechowski, polnischer Rockmusiker († 2001)
- 30. August: Gerald Albright, US-amerikanischer Jazzsaxophonist
- 30. August: Raulín Rosendo, dominikanischer Salsasänger
- 31. August: Walter Brookmann, deutscher Politiker
- 31. August: Thomas Harms, deutscher Theaterschauspieler
- 31. August: Uwe Hobler, deutscher Politiker

### September
- 01. September: Gloria Estefan, kubanische Sängerin Gloria Estefan

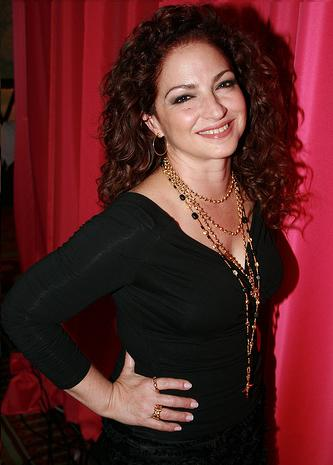
Gloria Estefan

- 02. September: Wolfgang Achtner, deutscher Theologe und Autor († 2017)
- 02. September: Ingrid Auerswald, deutsche Leichtathletin und Olympiasiegerin
- 02. September: Bruce Bolesky, US-amerikanischer Freestyle-Skier
- 02. September: Steve Porcaro, Keyboarder, Songwriter und Gründungsmitglied der Rockband Toto
- 03. September: Erhan Önal, türkischer Fußballspieler († 2021)
- 04. September: Khandi Alexander, US-amerikanische Schauspielerin
- 04. September: Stephan Matthaei, deutscher Diabetologe († 2016)
- 04. September: Hanns-Jörg Rohwedder, deutscher Politiker
- 04. September: Patricia Tallman, US-amerikanische Schauspielerin, Stuntwoman
- 05. September: Emly Starr, belgische Sängerin
- 05. September: Peter Winnen, niederländischer Radrennfahrer und Journalist
- 06. September: José Sócrates Carvalho Pinto de Sousa, portugiesischer Politiker und Ministerpräsident
- 08. September: Heather Thomas, US-amerikanische Schauspielerin
- 09. September: Pierre-Laurent Aimard, französischer Pianist
- 09. September: Rebecca Völz, deutsche Schauspielerin
- 10. September: Matthias Brenner, deutscher Schauspieler, Regisseur, Autor und Intendant
- 10. September: Paweł Huelle, polnischer Schriftsteller († 2023)
- 10. September: Andreï Makine, französischer Schriftsteller
- 10. September: Karsten Petersohn, deutscher Fußballspieler und -trainer
- 11. September: Gernot Rumpold, österreichischer Politiker
- 11. September: Preben Elkjær Larsen, dänischer Fußballspieler
- 11. September: Jon Moss, britischer Schlagzeuger
- 11. September: Joshy Peters, deutscher Schauspieler
- 12. September: Dorothee Dzwonnek, Generalsekretärin der Deutschen Forschungsgemeinschaft
- 12. September: Michael McMahon, US-amerikanischer Politiker
- 12. September: Rachel Ward, britisch-australische Filmschauspielerin
- 12. September: Hans Zimmer, deutscher Komponist Hans Zimmer

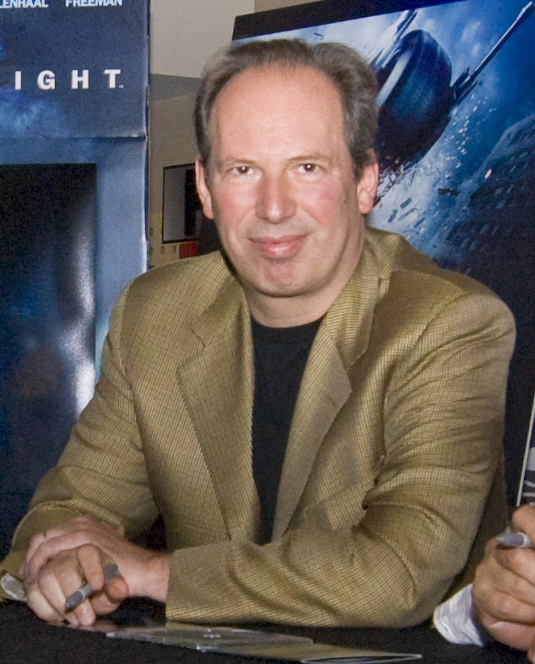
Hans Zimmer

- 12. September: Kazim as-Sahir, irakischer Sänger
- 13. September: Vincent Appice, US-amerikanischer Hard-Rock-/Heavy-Metal-Schlagzeuger
- 14. September: François Asselineau, französischer Politiker
- 14. September: Dominic Dobson, US-amerikanischer Automobilrennfahrer
- 14. September: Helmut Schulte, deutscher Fußballtrainer
- 16. September: Mark Diesen, US-amerikanischer Schachspieler († 2008)
- 16. September: Assumpta Serna, spanische Schauspielerin
- 17. September: Christian Loidl, deutscher Schriftsteller und Performer († 2001)
- 17. September: Peter Löscher, österreichischer Manager
- 17. September: Andris Piebalgs, lettischer Diplomat, Politiker und EU-Kommissar
- 18. September: Tom Wright, britischer Architekt
- 19. September: Carmen Maria Cârneci, rumänische Komponistin und Dirigentin
- 19. September: Parminder Singh Saini, kenianischer Hockeyspieler († 2021)
- 20. September: Sabine Christiansen, deutsche Redakteurin Sabine Christiansen

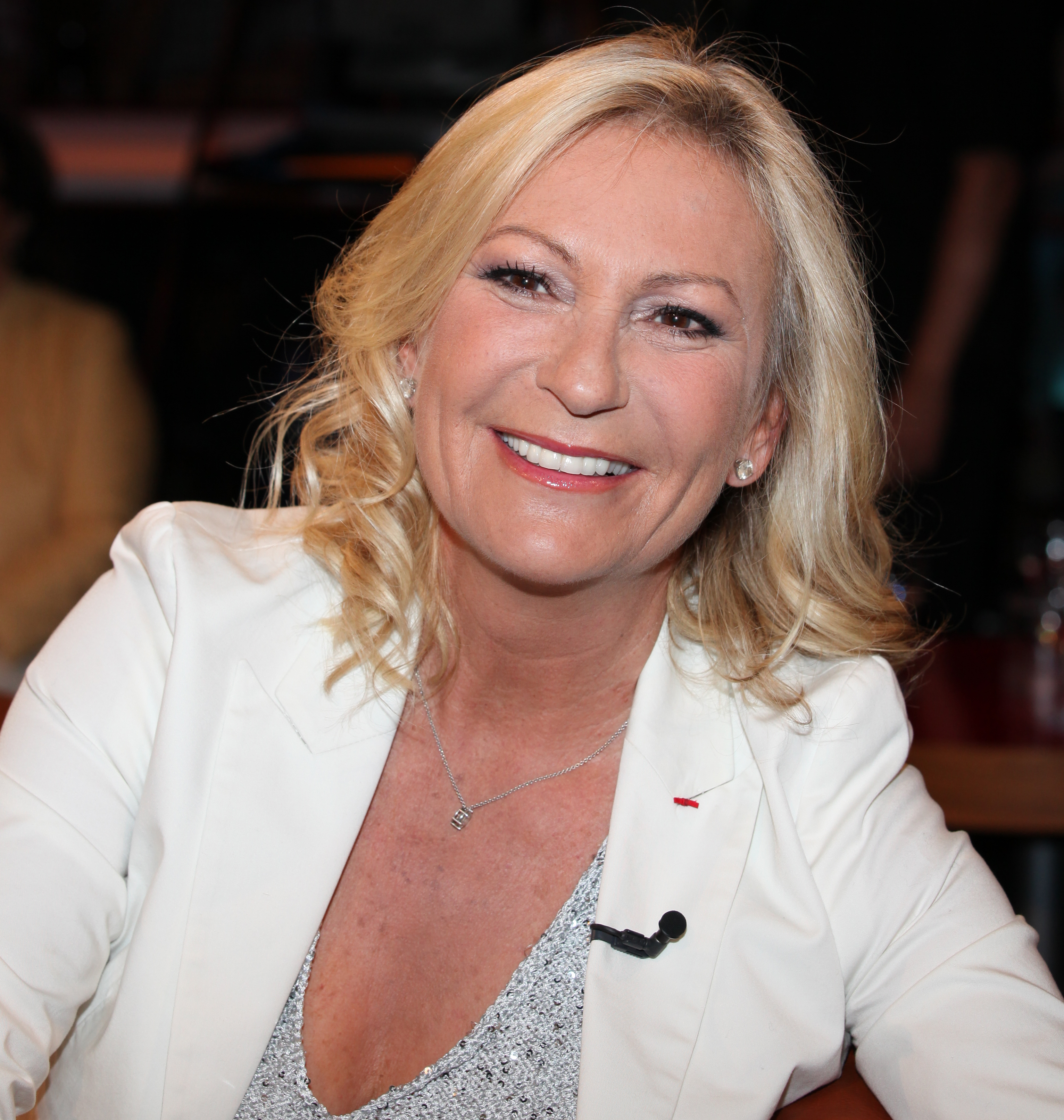
Sabine Christiansen

- 20. September: Peter Schneider, Schweizer Psychoanalytiker und Radiokolumnist
- 21. September: Ernst Höfner, deutscher Eishockeyspieler und -trainer
- 21. September: Sidney Moncrief, US-amerikanischer Basketballspieler
- 21. September: Hanns-Georg Rodek, deutscher Journalist und Filmkritiker
- 21. September: Kevin Rudd, australischer Politiker, ehemaliger Premierminister Kevin Rudd

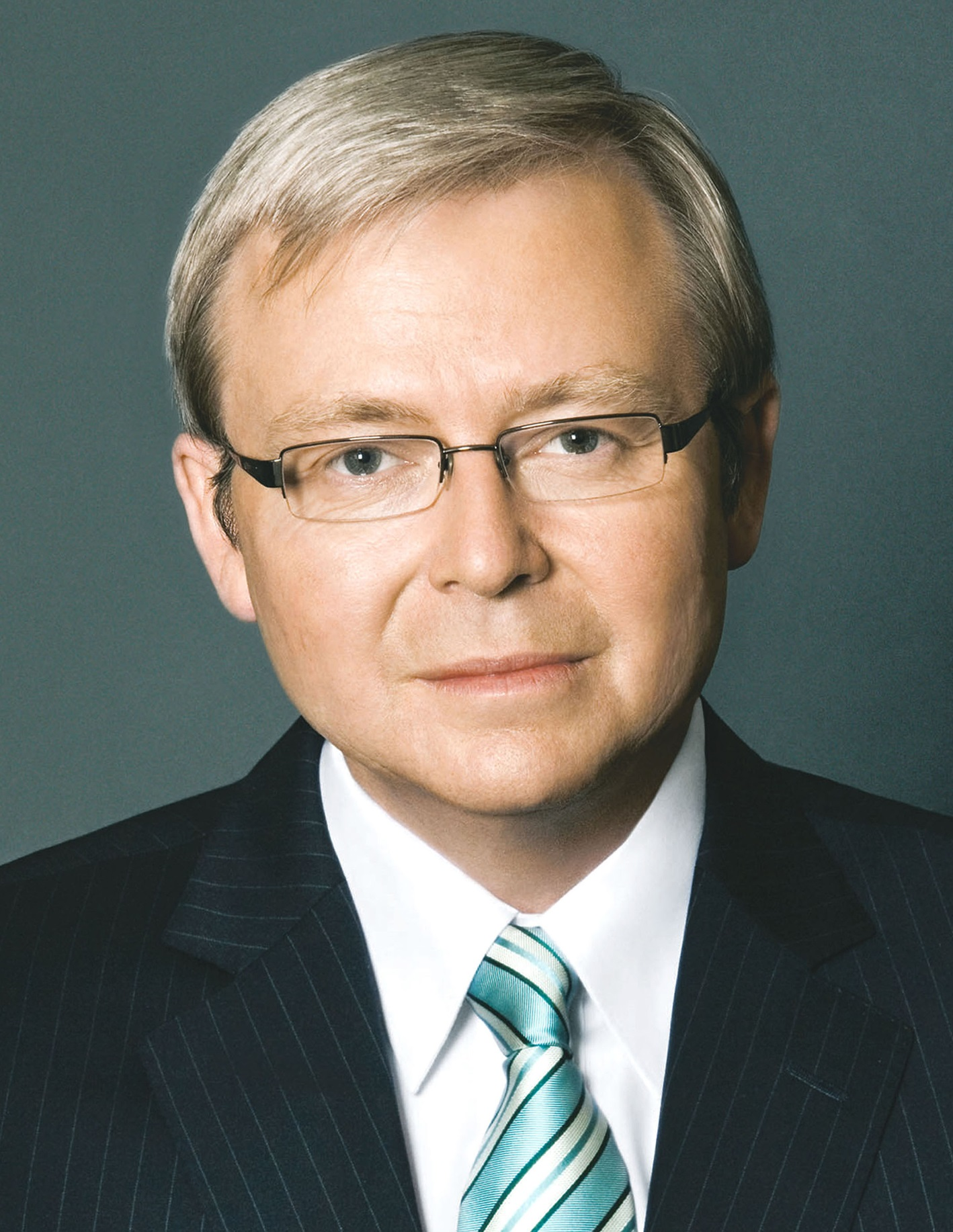
Kevin Rudd

- 22. September: Nick Cave, australischer Musiker, Texter, Dichter und Schauspieler
- 22. September: Giuseppe Saronni, italienischer Radrennfahrer
- 22. September: Thomas Stritzl, deutscher Politiker
- 23. September: Jochem Ahmann, deutscher Künstler und Designer
- 23. September: Rosalind Chao, US-amerikanische Schauspielerin
- 23. September: Aneta Marin, rumänische Ruderin
- 23. September: Gerold Wucherpfennig, deutscher Politiker
- 23. September: Suzanne von Borsody, deutsche Schauspielerin
- 24. September: Wolfgang Wolf, deutscher Fußballtrainer und Fußballspieler
- 25. September: Glenn Hubbard, US-amerikanischer Baseballspieler
- 25. September: Michael Madsen, US-amerikanischer Schauspieler († 2025)
- 25. September: Edeltraud Schubert, deutsche Turnerin
- 25. September: Charles Tannock, britischer Europaabgeordneter
- 26. September: Klaus Augenthaler, deutscher Fußballspieler und Trainer Klaus Augenthaler

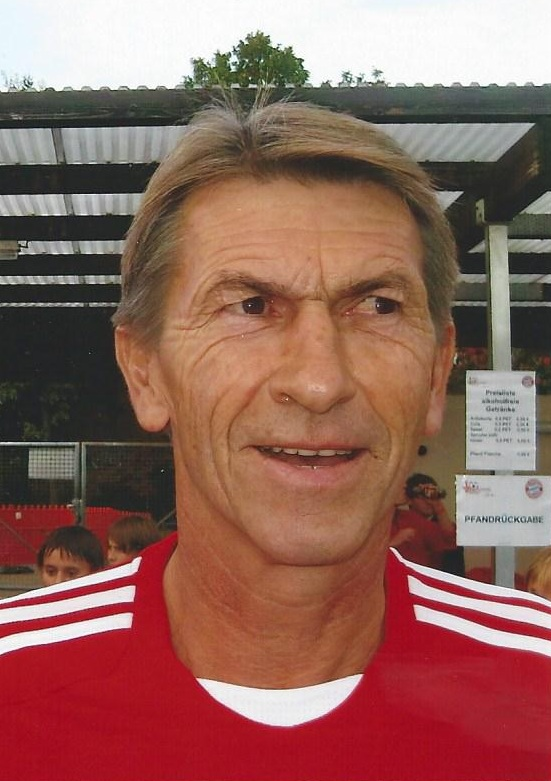
Klaus Augenthaler

- 26. September: Roger MacBride Allen, US-amerikanischer Sciencefiction-Schriftsteller
- 26. September: Luigi De Canio, italienischer Fußballspieler und -trainer
- 26. September: Joachim Hunger, deutscher Regattasegler und Mediziner († 1990)
- 27. September: Johann Lafer, österreichischer Koch, Unternehmer und Sachbuchautor
- 27. September: Peter Sellars, US-amerikanischer Theaterregisseur
- 28. September: Hans Bjarne Thomsen, dänischer Kunsthistoriker
- 28. September: Wolfgang Tomböck, österreichischer Hornist
- 28. September: Hubert Steiner, österreichischer Historiker
- 29. September: Harald Schmid, deutscher Leichtathlet
- 30. September: Fran Drescher, US-amerikanische Schauspielerin und Produzentin

### Oktober
- 02. Oktober: Lutz Michael Fröhlich, deutscher Fußballschiedsrichter
- 02. Oktober: Janry, belgischer Comiczeichner
- 02. Oktober: Osman Kavala, türkischer Unternehmer und Mäzen
- 03. Oktober: Francisco Casanova, dominikanischer Opernsänger (Tenor) († 2019)
- 03. Oktober: Heiko Waßer, deutscher Sportjournalist und Kommentator der Formel-1-Rennen bei RTL
- 04. Oktober: Michael Parris, guyanischer Boxer
- 04. Oktober: Andrea Gysi, deutsche Politikerin
- 04. Oktober: Isabelle von Siebenthal, Schweizer Schauspielerin
- 04. Oktober: Russell Simmons, US-amerikanischer Unternehmer, Hip-Hop
- 06. Oktober: Diunna Greenleaf, US-amerikanische Bluessängerin
- 06. Oktober: Peter Müller, Schweizer Skirennfahrer
- 07. Oktober: Michael W. Smith, US-amerikanischer Sänger und Songschreiber
- 07. Oktober: Jayne Torvill, britische Eiskunstläuferin
- 08. Oktober: Joseph Atiyeh, syrischer Ringer
- 08. Oktober: Astrid Benöhr, deutsche Ultra-Triathletin
- 08. Oktober: Antonio Cabrini, italienischer Fußballspieler
- 08. Oktober: André Rettberg, niederländischer Manager
- 09. Oktober: Kathrin Aehnlich, deutsche Schriftstellerin
- 09. Oktober: Benno Groß, deutscher Turner und Turntrainer
- 10. Oktober: Christel Justen, deutsche Schwimmerin und Sporttherapeutin († 2005)
- 10. Oktober: Bill Keenan, kanadischer Freestyle-Skier
- 10. Oktober: Rumiko Takahashi, japanische Mangaka
- 11. Oktober: Luciano Favero, italienischer Fußballspieler
- 11. Oktober: Dawn French, britische Schauspielerin und Komikerin
- 11. Oktober: Martin Wimmer, deutscher Motorradrennfahrer
- 12. Oktober: Annik Honoré, belgische Journalistin und Konzertveranstalterin († 2014)
- 13. Oktober: Christian Köckert, deutscher Politiker
- 14. Oktober: Claudio Alsuyet, argentinischer Komponist
- 15. Oktober: Mira Nair, indische Filmregisseurin
- 16. Oktober: Sabine John, deutsche Leichtathletin und Olympiateilnehmerin
- 17. Oktober: Eleftheria Arvanitaki, griechische Sängerin
- 17. Oktober: Uwe Kolbe, deutscher Lyriker und Prosaautor
- 17. Oktober: Steve McMichael, US-amerikanischer American-Football-Spieler († 2025)
- 17. Oktober: Pino Palladino, italienisch-britischer Bassist
- 18. Oktober: Payao Poontarat, thailändischer Boxer († 2006)
- 18. Oktober: Precious Wilson, jamaikanische Popsängerin
- 19. Oktober: William O’Leary, US-amerikanischer Schauspieler
- 19. Oktober: Gilbert von Sohlern, deutscher Schauspieler
- 20. Oktober: Anouar Brahem, tunesischer Oud-Spieler, Jazz-Musiker und Komponist
- 20. Oktober: Andrzej Dziadek, polnischer Komponist
- 21. Oktober: Attila the Stockbroker, englischer Liedertexter, Musiker und Dichter
- 21. Oktober: Rolf Berg, deutscher Schauspieler, Regisseur und Sprecher
- 21. Oktober: Steven Lee Lukather, US-amerikanischer Gitarrist, Sänger
- 21. Oktober: Wolfgang Ketterle, deutscher Physiker Wolfgang Ketterle

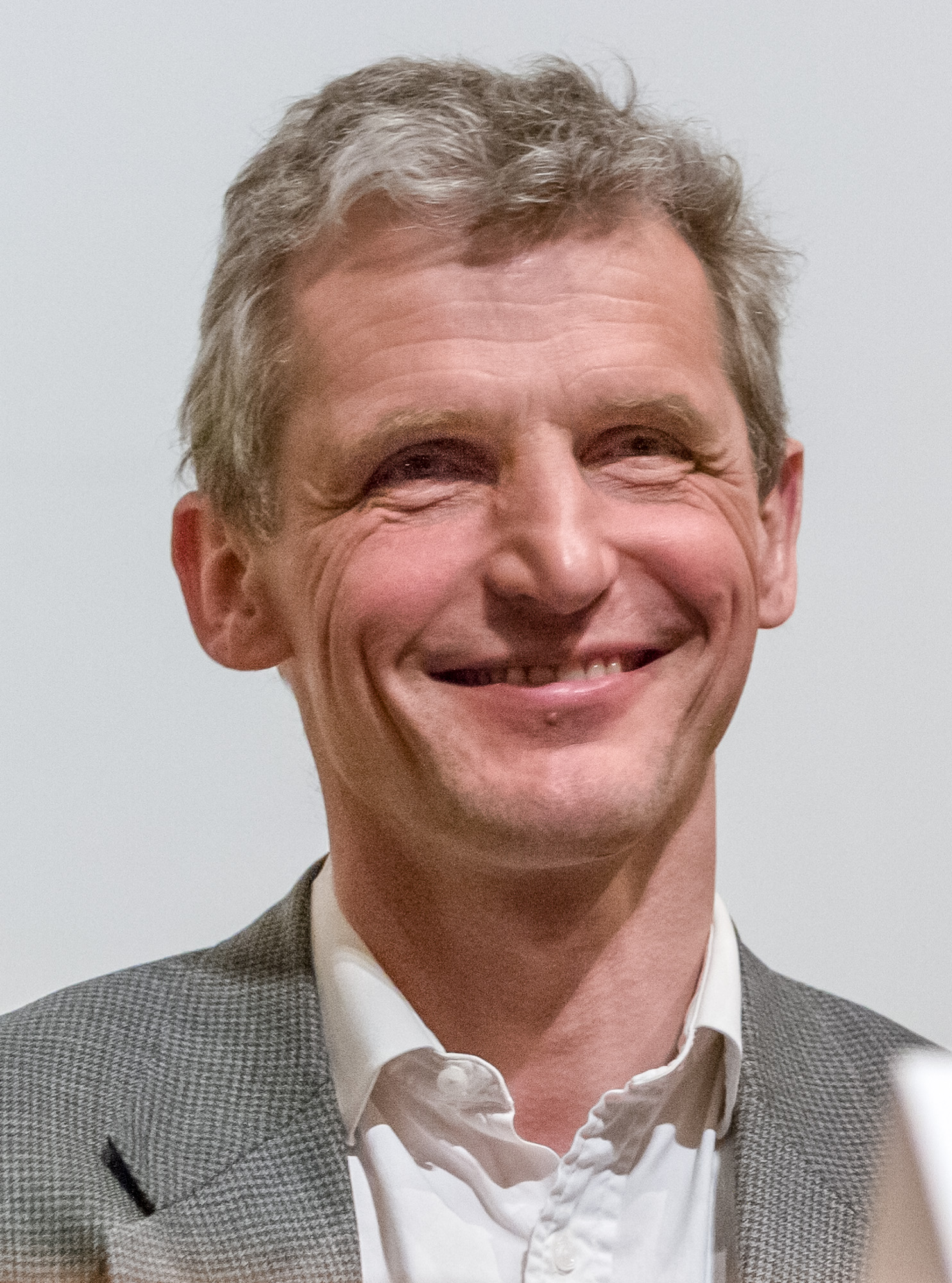
Wolfgang Ketterle

- 21. Oktober: Lyle Workman, US-amerikanischer Musiker und Filmkomponist
- 23. Oktober: Paul Kagame, Präsident von Ruanda und der Afrikanischen Union
- 23. Oktober: Martin Luther King III, US-amerikanischer Menschenrechtsaktivist
- 23. Oktober: Olga Alexandrowna Slawnikowa, russische Journalistin und Schriftstellerin
- 24. Oktober: Jean-Jacques Martin, französischer Comiczeichner († 1991)
- 24. Oktober: Wolfgang Müller, deutscher Künstler, Musiker und Autor
- 25. Oktober: Harry Arroyo, US-amerikanischer Boxer
- 25. Oktober: Dhruba Ghosh, indischer Sarangispieler († 2017)
- 25. Oktober: Robbie McIntosh, britischer Rockgitarrist, Mitglied der Pretenders
- 25. Oktober: Ulrich Kasparick, deutscher Politiker
- 25. Oktober: Nancy Cartwright, US-amerikanische Schauspielerin
- 26. Oktober: Peter Wuffli, Schweizer Manager
- 27. Oktober: Pia Frankenberg, deutsche Regisseurin und Buch-Autorin
- 27. Oktober: Axel Freimuth, Physiker, Rektor der Universität Köln
- 27. Oktober: Glenn Hoddle, englischer Fußballtrainer und -spieler
- 27. Oktober: Tsai Ming-Liang, Filmregisseur aus Taiwan
- 27. Oktober: Jürgen Uteß, deutscher Fußballspieler
- 28. Oktober: Florence Arthaud, französische Seglerin und Skipperin († 2015)
- 28. Oktober: Christian Berkel, deutscher Schauspieler
- 28. Oktober: Manfred Freisler, deutscher Handballspieler
- 28. Oktober: Ahmet Kaya, kurdisch-türkischer Protestsänger († 2000)
- 28. Oktober: Klaus-Heiner Lehne, deutscher Politiker und Mitglied des EU-Parlaments
- 28. Oktober: Stephen Paul David Morris, britischer Schlagzeuger
- 29. Oktober: Raúl Arias, mexikanischer Fußballtrainer und -spieler
- 29. Oktober: Dan Castellaneta, US-amerikanischer Schauspieler
- 30. Oktober: Susanne Gelhard, deutsche Journalistin und Auslandskorrespondentin

### November
- 01. November: Bernhard Kaster, deutscher Politiker
- 01. November: Lyle Lovett, US-amerikanischer Countrymusiker
- 01. November: Philippa Perry, britische Künstlerin, Psychotherapeutin, Journalistin und Bestsellerautorin
- 02. November: Bärbel Broschat, deutsche Leichtathletin
- 02. November: Carter Beauford, US-amerikanischer Schlagzeuger (Dave Matthews Band)
- 02. November: Lucien Favre, Schweizer Fußballtrainer und ehemaliger Spieler
- 03. November: Hartmut Andryczuk, deutscher Künstler, Autor und Verleger
- 03. November: Dolph Lundgren, schwedischer Schauspieler Dolph Lundgren

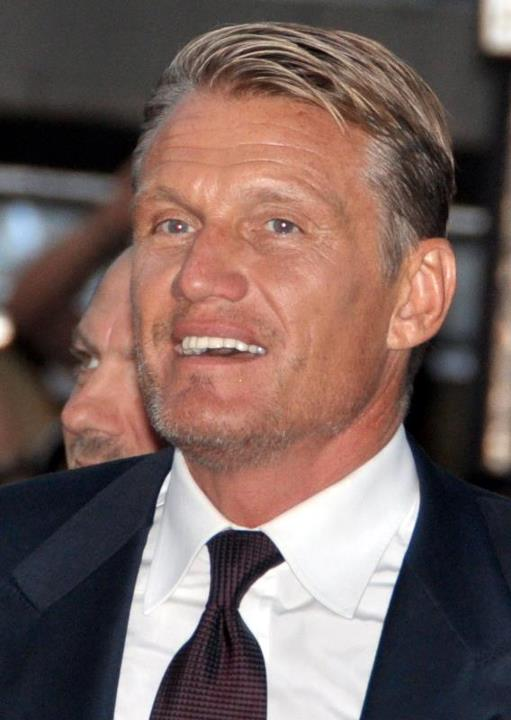
Dolph Lundgren

- 03. November: Hubert Ulrich, deutscher Politiker der Partei Bündnis 90/Die Grünen
- 03. November: Mechthild Rawert, deutsche Politikerin und MdB
- 03. November: Ingolf Wiegert, deutscher Handballspieler
- 04. November: Anthony John Abbott, australischer Politiker
- 04. November: Hansjörg Schertenleib, Schweizer Schriftsteller
- 04. November: Elena Kats-Chernin, usbekisch-australische Komponistin
- 05. November: Jon-Erik Hexum, US-amerikanischer Schauspieler († 1984)
- 05. November: Kellen Winslow, US-amerikanischer American-Football-Spieler
- 06. November: Klaus Kleinfeld, deutscher Manager und ehemaliger Vorstandsvorsitzender der Siemens AG
- 06. November: Luis Diaz, US-amerikanischer Perkussionist und Musikpädagoge
- 08. November: Porl Thompson, englischer Gitarrist und Kunstmaler
- 09. November: Pierre Raymond Audi, französisch-libanesischer Theaterregisseur und Theaterintendant († 2025)
- 10. November: Jochen Grywatsch, deutscher Germanist
- 10. November: Ingo Metzmacher, deutscher Dirigent und Operndirektor
- 11. November: Thomas Berghoff, deutscher Brigadegeneral des Heeres
- 12. November: Cécilia Maria Sara Isabel Attias, französisches Mannequin
- 13. November: Stephen Baxter, britischer Autor
- 13. November: Willem van de Sande Bakhuyzen, niederländischer Regisseur († 2005)
- 13. November: Sylvia Paletschek, deutsche Neuzeithistorikerin
- 13. November: Sandro Viroli, italienisch-deutscher Journalist und Medienmanager
- 14. November: Frank Affolter, niederländischer Pianist und Komponist
- 14. November: Nicholas Lens, belgischer Autor und Komponist
- 14. November: Wolfgang Hoppe, deutscher Bobfahrer
- 14. November: Uwe Schummer, deutscher Politiker
- 15. November: Kevin Eubanks, US-amerikanischer Jazz-Musiker
- 15. November: Richard Gray, US-amerikanischer Level-Designer
- 16. November: Tom Bayer, deutscher Sportreporter
- 16. November: Jorge Liderman, US-amerikanischer Komponist († 2008)
- 17. November: Jan Bucher, US-amerikanische Freestyle-Skierin
- 17. November: Claus Kühnl, deutscher Komponist
- 18. November: Andreas Schilling, deutscher Komponist, Filmkomponist und Kontrabassist
- 19. November: Ofra Haza, israelische Sängerin († 2000)
- 20. November: Stefan Bellof, deutscher Automobilrennfahrer († 1985)
- 22. November: Glen Clark, kanadischer Politiker
- 22. November: Thomas Lehr, deutscher Schriftsteller
- 23. November: Andrew Toney, US-amerikanischer ehem. Basketballspieler
- 24. November: Alfons Haider, österreichischer Schauspieler
- 24. November: Denise Crosby, US-amerikanische Schauspielerin Denise Crosby

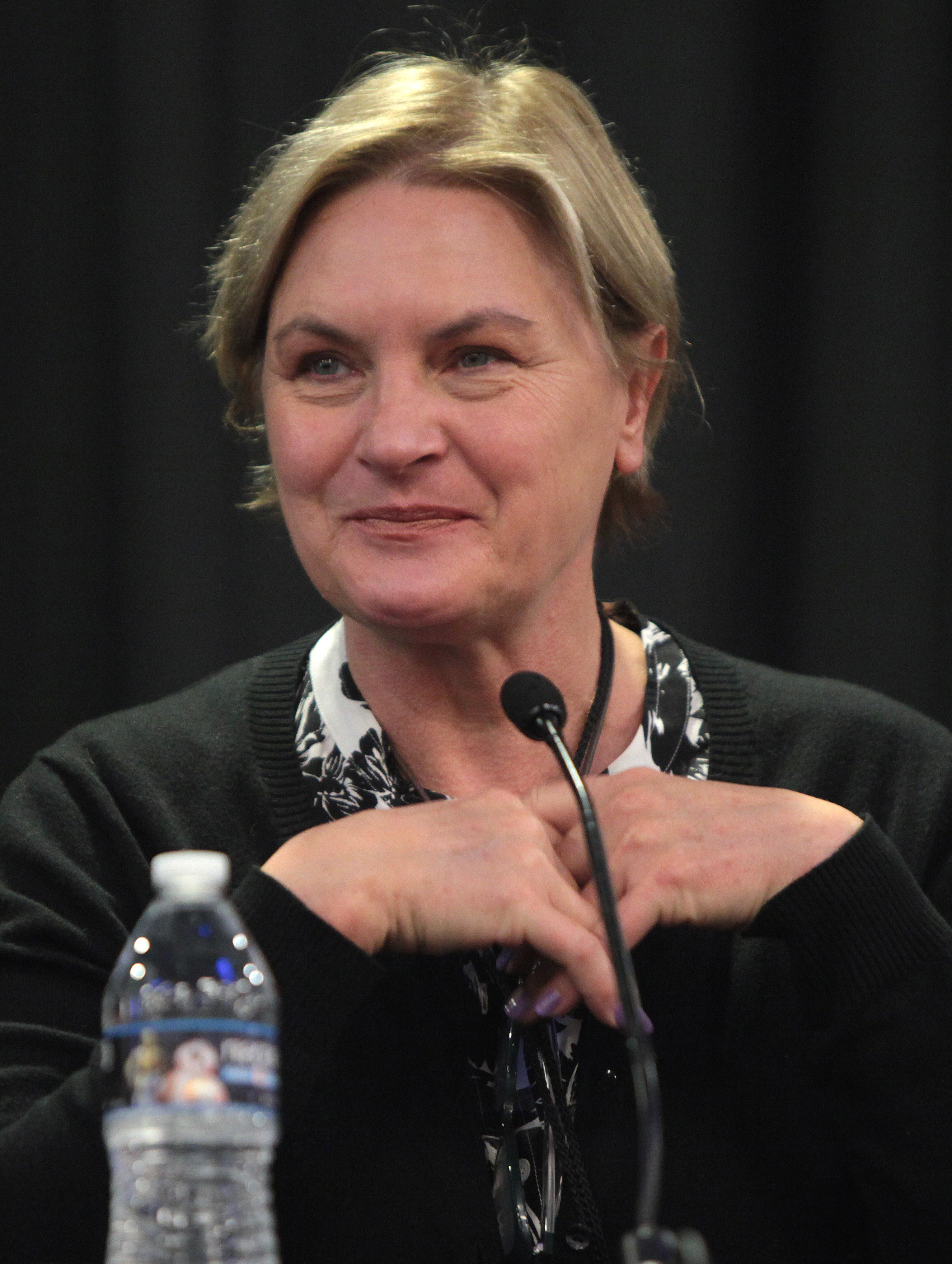
Denise Crosby

- 25. November: Ursula Andermatt, Schweizer Schauspielerin († 2022)
- 25. November: Robert L. Ehrlich, US-amerikanischer Gouverneur Marylands
- 25. November: Gerold Fischer, deutscher Motorradrennfahrer († 1990)
- 25. November: Frank Hill, deutscher Komponist und Gitarrist
- 25. November: Monte Melkonian, US-amerikanischer politischer Aktivist, Asala-Terrorist und Freischärler († 1993)
- 25. November: Torsten Müller, deutscher Jazzkontrabassist
- 26. November: Rainer Kuppinger, deutscher Fußballtorwart
- 26. November: Matthias Reim, deutscher Musiker
- 26. November: Manuel Tejada, dominikanischer Komponist und Arrangeur
- 26. November: Andrea Zogg, Schweizer Schauspieler und Regisseur
- 27. November: Kenny Acheson, nordirischer Automobilrennfahrer
- 27. November: Bertram Engel, deutscher Schlagzeuger
- 27. November: Caroline Bouvier Kennedy, älteste Tochter von John F. Kennedy
- 27. November: Zacharias Kunuk, kanadischer Filmproduzent, Regisseur und Drehbuchautor
- 27. November: Rudolf Ziegler, deutscher Steuermann im Rudern
- 28. November: Bart van der Putten, niederländischer Jazzsaxophonist und -klarinettist
- 29. November: Janet Napolitano, US-amerikanische Politikerin
- 29. November: Jennifer Batten, US-amerikanische Gitarrenspielerin
- 29. November: Jean-Philippe Toussaint, belgischer Schriftsteller
- 30. November: Margaret Spellings, US-amerikanische Politikerin

### Dezember
- 01. Dezember: Arnulf Meffle, deutscher Handballspieler
- 02. Dezember: Andreas Berg, deutscher Generalmajor († 2020)
- 02. Dezember: Dagfinn Høybråten, norwegischer Politiker, Vorsitzender der Kristelig Folkeparti
- 04. Dezember: Eric Steven Raymond, Hacker und Galionsfigur der freien Software Community
- 05. Dezember: Lydia Hauenschild, deutsche Schriftstellerin
- 05. Dezember: Patriz Ilg, deutscher Leichtathlet
- 06. Dezember: Steve Bedrosian, US-amerikanischer Baseballspieler
- 06. Dezember: Michael Bitz, deutscher Jurist
- 06. Dezember: Andrew Cuomo, US-amerikanischer Politiker
- 07. Dezember: Jürgen Kaminsky, deutscher Fußballspieler und -trainer
- 07. Dezember: Frank Pastor, deutscher Fußballer
- 07. Dezember: Oswald Sattler, Südtiroler Musiker
- 08. Dezember: Hannelore Anke, deutsche Schwimmerin
- 08. Dezember: Michail Michailowitsch Kasjanow, russischer Politiker
- 09. Dezember: Emmanuel Carrère, französischer Schriftsteller
- 09. Dezember: Donny Osmond, US-amerikanischer Sänger, Talkshow-Moderator und Schauspieler
- 09. Dezember: Kenny Washington, US-amerikanischer Jazzsänger
- 10. Dezember: Paul Hardcastle, britischer Musiker
- 10. Dezember: Peter Littelmann, deutscher Mathematiker
- 10. Dezember: Prem Pal Singh Rawat, Guru und geistiger Führer von Elan Vital
- 10. Dezember: Michael Clarke Duncan, US-amerikanischer Schauspieler († 2012)
- 11. Dezember: Jörg Haustein, evangelischer Theologe († 2004)
- 12. Dezember: Sheila E., US-amerikanische Percussionistin, Schlagzeugerin und Sängerin
- 12. Dezember: Brigitte Karner, österreichische Schauspielerin
- 12. Dezember: Robert Lepage, kanadischer Theaterregisseur, Filmregisseur und Schauspieler
- 12. Dezember: Susanna Tamaro, italienische Schriftstellerin und Filmregisseurin
- 13. Dezember: Sven-Eric Bechtolf, deutscher Schauspieler und Regisseur
- 13. Dezember: Steve Buscemi, US-amerikanischer Film- und Bühnenschauspieler
- 14. Dezember: Peter Schell, Schweizer Schauspieler († 2021)
- 14. Dezember: Hartmut Vollmer, deutscher Literaturwissenschaftler († 2025)
- 16. Dezember: Victor Aguedo E. Agbayani, philippinischer Politiker
- 16. Dezember: Gerald Hambitzer, deutscher Cembalist, Clavichord- und Fortepianospieler
- 17. Dezember: Hanne Adsbøl, dänische Badmintonspielerin
- 17. Dezember: Willi Seitz, deutscher Sänger
- 18. Dezember: Hilary Engisch, US-amerikanische Freestyle-Skierin
- 19. Dezember: Olaf Bär, deutscher Sänger (Bariton)
- 19. Dezember: Cyril Collard, französischer Regisseur († 1993)
- 19. Dezember: Michael Edward Fossum, US-amerikanischer Astronaut
- 19. Dezember: Kevin McHale, US-amerikanischer Basketballspieler
- 19. Dezember: Burkhard Schröder, deutscher Basketballspieler
- 20. Dezember: Billy Bragg, englischer Sänger und Songschreiber
- 20. Dezember: Piet Klocke, deutscher Komödiant
- 20. Dezember: Mike Watt, US-amerikanischer Musiker und Produzent
- 20. Dezember: Emil Pirchan, österreichischer Bühnenbildner und Autor
- 21. Dezember: Jürgen Domian, deutscher Moderator, Journalist und Autor Jürgen Domian

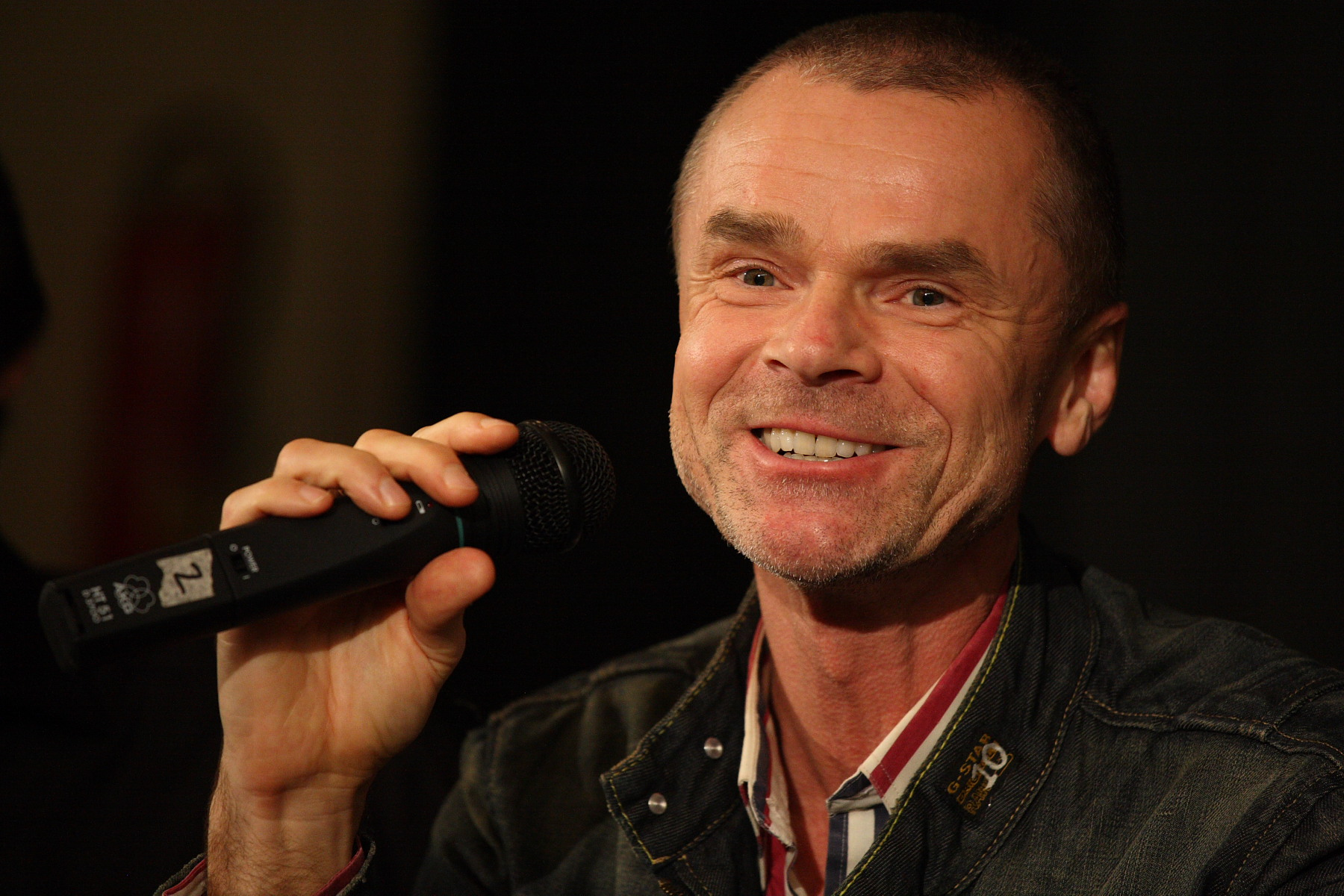
Jürgen Domian

- 21. Dezember: Rolf Kanies, deutscher Schauspieler
- 21. Dezember: Mary Raftery, irische investigative Journalistin († 2012)
- 23. Dezember: Konrad Reiss, Chef der Firma T-Systems († 2005)
- 23. Dezember: Petra Zieser, deutsche Schauspielerin
- 24. Dezember: António André dos Santos Ferreira, portugiesischer Fußballspieler
- 24. Dezember: Othmar Karas, österreichischer Politiker
- 24. Dezember: Hamid Karzai, Präsident der Übergangsregierung von Afghanistan
- 25. Dezember: Emmanuel Courcol, französischer Schauspieler, Drehbuchautor und Regisseur
- 25. Dezember: Pavel Fajt, tschechischer Jazz- und Rockschlagzeuger
- 25. Dezember: Shane MacGowan, irischer Musiker († 2023)
- 25. Dezember: Dugarsürengiin Ojuunbold, mongolischer Ringer († 2002)
- 25. Dezember: Douglas Wolfsperger, deutscher Filmregisseur
- 26. Dezember: Barbara Höll, deutsche Politikerin
- 27. Dezember: Christos Yiannopoulos, deutscher Drehbuchautor und Autor
- 28. Dezember: Petra Weis, deutsche Politikerin
- 29. Dezember: Oliver Hirschbiegel, deutscher Regisseur
- 31. Dezember: Heinz-Josef Braun, deutscher Musiker, Schauspieler und Kabarettist
- 31. Dezember: Fabrizio Meoni, italienischer Motorradfahrer († 2005)
- 31. Dezember: Guðmundur Andri Thorsson, isländischer Schriftsteller und Politiker

### Tag unbekannt
- Ulrike Ackermann, deutsche Politikwissenschaftlerin und Publizistin
- Haschem Aghadschari, persischer Professor für Geschichte
- Maryam Akhondy, iranische Sängerin und Musikerin
- Gülşen Aktaş, türkische Lehrerin und Politologin
- Rizgar Muhammad Amin, irakischer Jurist
- Nasrin Amirsedghi, deutsche Publizistin, Philologin, Orientalistin, Literatur- und Filmwissenschaftlerin
- Bruno Frank Apitz, deutscher Schauspieler
- Martin Archer, britischer Musiker, Komponist und Bandleader
- Shari Arison, israelische Unternehmerin
- Ricardo de Armas, argentinischer Komponist und Cellist
- Klaus Armstroff, deutscher Elektriker, Politiker und Neonazi
- Shimon Attie, US-amerikanischer Fotokünstler
- Greg Bartholomew, US-amerikanischer Komponist
- Hans de Beer, niederländischer Illustrator und Autor
- Wolfgang Binder, deutscher Fernsehmoderator
- Vladislav Bláha, tschechischer Gitarrist und Musikpädagoge
- Christoph Bossert, deutscher Organist und Musikpädagoge
- Daniel Bozzani, argentinischer Komponist und Dirigent
- Helmut Branny, deutscher Dirigent, Kontrabassist und Professor für Kammermusik
- Laurent Cuniot, französischer Komponist, Dirigent und Musikpädagoge
- Wolfgang Ehrler, deutscher Handballspieler und -trainer
- Vedat Erincin, türkisch-deutscher Schauspieler und Regisseur
- Junus Ghanuni, afghanischer Politiker
- Jaime Guiscafré-Ramon, lateinamerikanischer Komponist und Gitarrist
- Stefan Hardt, deutscher Hörspielregisseur und Jazzsaxophonist
- Birgid Helmy, deutsche Bildhauerin
- Ingelore Hinz-Schallreuter, deutsche Paläontologin
- Sigi Innauer, österreichischer Freestyle-Skier und Gastronom
- Joseph Kelemen, ungarischer Organist
- Andrei Kolkutin, russischer Maler
- Susanna Kraus, deutsche Schauspielerin und Künstlerin († 2025)
- Joachim Krause, deutsch-schweizerischer Organist, Kirchenmusiker und Dirigent
- Ramona Kunze-Libnow, deutsche Schauspielerin
- Massimo Laura, italienischer Konzertgitarrist
- Fatimata M’Baye, afrikanische Bürgerrechtlerin
- Brigitte Müller, deutsche Filmregisseurin und Drehbuchautorin
- Oliver Nägele, deutscher Schauspieler
- J. P. R. Ochieng'-Odero (Jimi Patt Roberts), kenianischer Biologe und Dramatiker
- Dörte Maria Packeiser, deutsche Organistin, Chorleiterin, Kantorin und Kirchenmusikdirektorin
- Susann Pásztor, deutsche Schriftstellerin
- Jean-François Pouliot, kanadischer Regisseur
- Alim Qasımov, aserbaidschanischer Mughamsänger
- Christoph Richter, Cellist und Musikpädagoge
- Johannes Roloff, deutscher Pianist und Arrangeur
- Arno Rude, deutscher Hörspiel- und Drehbuchautor
- Jim Scheuer, US-amerikanischer Musikpädagoge und Komponist
- Bruno Schneider, Schweizer Hornist
- Robert Schulte-Hemming, deutscher Komponist
- Andrea Sihler, österreichische Schauspielerin
- Linda Catlin Smith, kanadische Komponistin
- Michael Stöckigt, deutscher Komponist und Pianist
- Achim Szepanski, deutscher Labelbetreiber und Schriftsteller († 2024)
- Takahito Takeyama, japanischer Badmintonspieler
- Bavê Teyar, kurdischer Schauspieler († 2025)
- Sabine Thiesler, deutsche Schriftstellerin, Sprecherin und Schauspielerin
- Bernhard Watzl, deutscher Ernährungswissenschaftler
- Andreas Weiser, deutscher Journalist, Autor, Musiker und Komponist
- Arnulf Wenning, deutscher Popsänger

## Gestorben

### Januar
- 04. Januar: Theodor Körner, österreichischer Politiker (Bundespräsident) (* 1873)
- 05. Januar: Oldřich Duras, tschechoslowakischer Schachmeister (* 1882)
- 07. Januar: Jože Plečnik, slowenischer Architekt (* 1872)
- 08. Januar: Viktor von Weizsäcker, deutscher Mediziner (* 1886)
- 09. Januar: Mary Carr Moore, US-amerikanische Komponistin (* 1873)
- 10. Januar: Gabriela Mistral, chilenische Dichterin und Diplomatin; Literaturnobelpreisträgerin des Jahres 1945 (* 1889)
- 11. Januar: Arthur Scheunert, deutscher Veterinär (* 1879)
- 12. Januar: Ken Wharton, englischer Automobilrennfahrer (* 1916)
- 13. Januar: Onoe Saishū, japanischer Tanka-Dichter (* 1876)
- 14. Januar: Robert John Armstrong, US-amerikanischer Bischof (* 1884)

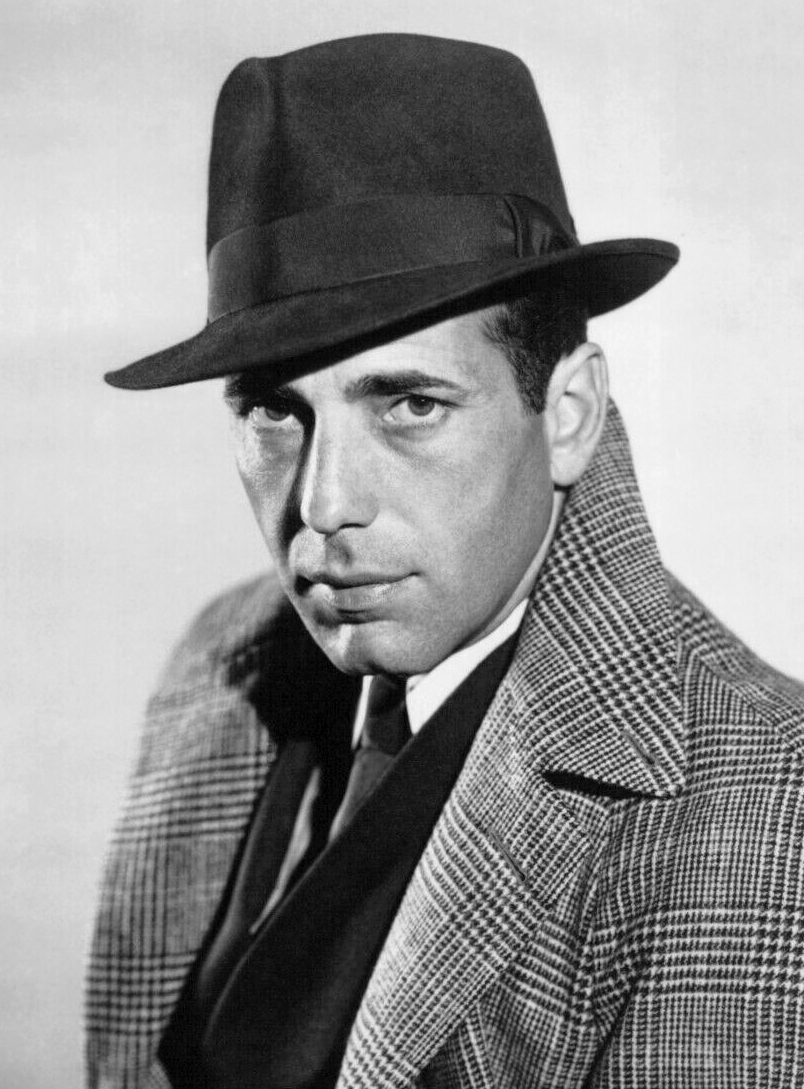
Humphrey Bogart

- 14. Januar: Humphrey Bogart, US-amerikanischer Filmschauspieler (* 1899)
- 14. Januar: Arthur Moser, Schweizer Politiker und Architekt (* 1880)
- 15. Januar: Red Dunn, US-amerikanischer American-Football-Spieler (* 1901)
- 16. Januar: Arturo Toscanini, italienischer Dirigent (* 1867)
- 17. Januar: Jules Robin, französischer Automobilrennfahrer (* 1879)
- 18. Januar: Richard B. Coolidge, US-amerikanischer Politiker (* 1879)
- 18. Januar: Tomitaro Makino, japanischer Botaniker (* 1862)
- 20. Januar: Dudley Benjafield, britischer Arzt und Automobilrennfahrer (* 1887)
- 20. Januar: Dean Benedetti, US-amerikanischer Tenorsaxophonist (* 1922)
- 20. Januar: James Connolly, erster Olympiasieger der Neuzeit (* 1868)
- 20. Januar: John Ludovic Ford, britischer Automobilrennfahrer (* 1906)
- 21. Januar: Adolf Ahrens, deutscher Kapitän und Politiker (* 1879)
- 21. Januar: Petar Krstić, serbischer Komponist (* 1877)

Claire Waldoff

- 22. Januar: Claire Waldoff, deutsche Chanson-Sängerin (* 1884)
- 25. Januar: Martina Wied, österreichische Schriftstellerin (* 1882)
- 25. Januar: Franz Maria Luitpold von Bayern, bayerischer Prinz und Generalmajor (* 1875)
- 27. Januar: Bess Mensendieck, niederländisch-amerikanische Ärztin, Begründerin der frühen Atem- und Leibpädagogik (* 1864)
- 28. Januar: Walter Schaub, Schweizer Politiker und Heimatkundler (* 1885)
- 31. Januar: Christian Hülsmeyer, Erfinder des Radars und Unternehmer (* 1881)

### Februar
- 01. Februar: Friedrich Paulus, Generalfeldmarschall im Dritten Reich (* 1890)
- 02. Februar: Valery Larbaud, französischer Schriftsteller und Literaturkritiker (* 1881)
- 04. Februar: Pierre Aeby, Schweizer Politiker (* 1884)
- 04. Februar: Erich Ponto, deutscher Schauspieler (* 1884)
- 05. Februar: Redfield Proctor junior, US-amerikanischer Politiker (* 1879)
- 06. Februar: Arthur Groussier, französischer Politiker (* 1863)

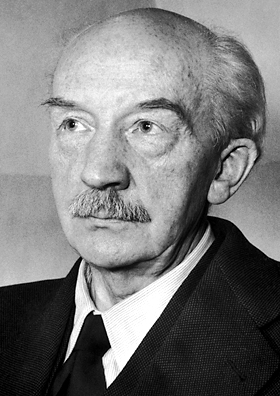
Walther Bothe

- 08. Februar: Walther Bothe, deutscher Physiker (* 1891)
- 08. Februar: John von Neumann, ungarisch-US-amerikanischer Chemiker, Mathematiker und Physiker (* 1903)
- 09. Februar: Charles Faroux, französischer Motorsportfunktionär und Rennleiter (* 1872)
- 09. Februar: Miklós Horthy, ungarischer Politiker (* 1868)
- 10. Februar: Laura Ingalls Wilder, US-amerikanische Schriftstellerin (* 1867)
- 12. Februar: Johannes Anker Larsen, dänischer Schriftsteller (* 1874)
- 13. Februar: Gustav Mie, deutscher Physiker, bekannt für seine Beschreibung der Mie-Streuung (* 1868)
- 14. Februar: Robert Gilbert Vansittart, britischer Diplomat (* 1881)
- 14. Februar: Edward Stuart McDougall, kanadischer Richter am Internationalen Militärgerichtshof für den Fernen Osten (* 1886)
- 16. Februar: Józef Hofmann, polnisch-amerikanischer Pianist (* 1876)
- 16. Februar: John Sealy Edward Townsend, britischer Physiker (* 1868)
- 18. Februar: Dedan Kimathi, kenianischer Rebellenführer (* 1920)
- 18. Februar: Henry Norris Russell, US-amerikanischer Astronom (* 1877)
- 19. Februar: Maurice Garin, französischer Radrennfahrer (* 1871)
- 20. Februar: Sadri Maksudi Arsal, tatarischer Staatsmann, Rechtswissenschaftler, Denker und Wissenschaftler (* 1879)
- 21. Februar: Willem Frederik Donath, niederländischer Physiologe und Hygieniker (* 1889)
- 25. Februar: Georges Beauchemin, kanadischer Sänger (* 1891)
- 25. Februar: Gene Buck, US-amerikanischer Illustrator, Songwriter und Musikproduzent (* 1885)
- 25. Februar: George Moran, US-amerikanischer Krimineller und Rivale Al Capones (* 1893)
- 27. Februar: Ernst Kris, österreichisch-US-amerikanischer Kunsthistoriker und Psychoanalytiker (* 1900)
- 28. Februar: Nils Åberg, schwedischer Archäologe (* 1888)

### März
- 04. März: Mohammed Larbi Ben M'hidi, politischer Führer im Algerischen Unabhängigkeitskrieg (* 1923)
- 04. März: Elisabeth Marie Auguste von Bayern, Prinzessin von Bayern bis 1918 (* 1874)
- 07. März: Johann Wolfgang Amschler, deutscher Biologe (* 1893)
- 07. März: Wyndham Lewis, britischer Schriftsteller, Maler (* 1882)
- 08. März: János Esterházy, ungarischer Adeliger und Politiker (* 1901)
- 08. März: Othmar Schoeck, Schweizer Komponist und Dirigent (* 1886)
- 08. März: Birger Dahlerus, schwedischer Großindustrieller (* 1891)
- 09. März: Kennerley Rumford, englischer Sänger (Bariton) (* 1870)
- 11. März: Richard Evelyn Byrd, US-amerikanischer Polarforscher und Admiral (* 1888)
- 11. März: Jinzai Kiyoshi, japanischer Schriftsteller (* 1903)
- 13. März: Ernst Nobs, Schweizer Politiker (* 1886)
- 14. März: Boris Nikolajewitsch Jurjew, sowjetischer Hubschrauberkonstrukteur und -pionier (* 1889)
- 14. März: Eugenio Castellotti, italienischer Automobilrennfahrer (* 1930)
- 15. März: Just Knud Qvigstad, norwegischer Philologe und Politiker (* 1853)
- 15. März: Nelson Kraschel, US-amerikanischer Politiker (* 1889)
- 16. März: Johnny Torrio, Mentor von Al Capone und Vorgänger als Führer der Unterwelt von Chicago (* 1882)
- 16. März: Constantin Brâncuși, rumänischer Bildhauer (* 1876)
- 17. März: Ramon Magsaysay, philippinischer Politiker und Staatspräsident (* 1907)
- 18. März: Emma Cotta, deutsche Bildhauerin (* 1880)
- 19. März: Katayama Hiroko, japanische Lyrikerin und Übersetzerin (* 1878)
- 21. März: Charles Kay Ogden, britischer Linguist und Schriftsteller (* 1889)
- 25. März: Paul Spamann, deutscher Automobilrennfahrer (* 1880)
- 25. März: George Townshend, irischer Bahai (* 1876)
- 26. März: Joseph Chavée, belgischer Automobilrennfahrer (* 1884)
- 26. März: Max Ophüls, deutsch-französischer Filmregisseur (* 1902)
- 27. März: Franziskus Demann, Bischof von Osnabrück (* 1900)
- 28. März: Jack Butler Yeats, irischer Künstler (* 1871)
- 29. März: Hedwig Andersen, deutsche Logopädin (* 1866)
- 30. März: Max Amann, deutscher Politiker und Publizist (* 1891)
- 00. März: Karl Geiser, Schweizer Bildhauer (* 1898)

### April
- 02. April: Joseph Massolle, deutscher Ingenieur (* 1889)
- 03. April: Ned Sparks, kanadischer Schauspieler (* 1883)
- 03. April: Paul Vallée, französischer Autorennfahrer (* 1905)
- 04. April: Adolf Rading, deutscher Architekt (* 1888)
- 06. April: Johann Emil Schaudt, deutscher Architekt und Kunstgewerbler (* 1871)
- 07. April: Tami Oelfken, deutsche Schriftstellerin und Reformpädagogin (* 1888)
- 07. April: Leo von Jena, Mitglied der SS und der Waffen-SS (* 1876)
- 07. April: John Hart, kanadischer Politiker (* 1879)
- 08. April: Pedro Segura y Sáenz, Erzbischof von Sevilla und Kardinal (* 1880)
- 12. April: Wilhelm Niklas, deutscher Politiker (* 1887)
- 14. April: Kuni Tremel-Eggert, deutsche Schriftstellerin (* 1889)
- 15. April: Maximilian Rott, deutscher Kaufmann und Schriftsteller (* 1903)
- 17. April: Sepp Aman, österreichischer Politiker (* 1870)
- 18. April: Huug de Groot, niederländischer Fußballspieler (* 1890)
- 18. April: Ben W. Hooper, US-amerikanischer Politiker, Gouverneur von Tennessee (* 1870)
- 19. April: Al Plunkett, kanadischer Sänger (* 1899)
- 21. April: Lou Brero, US-amerikanischer Automobilrennfahrer (* 1909)
- 21. April: John Graham Kerr, englischer Embryologe und Zoologe (* 1869)
- 23. April: Reinder Pieter van Calcar, niederländischer Bakteriologe (* 1872)
- 23. April: Johannes Christensen, dänischer Marathonläufer und Ingenieur (* 1889)
- 24. April: Andreas Nielsen, deutscher Generalleutnant (* 1899)
- 24. April: Andries Cornelis Dirk de Graeff, Generalgouverneur von Niederländisch-Indien und niederländischer Außenminister (* 1872)
- 27. April: Jean de Sperati, Briefmarkenfälscher (* 1884)
- 28. April: Ferenc Hirzer, ungarischer Fußballspieler und -trainer (* 1902)
- 29. April: William Charles Aalsmeer, niederländischer Kardiologe (* 1889)
- 30. April: Kathleen Atkinson, US-amerikanische Tennisspielerin (* 1875)
- 30. April: Ludwig Schiedermair, deutscher Geheimrat und Musikwissenschaftler (* 1876)

### Mai
- 02. Mai: Gilberte de Courgenay, Schweizer Kellnerin, Soldatenidol (* 1896)
- 02. Mai: Tadeusz Kassern, polnischer Komponist (* 1904)
- 02. Mai: Otto Lenz, deutscher Politiker (* 1903)
- 02. Mai: Joseph McCarthy, US-amerikanischer Politiker (* 1908)
- 03. Mai: Ernst Bertram, deutscher Germanist, Lyriker und Schriftsteller (* 1884)
- 04. Mai: Gé Fortgens, niederländischer Fußballspieler (* 1887)
- 05. Mai: Michail Fabianowitsch Gnessin, russischer Komponist (* 1883)
- 07. Mai: Zenón Noriega Agüero, peruanischer Präsident einer Militärjunta 1950 (* 1900)
- 07. Mai: Elisabeth Baumgartner, Schweizer Bäuerin und Verfasserin von Theaterstücken und Hörspielen in Berndeutsch (* 1889)
- 07. Mai: Wilhelm Filchner, deutscher Geophysiker, Forschungsreisender und Reiseschriftsteller (* 1877)
- 09. Mai: Heinrich Campendonk, deutscher Maler und Grafiker (* 1889)
- 10. Mai: Edvardas Adamkevičius, litauischer General (* 1888)
- 10. Mai: Guido Ascoli, italienischer Mathematiker (* 1887)
- 11. Mai: Heinrich Müller, Schweizer Fußballspieler und -trainer (* 1888)
- 12. Mai: Alfonso de Portago, spanischer Automobilrennfahrer und Bobsportler (* 1928)
- 12. Mai: Stefan I. (1878–1957), bulgarischer Metropolit und Exarch (* 1878)
- 12. Mai: Erich von Stroheim, österreichisch/US-amerikanischer Regisseur und Schauspieler (* 1885)
- 14. Mai: Sir Sidney Solomon Abrahams, britischer Weitspringer und Sprinter (* 1885)
- 15. Mai: Keith Andrews, US-amerikanischer Automobilrennfahrer (* 1920)
- 15. Mai: Karl Friedrich Bonhoeffer, deutscher Chemiker (* 1899)
- 15. Mai: Fritz van Calker, deutscher Staatsrechtler (* 1864)
- 16. Mai: Eliot Ness, US-amerikanischer Finanzbeamter und Prohibitionsagent (* 1903)
- 21. Mai: Johannes Pinsk, deutscher katholischer Theologe (* 1891)
- 22. Mai: Franz Borkenau, Geschichtsphilosoph, Kulturhistoriker und Soziologe (* 1900)
- 22. Mai: Franz Feldhaus, Autodidakt, deutscher Elektroingenieur und wissenschaftlicher Schriftsteller (* 1874)
- 28. Mai: Laurent Bonnevay, französischer Politiker (* 1870)
- 28. Mai: Martin Wagner, deutscher Architekt und Stadtplaner (* 1885)
- 29. Mai: James Whale, britischer Regisseur (* 1889)
- 30. Mai: Toivo Pekkanen, finnischer Schriftsteller (* 1902)
- 31. Mai: Peeter Sink, estnischer Pfarrer, Lyriker, Maler und Photograph (* 1902)

### Juni
- 03. Juni: Wilhelm Hausenstein, deutscher Schriftsteller, Kunstkritiker, Publizist und Diplomat (* 1882)
- 04. Juni: Louise Schroeder, deutsche SPD-Politikerin (* 1887)
- 12. Juni: Jimmy Dorsey, US-amerikanischer Jazzmusiker (* 1904)
- 12. Juni: Stanisław Szpinalski, polnischer Pianist und Musikpädagoge (* 1901)
- 14. Juni: Nico Bouvy, niederländischer Fußballspieler (* 1892)
- 15. Juni: Paul Ilg, schweizerischer Schriftsteller (* 1875)
- 17. Juni: Augusto Samuel Boyd, 19. Staatspräsident von Panama (* 1879)
- 19. Juni: Karl Plagge, deutscher Offizier der Wehrmacht, der ca. 250 Juden rettete (* 1897)
- 21. Juni: Johannes Stark, deutscher Physiker und Träger des Physik-Nobelpreises (* 1874)
- 21. Juni: František Kupka, tschechischer Maler, vielleicht der Begründer der Abstraktion (* 1871)
- 23. Juni: Louis Fürnberg, deutscher Schriftsteller, Dichter und Musiker (* 1909)
- 24. Juni: Frank Blachford, kanadischer Geiger, Musikpädagoge, Dirigent und Komponist (* 1879)
- 24. Juni: Wilhelm Heuber, deutscher NS-Politiker und Jurist (* 1898)
- 24. Juni: Herman Peltzer, niederländischer Fußballspieler (* 1887)
- 25. Juni: Thea Aichbichler, deutsche Schauspielerin (* 1889)

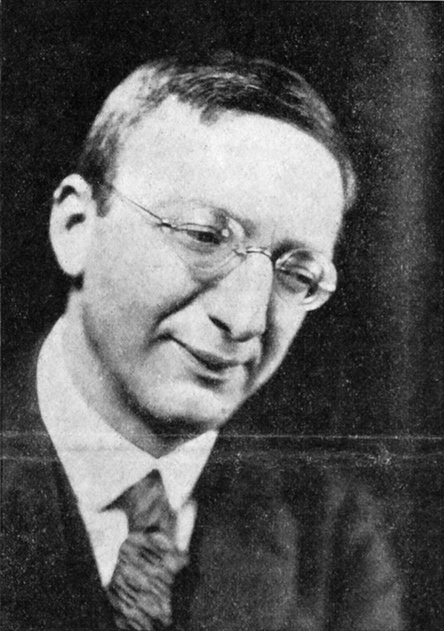
Alfred Döblin

- 26. Juni: Alfred Döblin, deutscher Arzt und gesellschaftskritischer Schriftsteller (* 1878)
- 27. Juni: Hermann Buhl, österreichischer Bergsteiger (* 1924)
- 27. Juni: Malcolm Lowry, englischer Schriftsteller (* 1909)

### Juli
- 01. Juli: August Euler, deutscher Flugpionier (* 1868)
- 01. Juli: Fritz Gils, deutscher Künstler (* 1901)
- 02. Juli: Ladislav Zelenka, tschechischer Cellist (* 1881)
- 03. Juli: Elisabeth Büchsel, deutsche Malerin (* 1867)
- 03. Juli: Richard Mohaupt, deutscher Komponist (* 1904)
- 04. Juli: Leo von Prittwitz und Gaffron, russischer Generalmajor (* 1878)
- 05. Juli: Zdeněk Němeček, tschechischer Schriftsteller und Dramaturg (* 1894)
- 07. Juli: Lucien Molon, französischer Automobilrennfahrer (* 1883)
- 09. Juli: Stephan Jaeggi, Schweizer Komponist und Dirigent (* 1903)
- 09. Juli: Alexander Fjodorowitsch Goedicke, russischer Musiker und Komponist (* 1877)
- 10. Juli: Schalom Asch, jiddischer Schriftsteller und Dramatiker (* 1880)
- 11. Juli: Aga Khan III., Oberhaupt der ismailitischen Nizariten (* 1877)
- 12. Juli: Andreas Breynck, deutscher Fußballspieler (* 1888/1890)
- 14. Juli: John Horton Baker, britischer Automobilrennfahrer (* 1907)
- 14. Juli: Herbert MacKay-Fraser, US-amerikanischer Automobilrennfahrer (* 1927)
- 14. Juli: William Whitehouse, britischer Automobilrennfahrer (* 1909)
- 15. Juli: Willy de Vos, niederländischer Fußballspieler (* 1880)
- 15. Juli: James M. Cox, US-amerikanischer Politiker (* 1870)
- 15. Juli: William Dassonville, amerikanischer Fotograf (* 1879)
- 16. Juli: Serge Chaloff, US-amerikanischer Jazz-Saxophonist (* 1923)
- 17. Juli: Carl Auböck senior, österreichischer Maler und Designer (* 1900)
- 18. Juli: Johannes Böhm, deutscher Politiker (* 1890)
- 19. Juli: Curzio Malaparte, italienischer Schriftsteller und Journalist deutscher Abstammung (* 1898)
- 23. Juli: Giuseppe Tomasi di Lampedusa, italienischer Schriftsteller (* 1896)
- 24. Juli: Julius Bochmann, deutscher Lehrer und Philatelist, Begründer des Bochmann-Kataloges der deutschen Gelegenheitsstempel (* 1901)
- 24. Juli: Sacha Guitry, französischer Schauspieler, Filmregisseur, Drehbuchautor und Dramatiker (* 1885)
- 28. Juli: Edith Abbott, US-amerikanische Sozialwissenschaftlerin und Sozialreformerin (* 1876)
- 29. Juli: Franz Anderle, österreichischer Offizier (* 1874)
- 29. Juli: Jules Blangenois, belgischer Komponist und Dirigent (* 1870)
- 29. Juli: Ricardo Rojas, argentinischer Schriftsteller, Essayist, Bildungspolitiker und Pädagoge (* 1882)
- 30. Juli: Frank País, Revolutionär im kubanischen Untergrund (* 1934)
- 31. Juli: Helene Funke, deutsche Malerin und Grafikerin (* 1869)

### August
- 04. August: Otto von Zwiedineck-Südenhorst, österreichischer Nationalökonom (* 1871)
- 04. August: Washington Luís Pereira de Sousa, Präsident von Brasilien (* 1869)
- 07. August: Emil Hadina, österreichisch-sudetendeutscher Schriftsteller (* 1885)
- 07. August: Oliver Hardy, US-amerikanischer Komiker und Filmschauspieler (* 1892)
- 08. August: Hans von Kahlenberg, deutsche Schriftstellerin (* 1870)
- 11. August: Rudolf Weigl, polnischer Biologe und Mediziner (* 1883)
- 13. August: Fredrik Størmer, norwegischer Geophysiker und Mathematiker (* 1874)
- 16. August: Irving Langmuir, US-amerikanischer Chemiker, Physiker und Nobelpreisträger (* 1881)
- 16. August: Hans Studer, Schweizer Ingenieur (* 1875)
- 18. August: Joe Gould, US-amerikanischer Schriftsteller (* 1889)
- 19. August: Carl-Gustaf Rossby, schwedischer Meteorologe (* 1898)
- 21. August: Harald Ulrik Sverdrup, norwegischer Ozeanograph und Professor (* 1888)
- 22. August: Richard Delbrueck, deutscher Archäologe (* 1875)
- 22. August: Edward Dent, englischer Musikwissenschaftler (* 1876)
- 23. August: Giovanni Mercati, Kardinal der römisch-katholischen Kirche (* 1866)
- 23. August: Eugène Schueller, französischer Chemiker und Gründer von L’Oréal (* 1881)
- 24. August: Fritz Hillebrand, deutscher Motorradrennfahrer (* 1917)
- 25. August: Leo Perutz, österreichischer Schriftsteller (* 1882)
- 28. August: Willi Agatz, deutscher Politiker (* 1904)
- 30. August: Josep Lluís Facerías, spanischer Anarchist und Widerstandskämpfer (* 1920)
- 30. August: Walter Fuchs, österreichisch-deutscher Chemiker (* 1891)
- 30. August: Otto Suhr, deutscher Politiker (* 1894)

### September
- 01. September: Dennis Brain, britischer Hornist (* 1921)
- 01. September: Henri Springuel, belgischer Automobilrennfahrer (* 1889)
- 07. September: Björn Helland-Hansen, norwegischer Ozeanograph (* 1877)
- 11. September: Petar Stojanović, serbischer Komponist (* 1877)
- 12. September: Marie Arning, deutsche Politikerin (* 1887)
- 13. September: Wilhelm Diess, bayerischer Erzähler, Jurist und Theaterdirektor (* 1884)
- 15. September: Antonio Mediz Bolio, mexikanischer Schriftsteller, Journalist und Politiker (* 1884)
- 16. September: Qi Baishi, chinesischer Maler (* 1864)
- 19. September: Fritz Katzmann, SS-Gruppenführer, Generalleutnant der Waffen-SS und Kriegsverbrecher (* 1906)
- 20. September: Jean Sibelius, finnischer Komponist (* 1865)
- 21. September: Otto Armster, deutscher Nachrichtendienst-Offizier und Widerstandskämpfer (* 1891)
- 21. September: Bertha Krupp von Bohlen und Halbach, Besitzerin des Krupp-Konzerns (* 1886)

Haakon VII.

- 21. September: Haakon VII., König von Norwegen (* 1872)
- 25. September: Albertine Morin-Labrecque, kanadische Komponistin, Pianistin und Musikpädagogin (* 1886)
- 27. September: Alois Schlögl, deutscher Landwirtschaftsfunktionär und Politiker (* 1893)
- 28. September: Alberto Ascoli, italienischer Serologe, Hygieniker und physiologischer Chemiker (* 1877)

### Oktober

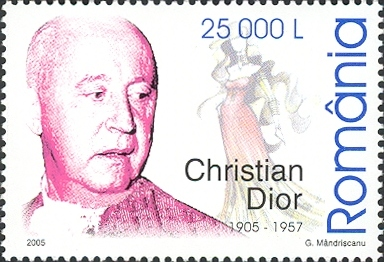
Christian Diorr

- 05. Oktober: Oskar Hagen, Kunsthistoriker und Begründer der Händel-Festspiele in Göttingen (* 1888)
- 05. Oktober: José Leandro Andrade, uruguayischer Fußballspieler (* 1901)
- 06. Oktober: Hisao Jūran, japanischer Schriftsteller (* 1902)
- 08. Oktober: Karl Georg Pfleiderer, deutscher Politiker (* 1899)
- 09. Oktober: Hermann Dieckmann, deutscher Politiker (* 1885)
- 11. Oktober: René Victor Auberjonois, schweizerischer Maler (* 1872)
- 12. Oktober: Michael Horlacher, deutscher Politiker (* 1888)
- 13. Oktober: Erich Auerbach, deutscher Literaturwissenschaftler und Romanist (* 1892)
- 16. Oktober: Ralph Benatzky, österreichischer Komponist (* 1884)
- 19. Oktober: Vere Gordon Childe, australischer Archäologe (* 1892)
- 21. Oktober: Joseph T. Rucker, US-amerikanischer Kameramann (* 1887)
- 22. Oktober: Bok de Korver, niederländischer Fußballspieler (* 1883)
- 24. Oktober: Christian Dior, französischer Modeschöpfer (* 1905)
- 25. Oktober: Albert Anastasia, US-amerikanischer Mafioso (* 1902)
- 25. Oktober: Henry van de Velde, belgischer Architekt und Designer (* 1863)

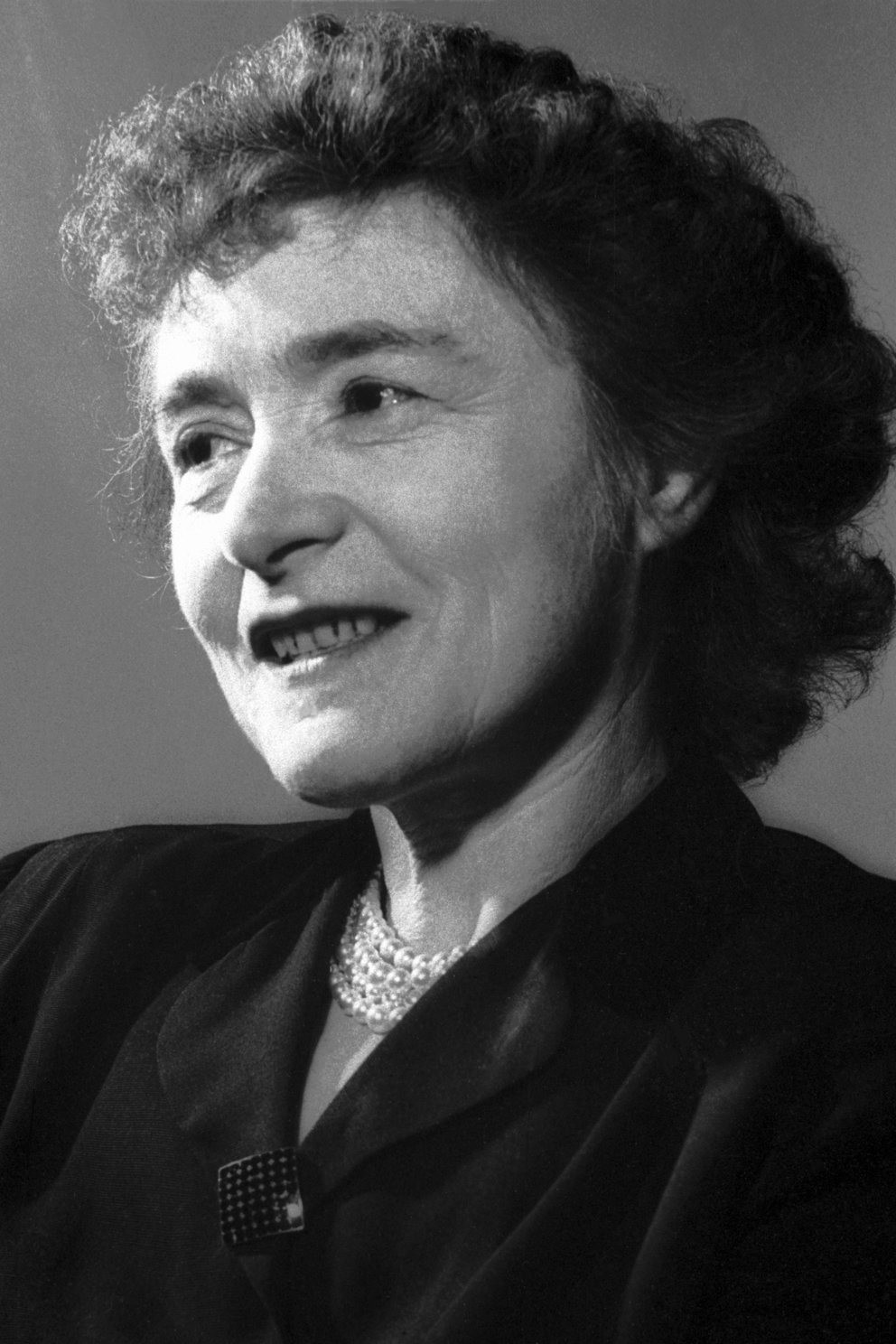
Gerty Cori

- 26. Oktober: Gerty Cori, österreichisch-US-amerikanische Biochemikerin, Nobelpreisträgerin (* 1896)
- 26. Oktober: Nikos Kazantzakis, griechischer Schriftsteller (* 1883)
- 28. Oktober: Ernst Gräfenberg, deutscher Mediziner (* 1881)
- 29. Oktober: Rosemarie Nitribitt, deutsche Prostituierte (* 1933)
- 29. Oktober: Louis B. Mayer, US-amerikanischer Filmproduzent (* 1884)
- 31. Oktober: Peter G. Gerry, US-amerikanischer Politiker (* 1879)

### November
- 02. November: Georgi Asagarow, russischer Filmregisseur und Schauspieler (* 1892)
- 02. November: Ted Meredith, US-amerikanischer Leichtathlet und Olympiasieger (* 1891)
- 03. November: Wilhelm Reich, österreichischer Psychoanalytiker (* 1897)
- 04. November: Shoghi Effendi, Verwalter der Bahai-Religion (* 1897)
- 05. November: Otto Stolz, österreichischer Historiker und Volkskundler (* 1881)
- 09. November: Jacques Rouché, französischer Herausgeber und Operndirektor (* 1862)
- 11. November: Hans Adler, österreichischer Librettist, Schriftsteller und Lyriker (* 1880)
- 11. November: Ugo Amaldi, italienischer Mathematiker (* 1875)
- 13. November: Antonín Zápotocký, tschechoslowakischer Politiker (* 1884)
- 14. November: James M. Tunnell, US-amerikanischer Politiker (* 1879)
- 16. November: Amédée Guy, französischer Politiker und Résistant (* 1882)
- 17. November: Hans Nordmann, deutscher Eisenbahn-Ingenieur (* 1879)
- 18. November: Rudolf Diels, Leiter der Gestapo (* 1900)
- 20. November: Fritz Erle, deutscher Ingenieur und Automobilrennfahrer (* 1875)
- 21. November: Cary Hardee, US-amerikanischer Politiker (* 1876)
- 21. November: Francis Burton Harrison, US-amerikanischer Politiker (* 1873)
- 23. November: William Wright Arnold, US-amerikanischer Jurist und Politiker (* 1877)
- 24. November: Diego Rivera, mexikanischer Maler (* 1886)
- 25. November: Georg von Griechenland, Sohn des griechischen Königs Georg I. (Griechenland) (* 1869)
- 26. November: Jack Gardner, US-amerikanischer Jazzpianist (* 1903)
- 29. November: Erich Wolfgang Korngold, austroamerikanischer Komponist (* 1897)
- 30. November: Beniamino Gigli, italienischer Opernsänger und Filmschauspieler (* 1890)
- 30. November: Adeodato Giovanni Piazza, Patriarch von Venedig und Kardinal der römisch-katholischen Kirche (* 1884)

### Dezember
- 03. Dezember: Edward Larrabee Adams, US-amerikanischer Romanist und Provenzalist (* 1878)
- 05. Dezember: Guido Schmidt, österreichischer Diplomat und Politiker (* 1901)
- 06. Dezember: Robert Esnault-Pelterie, französischer Luftfahrt- und Raketenpionier (* 1881)
- 06. Dezember: Karl Friedrich Rößle, Professor für Betriebswirtschaftslehre, (* 1893)
- 08. Dezember: Hanns Mießner, deutscher Komponist, Organist, Dirigent und Chorleiter (* 1877)
- 09. Dezember: Otto Landsberg, deutscher Politiker und Jurist (* 1869)
- 10. Dezember: Maurice McLoughlin, US-amerikanischer Tennisspieler (* 1890)
- 12. Dezember: Fritz von Waldthausen, deutscher Bankier (* 1887)
- 13. Dezember: Georg Pahl, deutscher Schauspieler und Hörspielsprecher (* 1893)
- 13. Dezember: Carl Arthur Richter, Schweizer Komponist und Dirigent (* 1883)
- 14. Dezember: Josef Lada, tschechischer Illustrator und Kinderbuchautor (* 1887)
- 14. Dezember: Gerhart Ziller, Minister für Maschinenbau und Minister für Schwermaschinenbau der DDR (* 1912)
- 16. Dezember: Heinrich Hoffmann, Leibphotograph Adolf Hitlers (* 1885)
- 18. Dezember: Əyyub Abbasov, aserbaidschanischer Schriftsteller (* 1905)
- 18. Dezember: Wilhelm Petersen, deutscher Komponist (* 1890)
- 24. Dezember: Maurice Schilles, französischer Radrennfahrer (* 1888)
- 24. Dezember: Norma Talmadge, US-amerikanische Schauspielerin (* 1894)
- 25. Dezember: Käthe Dorsch, deutsche Schauspielerin (* 1890)
- 27. Dezember: Otto Nuschke, deutscher Politiker und stellvertretender Ministerpräsident der DDR (* 1883)
- 27. Dezember: Egon Ranshofen-Wertheimer, Diplomat, Journalist, Rechts- und Staatswissenschaftler (* 1894)
- 28. Dezember: Oscar Matthiesen, dänischer Maler (* 1861)

### Tag unbekannt
- Julius von Bernuth, deutscher Generalmajor (* 1861)
- Kathleen Mary Drew-Baker, britische Algologin (* 1901)
- José Pierson, mexikanischer Musikpädagoge (* 1861)
- Paul von Rautenfeld, deutscher Zollbeamter, Ethnologe und Zoologe (* 1865)

## Nobelpreise
- Physik: Chen Ning Yang und Tsung-Dao Lee
- Chemie: Alexander Robert Todd
- Medizin: Daniel Bovet
- Literatur: Albert Camus
- Friedensnobelpreis: Lester Bowles Pearson

## Musik
- Corry Brokken gewinnt am 3. März in Frankfurt am Main mit dem Lied Net als toen für die Niederlande die 2. Auflage des Eurovision Song Contest
- Liste der Nummer-eins-Hits in Deutschland (1957)